# Lijst van Stolpersteine in Amsterdam-Zuid

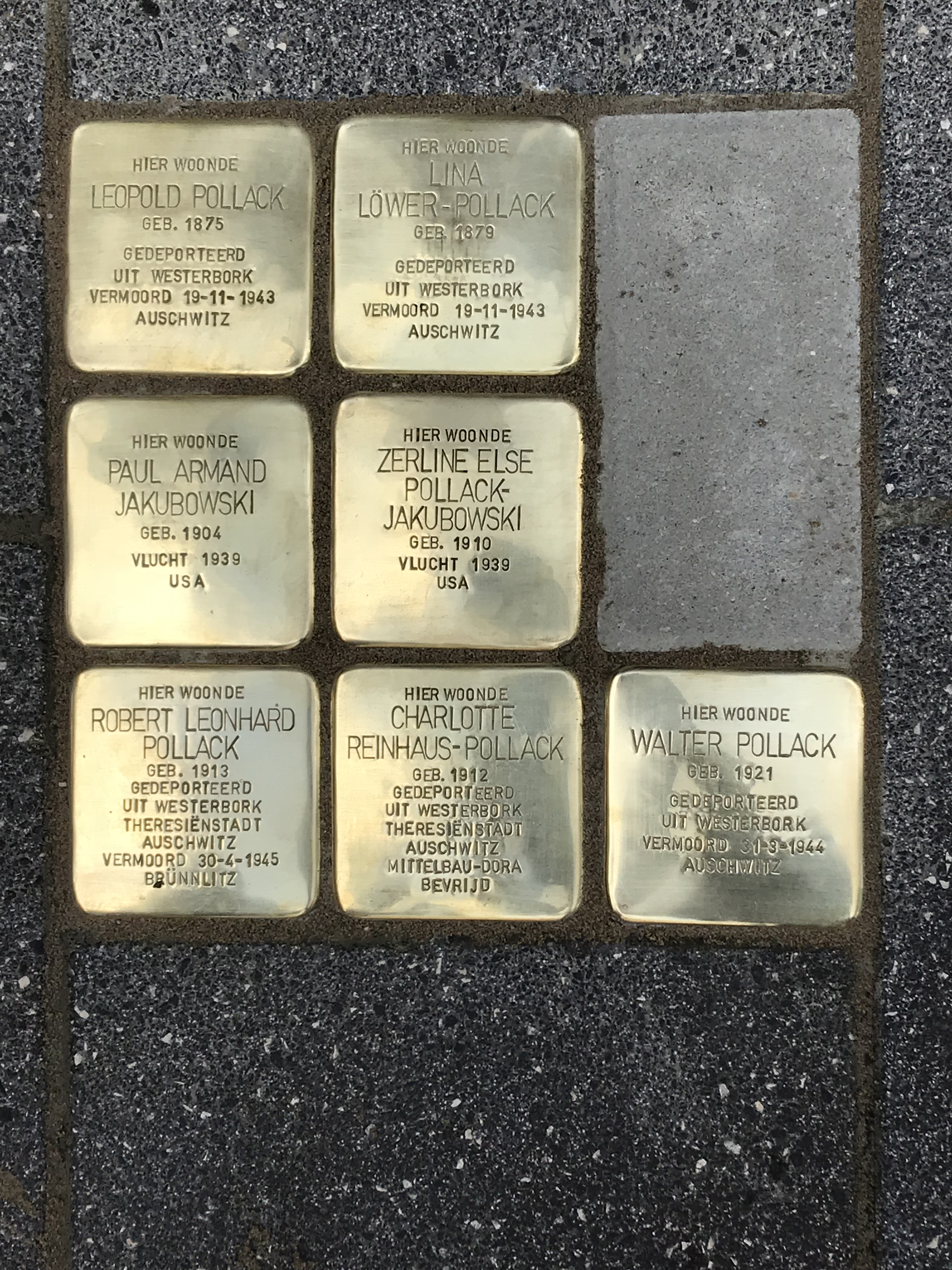
Stolpersteine voor de familie Pollack, Beethovenstraat 55

De lijst van Stolpersteine in Amsterdam-Zuid geeft een overzicht van de Stolpersteine in Amsterdam-Zuid in de Nederlandse provincie Noord-Holland die zijn geplaatst in het kader van het Stolpersteine-project van de Duitse beeldhouwer-kunstenaar Gunter Demnig.
Stolpersteine zijn opgedragen aan slachtoffers van het nationaalsocialisme, al diegenen die zijn vervolgd, gedeporteerd, vermoord, gedwongen te emigreren of tot zelfmoord gedreven door het nazi-regime. Demnig legt voor elk slachtoffer een aparte steen, meestal voor de laatste zelfgekozen woning.

## Achtergrond
Van de door Duitsland bezette landen van West-Europa had Nederland het hoogste aantal slachtoffers van de Jodenvervolging, zowel procentueel als absoluut. De overgrote meerderheid van de Nederlandse Joden woonde tijdens de Duitse bezetting in Amsterdam, waardoor ze door hun concentratie een gemakkelijk doelwit voor vervolging waren. Tijdens de Holocaust werd zo'n 80% van de ongeveer 80.000 Joden die destijds in Amsterdam aanwezig waren, vermoord.
Wie vandaag in Amsterdam op zoek gaat naar joodse gebedshuizen, vindt er vier in het Centrum, één in Amsterdam-West, maar negen in Amsterdam-Zuid. Gelovige Joden wilden dicht bij een synagoge wonen. Maar Amsterdam-Zuid was ook een populaire woonbuurt voor geassimileerde Joden en voor uit Duitsland en Oostenrijk gevluchte Joden. In dit stadsdeel woonden gewone families en enkele beroemde persoonlijkheden, zoals de celliste Frieda Belinfante, de componisten Leo Smit en Frieder Weissmann en de schilders Else en Mommie Schwarz, de oud-voetballer Eddy Hamel van Ajax met zijn vrouw en zijn nog geen vijf jaar oude tweelingzonen, de eerste radio-sportverslaggever Han Hollander en zijn echtgenote, en illusionist Michel Velleman (beter bekend als Ben Ali Libi) en zijn familie. Sommigen wisten te ontsnappen, anderen doken onder, zoals de familie van Anne Frank. Net als het meisje dat het dagboek schreef, werden de geschriften van Etty Hillesum pas postuum bekend. Allen leefden in angst en wachtten op de dag dat ze zouden worden gearresteerd en gedeporteerd.

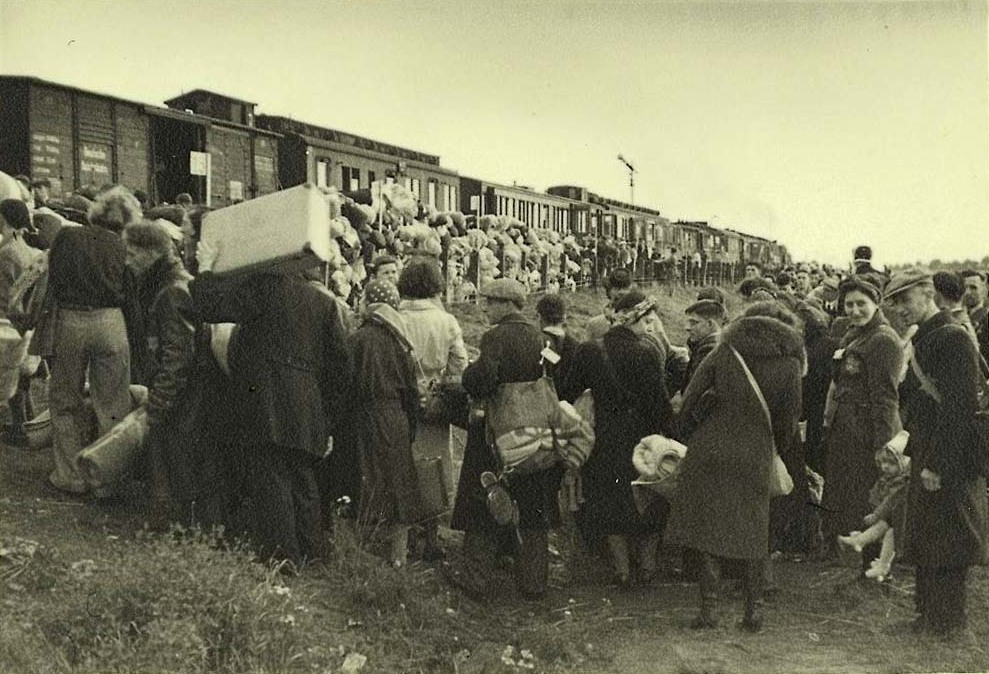
Deportatietrein uit Westerbork naar Auschwitz

 Op 9 februari 1941 braken anti-Joodse rellen uit, vergelijkbaar met de Kristallnacht. Ook Nederlandse nationaalsocialisten waren erbij betrokken. De Amsterdamse bevolking reageerde met een golf van stakingen, waarna de Duitsers op 17 februari vierhonderd Joden gijzelden. Twee dagen later werd een Duitse politiepatrouille overgoten met vitriool. Als gevolg hiervan werden op 22 en 23 februari in totaal 650 Joden gearresteerd. Voordat ze werden gedeporteerd, moesten ze urenlang op de grond knielen.
Vanaf 1942 kwamen de razzia's op gang. De ene repressie volgde op de andere: op 23 januari 1942 werd de legitimatieplicht ingevoerd, vanaf mei 1942 moest de Jodenster gedragen worden en vanaf 30 juni gold voor alle Joden een avondklok van acht uur 's avonds tot zes uur 's ochtends. Vanaf 17 juli mochten Joden nog maar twee uur per dag winkelen en vanaf september 1942 mochten ze niet meer studeren. Joden uit plattelandsgebieden werden "geëvacueerd" en gedwongen hergevestigd in grotere steden en ingekwartierd bij andere Joodse families. De volgende stap was arrestatie en deportatie naar het Kamp Westerbork, de laatste stap was deportatie naar Auschwitz of Sobibór en moord in een van de gaskamers.

## Stolpersteine
Het exacte aantal geplaatste Stolpersteine in Amsterdam-Zuid is niet bekend. Geen van de gebruikte bronnen vermeldt ze allemaal, sommige bronnen geven onjuiste adressen. Deze lijst is grotendeels compleet, er werden 606 Stolpersteine geregistreerd, die aan de hand van foto's konden worden geïdentificeerd (volgens plaatsing). Een volgende fase van verificatie ter plaatse is gepland voor oktober 2023. Omdat het Stolpersteine-project doorloopt, kan deze lijst onvolledig zijn.
| Afbeelding | Inscriptie | Adres                                                                        | Biografie |
| ---------- | --- | ---------------------------------------------------------------------------- | --- |
|            | HIER WOONDE ALFRED ABAS GEB. 1905 GEÏNTERNEERD 15-4-1943 GEDEPORTEERD 27-4-1943 UIT WESTERBORK VERMOORD 30-4-1943 SOBIBOR                                                                     | Stadionplein 73 huis Stadionbuurt                                            | Alfred Abas (1905-1943)                                                                                       |
|            | HIER WOONDE RUDOLF ABAS GEB. 1930 GEÏNTERNEERD 15-4-1943 GEDEPORTEERD 27-4-1943 UIT WESTERBORK VERMOORD 30-4-1943 SOBIBOR                                                                     | Stadionplein 73 huis Stadionbuurt                                            | Rudolf Abas (1930-1943)                                                                                       |
|            | HIER WOONDE WILLY ABAS GEB. 1928 GEÏNTERNEERD 15-4-1943 GEDEPORTEERD 27-4-1943 UIT WESTERBORK VERMOORD 30-4-1943 SOBIBOR                                                                      | Stadionplein 73 huis Stadionbuurt                                            | Willy Abas (1928-1943)                                                                                        |
|            | HIER WOONDE JEANETTE ABAS-SWAAP GEB. 1900 GEÏNTERNEERD 15-4-1943 GEDEPORTEERD 27-4-1943 UIT WESTERBORK VERMOORD 30-4-1943 SOBIBOR                                                             | Stadionplein 73 huis Stadionbuurt                                            | Jeanette Abas-Swaap (1900-1943)                                                                               |
|            | HIER WOONDE BETJE ABRAHAMSON-COHEN GEB. 1902 GEDEPORTEERD 1942 UIT WESTERBORK VERMOORD 18-7-1942 AUSCHWITZ                                                                                    | Borssenburgstraat 7 Rivierenbuurt                                            | Betje Abrahamson-Cohen (1884-1942)                                                                            |
|            | HIER WOONDE JACOB ACHTTIENRIBBEN GEB. 1891 VERMOORD 31-3-1943 SEIBERSDORF | Gerard Doustraat 174 Oude Pijp                                               | Jacob Achttienribben (1891-1943)                                                                              |
|            | HIER WOONDE LEA ACHTTIENRIBBEN-MOL GEB. 1888 VERMOORD 10-9-1942 AUSCHWITZ | Gerard Doustraat 174 Oude Pijp                                               | Jacob Achttienribben (1888-1942)                                                                              |
|            | HIER WOONDE BERNHARD ARON GEB. 1889 GEARRESTEERD 12-12-1942 GEDEPORTEERD UIT WESTERBORK VERMOORD 26-2-1943 AUSCHWITZ                                                                          | Stadionweg 129 Apollobuurt                                                   | Bernhard Aron (1889-1943)                                                                                     |
|            | HIER WOONDE MARGOT ARON-WEICHMANN GEB. 1902 GEARRESTEERD 28-11-1942 GEDEPORTEERD UIT WESTERBORK VERMOORD 26-2-1943 AUSCHWITZ                                                                  | Stadionweg 129 Apollobuurt                                                   | Margot Aron-Weichmann (1902-1943)                                                                             |
|            | HIER WOONDE LEMAN AUERHAAN GEB. 1922 GEÏNTERNEERD 5-10-1942 WESTERBORK GEDEPORTEERD 1944 AUSCHWITZ VERMOORD 31-7-1944                                                                         | Korte Meerhuizenstraat 6 huis                                                | Leman Auerhaan (1922-1944)                                                                                    |
|            | HIER WOONDE LILO BALLIN LISSAUR GEB. 1908 GEDEPORTEERD 1944 UIT WESTERBORK BERGEN-BELSEN RAVENSBRÜCK BEVRIJD                                                                                  | Herculesstraat 25a I Stadionbuurt                                            | Elisabeth Charlotte Ballin Lissaur (1908-)                                                                    |
|            | HIER WOONDE EMANUEL BAMBERGER GEB. 1910 VERMOORD 31-8-1944 GLEIWITZ | Maasstraat 15 Rivierenbuurt                                                  | Emanuel Bamberger (1910-1944)                                                                                 |
|            | HIER WOONDE DAVID BAREND GEB. 1905 GEARRESTEERD 23-6-1942 GEDEPORTEERD UIT WESTERBORK VERMOORD 30-4-1943 AUSCHWITZ                                                                            | Vechtstraat 158 Rivierenbuurt                                                | David Barend (1905-1943)                                                                                      |
|            | HIER WOONDE FRIEDA BELINFANTE GEB. 1904 VERZETSSTRIJDER VLUCHT 1944 MONTREUX, LAUSANNE | Jacob Obrechtstraat 64-H Museumkwartier                                      | Frieda Belinfante (1904-1995)                                                                                 |
|            | HIER WOONDE NAATJE BENJAMINS-SIJES GEB. 1898 GEÏNTERNEERD 23-2-1943 GEDEPORTEERD 2-3-1943 UIT WESTERBORK VERMOORD 5-3-1943 SOBIBOR                                                            | Grevelingenstraat 18 II Rivierenbuurt                                        | Naatje Benjamins-Sijes (1875-1943)                                                                            |
|            | HIER WOONDE MIETJE BEUGELTAS- ZEGEL GEB. 1853 GEDEPORTEERD 1943 UIT WESTERBORK VERMOORD 28.5.1943 SOBIBOR                                                                                     | Gerard Doustraat 178 huis Oude Pijp                                          | Mietje Beugeltas-Zegel (1853-1943)                                                                            |
|            | HIER WOONDE WOLTER JOHAN BIJLEVELD GEB. 1902 GEARRESTEERD 24-1-1942 VERZETSSTRIJDER 'O.D. INLICHTINGENDIENST' AMSTERDAM 'ORANJEHOTEL' NATZWEILER N.N., DACHAU BEZWEKEN 27-2-1945 VAIHINGEN    | Van Tuyll van Serooskerkenplein 52-III Stadionbuurt                          | Wolter Johan "Peep" Bijleveld (1902-1945)                                                                     |
|            | HIER WOONDE ERNST HENRI BIRNBAUM GEB. 1915 GEARRESTEERD 29-8-1942 DELFT GEÏNTERNEERD 29-8-1942 SCHEVENINGEN GEDEPORTEERD UIT AMERSFOORT VERMOORD 8-11-1942 MAUTHAUSEN                         | Johannes Vermeerstraat 18 Oud-Zuid                                           | Ernst Henri Birnbaum (1915-1942)                                                                              |
|            | HIER WOONDE JULIUS ZIEGFRIED BIRNBAUM GEB. 1921 GEDEPORTEERD UIT WESTERBORK BERGEN-BELSEN BEVRIJD                                                                                             | Johannes Vermeerstraat 18 Oud-Zuid                                           | Julius Ziegfried Birnbaum (1921-)                                                                             |
|            | HIER WOONDE THERESE BIRNBAUM-BIRNBAUM GEB. 1888 GEDEPORTEERD UIT WESTERBORK VERMOORD 24-1-1945 BERGEN-BELSEN                                                                                  | Johannes Vermeerstraat 18 Oud-Zuid                                           | Therese Birnbaum-Birnbaum (1888-1945)                                                                         |
|            | HIER WOONDE GRIETJE BLIK GEB. 1900 GEDEPORTEERD 1943 UIT VUGHT VERMOORD 31-1-1944 AUSCHWITZ                                                                                                   | Rijnstraat 39 II Rivierenbuurt                                               | Grietje Blik (1900-1944)                                                                                      |
|            | HIER WOONDE EMANUEL BLINDEMAN GEB. 1934 GEDEPORTEERD 1943 UIT WESTERBORK VERMOORD 2-7-1943 SOBIBOR                                                                                            | Van Woustraat 77 De Pijp                                                     | Emanuel Blindeman (1934-1943)                                                                                 |
|            | HIER WOONDE NATHAN BLINDEMAN GEB. 1907 GEDEPORTEERD 1943 UIT WESTERBORK VERMOORD 2-7-1943 SOBIBOR                                                                                             | Van Woustraat 77 De Pijp                                                     | Nathan Michiel Emanuel Blindeman (1907-1943)                                                                  |
|            | HIER WOONDE SARA BLINDEMAN- WEICH GEB. 1906 GEDEPORTEERD 1943 UIT WESTERBORK VERMOORD 2-7-1943 SOBIBOR                                                                                        | Van Woustraat 77 De Pijp                                                     | Sara Blindeman-Weich (1906-1943)                                                                              |
|            | HIER WOONDE HARTOG BLITZ GEB. 1910 GEDEPORTEERD 1943 NAAR WESTERBORK VERMOORD 31-7-1944 AUSCHWITZ                                                                                             | Roerstraat 36 II Rivierenbuurt                                               | Hartog Blitz (1910-1944)                                                                                      |
|            | HIER WOONDE LENA BLITZ GEB. 1908 GEDEPORTEERD UIT WESTERBORK VERMOORD 12-2-1943 AUSCHWITZ | Molenbeekstraat 34 II Rivierenbuurt                                          | Lena Blitz (1908-1943)                                                                                        |
|            | HIER WOONDE VERONICA BLITZ- LOPES DIAS GEB. 1911 GEDEPORTEERD 1943 NAAR WESTERBORK VERMOORD 6-3-1944 AUSCHWITZ                                                                                | Roerstraat 36 II Rivierenbuurt                                               | Veronica Blitz-Lopes Dias (1911-1944)                                                                         |
|            | HIER WOONDE CARLA BLOCH GEB. 1938 GEDEPORTEERD 1942 UIT WESTERBORK VERMOORD 18-7-1942 AUSCHWITZ                                                                                               | Deurloostraat 105 II Rivierenbuurt                                           | Carla Bloch (1938-1942)                                                                                       |
|            | HIER WOONDE JOKE BLOCH GEB. 1935 GEDEPORTEERD 1942 UIT WESTERBORK VERMOORD 18-7-1942 AUSCHWITZ                                                                                                | Deurloostraat 105 II Rivierenbuurt                                           | Joke Bloch (1935-1942)                                                                                        |
|            | HIER WOONDE LEO BLOCH GEB. 1905 GEDEPORTEERD 1942 UIT WESTERBORK VERMOORD 20-8-1942 AUSCHWITZ                                                                                                 | Deurloostraat 105 II Rivierenbuurt                                           | Leo Bloch (1905-1942)                                                                                         |
|            | HIER WOONDE FIETE BLOCH- RICARDO GEB. 1908 GEDEPORTEERD 1942 UIT WESTERBORK VERMOORD 18-7-1942 AUSCHWITZ                                                                                      | Deurloostraat 105 II Rivierenbuurt                                           | Fiete Bloch-Ricardo (1908-1942)                                                                               |
|            | HIER WOONDE ABRAHAM BLOCQ GEB. 1932 GEDEPORTEERD UIT WESTERBORK VERMOORD 17-9-1942 AUSCHWITZ                                                                                                  | Eerste Jan van der Heijdenstraat 137 I Oude Pijp                             | Abraham Blocq (1932-1942)                                                                                     |
|            | HIER WOONDE ARON BLOCQ GEB. 1909 GEDEPORTEERD UIT WESTERBORK VERMOORD 7-2-1945 GROSS-ROSEN | Eerste Jan van der Heijdenstraat 137 I Oude Pijp                             | Aron Blocq (1909-1945)                                                                                        |
|            | HIER WOONDE ARON BLOCQ GEB. 1939 GEDEPORTEERD UIT WESTERBORK VERMOORD 17-9-1942 AUSCHWITZ | Eerste Jan van der Heijdenstraat 137 I Oude Pijp                             | Aron Blocq (1939-1942)                                                                                        |
|            | HIER WOONDE BENJAMIN BLOCQ GEB. 1884 GEDEPORTEERD 1943 UIT WESTERBORK VERMOORD 14-5-1943 SOBIBOR                                                                                              | Tweede van der Helststraat 73 Zuid Pijp                                      | Benjamin Blocq (1884-1943)                                                                                    |
|            | HIER WOONDE HENRIETTE CHARLOTTE BLOCQ GEB. 1934 GEDEPORTEERD UIT WESTERBORK VERMOORD 17-9-1942 AUSCHWITZ                                                                                      | Eerste Jan van der Heijdenstraat 137 I Oude Pijp                             | Henriette Charlotte Blocq (1934-1942)                                                                         |
|            | HIER WOONDE HENRIETTE BLOCQ-BRANDON GEB. 1884 GEDEPORTEERD 1943 UIT WESTERBORK VERMOORD 14-5-1943 SOBIBOR                                                                                     | Tweede van der Helststraat 73 Zuid Pijp                                      | Henriette Blocq-Brandon (1884-1943)                                                                           |
|            | HIER WOONDE MARIA BLOCQ-DE ROOY GEB. 1913 GEDEPORTEERD UIT WESTERBORK VERMOORD 17-9-1942 AUSCHWITZ                                                                                            | Eerste Jan van der Heijdenstraat 137 I Oude Pijp                             | Maria Blocq-De Rooy (1913-1942)                                                                               |
|            | HIER WOONDE BENJAMIN 'BENNIE' BLOEMENDAL GEB. 1927 GEDEPORTEERD 1944 UIT WESTERBORK THERESIENSTADT, AUSCHWITZ VERMOORD 28-2-1945 MIDDEN-EUROPA                                                | Vechtstraat 23 Rivierenbuurt                                                 | Benjamin Bloemendal, ook Bennie (1927-1945)                                                                   |
|            | HIER WOONDE BENJAMIN BLOG GEB. 1915 GEÏNTERNEERD 20-6-1943 GEDEPORTEERD UIT WESTERBORK VERMOORD 2-7-1943 SOBIBOR                                                                              | Hunzestraat 131 Rivierenbuurt                                                | Benjamin Blog (1915-1943)                                                                                     |
|            | HIER WOONDE BERTHA BLOG GEB. 1929 VERMOORD 14-9-1942 AUSCHWITZ | Uithoornstraat 11 II Rivierenbuurt                                           | Bertha Blog (1929-1942)                                                                                       |
|            | HIER WOONDE EDITH BLOG GEB. 13-8-1941 GEÏNTERNEERD 20-6-1943 GEDEPORTEERD UIT WESTERBORK VERMOORD 2-7-1943 SOBIBOR                                                                            | Hunzestraat 131 Rivierenbuurt                                                | Edith Blog (1941-1943)                                                                                        |
|            | HIER WOONDE ELSE BLOG GEB. 1939 VERMOORD 14-9-1942 AUSCHWITZ | Uithoornstraat 11 II Rivierenbuurt                                           | Else Blog (1939-1942)                                                                                         |
|            | HIER WOONDE HANS GERARD BLOG GEB. 1941 VERMOORD 14-9-1942 AUSCHWITZ | Uithoornstraat 11 II Rivierenbuurt                                           | Hans Gerard Blog (1941-1942)                                                                                  |
|            | HIER WOONDE MAX BLOG GEB. 1937 VERMOORD 14-9-1942 AUSCHWITZ | Uithoornstraat 11 II Rivierenbuurt                                           | Max Blog (1937-1942)                                                                                          |
|            | HIER WOONDE MINA BLOG GEB. 1930 VERMOORD 14-9-1942 AUSCHWITZ | Uithoornstraat 11 II Rivierenbuurt                                           | Mina Blog (1930-1942)                                                                                         |
|            | HIER WOONDE RENÉ GERARD BLOG GEB. 27-3-1943 ONDERGEDOKEN 1943 BEVRIJD | Hunzestraat 131 Rivierenbuurt                                                | René Gerard Blog (1941-1943)                                                                                  |
|            | HIER WOONDE SOPHIE BLOG GEB. 1928 VERMOORD 14-9-1942 AUSCHWITZ | Uithoornstraat 11 II Rivierenbuurt                                           | Sophie Blog (1928-1942)                                                                                       |
|            | HIER WOONDE CAROLINA BLOG-LITWER GEB. 1917 GEÏNTERNEERD 20-6-1943 GEDEPORTEERD UIT WESTERBORK VERMOORD 2-7-1943 SOBIBOR                                                                       | Hunzestraat 131 Rivierenbuurt                                                | Carolina Paulina Blog-Litwer (1917-1943)                                                                      |
|            | HIER WOONDE DANIEL GERRIT BLOM GEB. 1922 GEARRESTEERD 24-5-1943 GEDEPORTEERD UIT WESTERBORK VERMOORD 4-6-1943 SOBIBOR                                                                         | Rijnstraat 58 Rivierenbuurt                                                  | Daniel Gerrit Blom (1922-1943)                                                                                |
|            | HIER WOONDE MAURITS BLOM GEB. 1894 GEARRESTEERD 20-6-1943 GEDEPORTEERD UIT WESTERBORK VERMOORD 16-7-1943 SOBIBOR                                                                              | Rijnstraat 58 Rivierenbuurt                                                  | Maurits Blom (1894-1943)                                                                                      |
|            | HIER WOONDE RACHEL BLOM-MAIJ GEB. 1894 GEARRESTEERD 1943 GEDEPORTEERD UIT WESTERBORK VERMOORD 19-11-1943 AUSCHWITZ                                                                            | Rijnstraat 58 Rivierenbuurt                                                  | Rachel Blom-Maij (1894-1943)                                                                                  |
|            | HIER WOONDE LEVIE BONN GEB. 1878 GEARRESTEERD 8-4-1943 GEDEPORTEERD UIT WESTERBORK VERMOORD 23-4-1943 SOBIBOR                                                                                 | Lomanstraat 28 huis Willemsparkbuurt                                         | Levie Bonn (1878-1943)                                                                                        |
|            | HIER WOONDE HANNA BONN- DIAMANT GEB. 1877 GEARRESTEERD 8-4-1943 GEDEPORTEERD UIT WESTERBORK VERMOORD 23-4-1943 SOBIBOR                                                                        | Lomanstraat 28 huis Willemsparkbuurt                                         | Hanna Bonn-Diamant (1877-1943)                                                                                |
|            | HIER WOONDE ALEXANDER BOOLEMAN GEB. 1873 GEDEPORTEERD UIT WESTERBORK VERMOORD 21.9.1942 AUSCHWITZ                                                                                             | Van Eeghenstraat 63 huis Museumkwartier                                      | Alexander Booleman (1873-1942)                                                                                |
|            | HIER WOONDE CÉLINA BOOLEMAN-CORONEL GEB. 1872 GEDEPORTEERD UIT WESTERBORK VERMOORD 21.9.1942 AUSCHWITZ                                                                                        | Van Eeghenstraat 63 huis Museumkwartier                                      | Célina Booleman-Coronel (1872-1942)                                                                           |
|            | HIER WOONDE ARTHUR BOS GEB. 1919 GEÏNTERNEERD 10-7-1943 GEDEPORTEERD 13-7-1943 UIT WESTERBORK VERMOORD 16-7-1943 SOBIBOR                                                                      | Van Breestraat 19 Museumkwartier                                             | Arthur Isaäc Bos (1919-1943)                                                                                  |
|            | HIER WOONDE RENÉE BOS-VAN GELDER GEB. 1919 GEÏNTERNEERD 10-7-1943 GEDEPORTEERD 13-7-1943 UIT WESTERBORK VERMOORD 16-7-1943 SOBIBOR                                                            | Van Breestraat 19 Museumkwartier                                             | Renée Bos-van Gelder (1919-1943)                                                                              |
|            | HIER WOONDE FRITS REINER BOVERHUIS GEB. 1915 VERZETSSTRIJDER GEARRESTEERD 30-6-1944 VERMOORD 16-7-1944 OVERVEEN                                                                               | Rubensstraat 26 Apollobuurt                                                  | Frits Boverhuis (1915-1944)                                                                                   |
|            | HIER WOONDE JOSEPH BRANDON GEB. 1886 GEDEPORTEERD 1942 UIT WESTERBORK VERMOORD 14-9-1942 SOBIBOR                                                                                              | Eerste van der Helststraat 82 Oude Pijp                                      | Joseph Brandon (1886-1942)                                                                                    |
|            | HIER WOONDE JOSEPH BRANDON GEB. 1887 GEDEPORTEERD 1943 UIT WESTERBORK VERMOORD 16-4-1943 SOBIBOR                                                                                              | Eerste van der Helststraat 82 Oude Pijp                                      | Betje Brandon-Ijdis (1887-1943)                                                                               |
|            | HIER WOONDE ABRAHAM BREST GEB. 1922 GEARRESTEERD 6-11-1942 DE VELUWE GEDEPORTEERD 1942 UIT AMERSFOORT VERMOORD 28-2-1943 AUSCHWITZ                                                            | Rijnstraat 92 Rivierenbuurt                                                  | Abraham Brest (1922-1943)                                                                                     |
|            | HIER WOONDE SALOMON BREST GEB. 1918 GEARRESTEERD 6-11-1942 DE VELUWE GEDEPORTEERD 1942 UIT AMERSFOORT VERMOORD 28-2-1943 AUSCHWITZ                                                            | Rijnstraat 92 Rivierenbuurt                                                  | Salomon Brest (1918-1943)                                                                                     |
|            | HIER WOONDE JACQUES BRILLEMAN GEB. 1917 GEÏNTERNEERD 4-2-1944 GEDEPORTEERD UIT WESTERBORK VERMOORD 31-7-1944 MIDDEN-EUROPA                                                                    | Pieter Aertszstraat 103 I De Pijp                                            | Jacques Brilleman (1917-1944)                                                                                 |
|            | HIER WOONDE JOËL BROMMET GEB. 1896 GEDEPORTEERD UIT WESTERBORK AUSCHWITZ VERMOORD 1945 DODENMARS MIDDEN-EUROPA                                                                                | Rooseveltlaan 74 I (voorheen Zuider Amstellaan 74 I) Rivierenbuurt           | Joël Brommet (1896-1945)                                                                                      |
|            | HIER WOONDE KURT BRÜNELL GEB. 1925 GEDEPORTEERD UIT WESTERBORK VERMOORD 30-9-1942 AUSCHWITZ                                                                                                   | Roerstraat 31 Rivierenbuurt                                                  | Kurt Brünell (1925-1942)                                                                                      |
|            | HIER WOONDE BETSY ELS BRUSKE GEB. 1933 VERMOORD 14-9-1942 AUSCHWITZ | Concertgebouwplein 21 huis Museumkwartier                                    | Betsy Els Bruske (1933-1942)                                                                                  |
|            | HIER WOONDE JOSEPH BRUSKE GEB. 1875 VERMOORD 14-9-1942 AUSCHWITZ | Concertgebouwplein 21 huis Museumkwartier                                    | Joseph Bruske (1875-1942)                                                                                     |
|            | HIER WOONDE LEONTINE BRUSKE GEB. 1933 VERMOORD 14-9-1942 AUSCHWITZ | Concertgebouwplein 21 huis Museumkwartier                                    | Leontine Bruske (1933-1942)                                                                                   |
|            | HIER WOONDE MARIAM BRUSKE GEB. 1930 VERMOORD 14-9-1942 AUSCHWITZ | Concertgebouwplein 21 huis Museumkwartier                                    | Mariam Bruske (1930-1942)                                                                                     |
|            | HIER WOONDE SALO FRANS BRUSKE GEB. 1929 VERMOORD 14-9-1942 AUSCHWITZ | Concertgebouwplein 21 huis Museumkwartier                                    | Salo Frans Bruske (1929-1942)                                                                                 |
|            | HIER WOONDE ELLA BRUSKE-SCHWARZ GEB. 1905 VERMOORD 14-9-1942 AUSCHWITZ | Concertgebouwplein 21 huis Museumkwartier                                    | Ella Bruske-Schwarz (1905-1942)                                                                               |
|            | HIER WOONDE ELISABETH VAN BUREN GEB. 1920 VERMOORD 30-9-1942 AUSCHWITZ | Lekstraat 69 Rivierenbuurt                                                   | Elisabeth van Buren (1920-1942)                                                                               |
|            | HIER WOONDE JESAIA VAN BUREN GEB. 1886 VERMOORD 29.10.1942 AUSCHWITZ | Lekstraat 69 Rivierenbuurt                                                   | Jesaia van Buren (1886-1942)                                                                                  |
|            | HIER WOONDE SCHOONTJE VAN BUREN-MOUWES GEB. 1888 VERMOORD 29.10.1942 AUSCHWITZ | Lekstraat 69 Rivierenbuurt                                                   | Schoontje van Buren-Mouwes (1888-1942)                                                                        |
|            | HIER WOONDE LOUISE CAHEN-HARTOG GEB. 1870 GEARRESTEERD 20-6-1942 GEDEPORTEERD UIT WESTERBORK VERMOORD 23-7-1943 SOBIBOR                                                                       | Victorieplein 48 (voorheen: Daniël Willinkplein 48) Rivierenbuurt            | Louise Cahen-Hartog (1870-1943)                                                                               |
|            | HIER WOONDE BERNARD MARTIN COHEN GEB. 1883 GEARRESTEERD 1942 VERMOORD 23-7-1944 BERGEN-BELSEN                                                                                                 | Vossiusstraat 24 huis Museumkwartier                                         | Bernard Martin Cohen (1883-1944)                                                                              |
|            | HIER WOONDE DANIEL MEIJER COHEN GEB. 27-6-1939 GEARRESTEERD 20-6-1943 GEDEPORTEERD UIT WESTERBORK VERMOORD 23-7-1943 SOBIBOR                                                                  | Berkelstraat 4 Rivierenbuurt                                                 | Daniel Meijer Cohen (1939-1943)                                                                               |
|            | HIER WOONDE GODERT HUGO COHEN GEB. 1923 GEËVACUEERD UIT BERGEN-BELSEN BEZWEKEN 28-4-1945 TRÖBITZ                                                                                              | Vossiusstraat 24 huis Museumkwartier                                         | Godert Hugo Cohen (1923-1945)                                                                                 |
|            | HIER WOONDE HERMAN COHEN GEB. 1908 GEARRESTEERD 20-6-1943 GEDEPORTEERD UIT WESTERBORK VERMOORD 23-7-1943 SOBIBOR                                                                              | Berkelstraat 4 Rivierenbuurt                                                 | Herman Cohen (1908-1943)                                                                                      |
|            | HIER WOONDE MEIJER COHEN GEB. 1913 GEÏNTERNEERD 19-7-1942 GEDEPORTEERD 1942 UIT WESTERBORK VERMOORD 30-9-1942 AUSCHWITZ                                                                       | Gerard Doustraat 142 huis Oude Pijp                                          | Meijer Cohen (1913-1942)                                                                                      |
|            | HIER WOONDE WOLF COHEN GEB. 1882 GEÏNTERNEERD 2-10-1942 GEDEPORTEERD UIT WESTERBORK VERMOORD 12-10-1942 AUSCHWITZ                                                                             | Borssenburgstraat 7 Rivierenbuurt                                            | Wolf Cohen (1882-1942)                                                                                        |
|            | HIER WOONDE KEETJE COHEN-COHEN GEB. 1884 GEÏNTERNEERD 2-10-1942 GEDEPORTEERD UIT WESTERBORK VERMOORD 12-10-1942 AUSCHWITZ                                                                     | Borssenburgstraat 7 Rivierenbuurt                                            | Keetje Cohen-Cohen (1884-1942)                                                                                |
|            | HIER WOONDE ERIKA COHEN-JACOBS GEB. 1912 GEARRESTEERD 20-6-1943 GEDEPORTEERD UIT WESTERBORK VERMOORD 23-7-1943 SOBIBOR                                                                        | Berkelstraat 4 Rivierenbuurt                                                 | Erika Cohen-Jacobs (1912-1943)                                                                                |
|            | HIER WOONDE BENJAMIN COHEN DE LARA GEB. 1903 GEDEPORTEERD 1943 UIT WESTERBORK VERMOORD 16-7-1943 SOBIBOR                                                                                      | Kromme Mijdrechtstraat 77 I Rivierenbuurt                                    | Benjamin Cohen de Lara (1903-1943)                                                                            |
|            | HIER WOONDE DAVID COHEN DE LARA GEB. 1914 GEDEPORTEERD 1943 UIT WESTERBORK VERMOORD 21-5-1943 SOBIBOR                                                                                         | Biesboschstraat 61 Rivierenbuurt                                             | David Cohen de Lara (1914-1943)                                                                               |
|            | HIER WOONDE JUDA SIMON COHEN DE LARA GEB. 1934 GEDEPORTEERD 1943 UIT WESTERBORK VERMOORD 16-7-1943 SOBIBOR                                                                                    | Kromme Mijdrechtstraat 77 I Rivierenbuurt                                    | Juda Simon Cohen de Lara (1934-1943)                                                                          |
|            | HIER WOONDE MEIJER COHEN DE LARA GEB. 1912 GEDEPORTEERD 1943 UIT WESTERBORK VERMOORD 21-1-1945 AUSCHWITZ                                                                                      | Jekerstraat 15 III Rivierenbuurt                                             | Meijer Cohen de Lara (1912-1945)                                                                              |
|            | HIER WOONDE SARA COHEN DE LARA- HAMBURGER GEB. 1920 GEDEPORTEERD 1943 UIT WESTERBORK VERMOORD 21-5-1943 SOBIBOR                                                                               | Biesboschstraat 61 Rivierenbuurt                                             | Sara Cohen de Lara-Hamburger (1920-1943)                                                                      |
|            | HIER WOONDE CLARA COHEN DE LARA- MENDELSON GEB. 1912 GEDEPORTEERD 1943 UIT WESTERBORK VERMOORD 31-10-1943 AUSCHWITZ                                                                           | Jekerstraat 15 III Rivierenbuurt                                             | Clara Cohen de Lara-Mendelson (1912-1943)                                                                     |
|            | HIER WOONDE HENRIËTTE COHEN DE LARA- MOSCOVITER GEB. 1903 GEDEPORTEERD 1943 UIT WESTERBORK VERMOORD 16-7-1943 SOBIBOR                                                                         | Kromme Mijdrechtstraat 77 I Rivierenbuurt                                    | Henriëtte Cohen de Lara-Moscoviter (1903-1943)                                                                |
|            | HIER WOONDE AMALIA REGINA COLTHOF GEB. 1929 GEDEPORTEERD UIT WESTERBORK VERMOORD 11-6-1943 SOBIBOR                                                                                            | Vechtstraat 63 III Rivierenbuurt                                             | Amalia Regina Colthof (1929-1943)                                                                             |
|            | HIER WOONDE DAVID COLTHOF GEB. 1926 GEDEPORTEERD UIT WESTERBORK VERMOORD 28-2-1943 SCHOPPINITZ                                                                                                | Vechtstraat 63 III Rivierenbuurt                                             | David Colthof (1926-1943)                                                                                     |
|            | HIER WOONDE LOUIS COLTHOF GEB. 1901 GEDEPORTEERD UIT WESTERBORK VERMOORD 28-2-1943 SCHOPPINITZ                                                                                                | Vechtstraat 63 III Rivierenbuurt                                             | Louis Colthof (1901-1943)                                                                                     |
|            | HIER WOONDE ABRAHAM COUZIJN GEB. 1907 DOOR UITPUTTING BEZWEKEN 9-5-1945 MIDDEN-EUROPA | Carillonstraat 5 Diamantbuurt                                                | Abraham Couzijn (1907-1945)                                                                                   |
|            | HIER WOONDE DINA M. COUZIJN- ABAS GEB. 1909 VERMOORD 30-9-1944 MIDDEN-EUROPA | Carillonstraat 5 Diamantbuurt                                                | Dina Marianna Couzijn-Abas (1909-1944)                                                                        |
|            | HIER WOONDE CLARA DAMBITSCH- DANIEL GEB. 1859 GEARRESTEERD 6-6-1943 GEDEPORTEERD UIT WESTERBORK VERMOORD 2-7-1943 SOBIBOR                                                                     | Veronesestraat 3 Apollobuurt                                                 | Clara Dambitsch-Daniel (1859-1943)                                                                            |
|            | HIER WOONDE PAUL DANBY GEB. 1886 GEARRESTEERD 20-6-1943 GEDEPORTEERD UIT WESTERBORK VERMOORD 16-7-1943 SOBIBOR                                                                                | Veronesestraat 3 Apollobuurt                                                 | Paul Danby (1886-1943)                                                                                        |
|            | HIER WOONDE ROSE DANBY- GOLDSTEIN GEB. 1888 GEARRESTEERD 20-6-1943 GEDEPORTEERD UIT WESTERBORK VERMOORD 16-7-1943 SOBIBOR                                                                     | Veronesestraat 3 Apollobuurt                                                 | Rose Danby-Goldstein (1888-1943)                                                                              |
|            | HIER WOONDE MANUEL DASBERG GEB. 1899 GEARRESTEERD 11-9-1942 AMSTERDAM GEDEPORTEERD 16-11-1943 UIT WESTERBORK VERMOORD 19-11-1943 AUSCHWITZ                                                    | Roerstraat 7 Rivierenbuurt                                                   | Manuel Dasberg (1899-1943)                                                                                    |
|            | HIER WOONDE ALFRED DAVIDS GEB. 1908 GEÏNTERNEERD 23-3-1943 GEDEPORTEERD UIT WESTERBORK VERMOORD 2-4-1943 SOBIBOR                                                                              | Jan van Goyenkade 1 Willemsparkbuurt                                         | Alfred Davids (1908-1943)                                                                                     |
|            | HIER WOONDE BERNARD DAVIDS GEB. 1918 GEÏNTERNEERD 18-9-1942 GEDEPORTEERD 1942 UIT WESTERBORK VERMOORD 31-8-1943 AUSCHWITZ                                                                     | Waalstraat 28 I Rivierenbuurt                                                | Bernard Davids (1918-1943)                                                                                    |
|            | HIER WOONDE BERTA LILLY DAVIDS-BERG GEB. 1914 VLUCHT 1933 UIT DUITSLAND GEÏNTERNEERD 23-3-1943 GEDEPORTEERD UIT WESTERBORK VERMOORD 2-4-1943 SOBIBOR                                          | Jan van Goyenkade 1 Willemsparkbuurt                                         | Berta Lilly Davids-Berg (1914-1943)                                                                           |
|            | HIER WOONDE REBECCA DAVIDSON GEB. 1882 GEÏNTERNEERD 15-9-1942 GEDEPORTEERD 18-9-1942 UIT WESTERBORK VERMOORD 21-9-1942 AUSCHWITZ                                                              | Stadionplein 29 I Stadionbuurt                                               | Rebecca Davidson (1882-1942)                                                                                  |
|            | HIER WOONDE SALOMON DELMONTE GEB. 1879 GEÏNTERNEERD 25-3-1943 GEDEPORTEERD UIT WESTERBORK VERMOORD 2-4-1943 SOBIBOR                                                                           | Roerstraat 12 I Rivierenbuurt                                                | Salomon Delmonte (1879-1943)                                                                                  |
|            | HIER WOONDE BETJE DELMONTE-SPEIJER GEB. 1879 GEÏNTERNEERD 25-3-1943 GEDEPORTEERD UIT WESTERBORK VERMOORD 2-4-1943 SOBIBOR                                                                     | Roerstraat 12 I Rivierenbuurt                                                | Betje Delmonte-Speijer (1879-1943)                                                                            |
|            | HIER WOONDE BAREND DRESDEN GEB. 1908 GEDEPORTEERD VERMOORD 30-11-1944 AUSCHWITZ | Van Woustraat 174 Diamantbuurt                                               | Barend Dresden (1908-1944)                                                                                    |
|            | HIER WOONDE EVA DRESDEN GEB. 1937 GEDEPORTEERD VERMOORD 23-7-1943 SOBIBOR | Van Woustraat 174 Diamantbuurt                                               | Eva Dresden (1937-1943)                                                                                       |
|            | HIER WOONDE ANNA DRESDEN- POLAK GEB. 1906 GEDEPORTEERD VERMOORD 23-7-1943 SOBIBOR | Van Woustraat 174 Diamantbuurt                                               | Anna Dresden-Polak (1906-1943)                                                                                |
|            | HIER WOONDE ISIDOR EMANUEL DRIEVOET GEB. 1901 GEDEPORTEERD UIT WESTERBORK VERMOORD 16-2-1945 BERGEN-BELSEN                                                                                    | Roemer Visscherstraat 37                                                     | Isidoor Emanuel Drievoet (1901-1945)                                                                          |
|            | HIER WOONDE RENÉE DRIEVOET-ELZAS GEB. 1913 GEDEPORTEERD UIT WESTERBORK BEZWEKEN 16-4-1945 TRANSPORT HAGENOW - WITTENBERGE                                                                     | Roemer Visscherstraat 37                                                     | Renée Drievoet-Elzas (1913-1945)                                                                              |
|            | HIER WOONDE HENRIETTE DRUKKER GEB. 1888 VERMOORD 11-2-1944 AUSCHWITZ | Uiterwaardenstraat 46 II Rivierenbuurt                                       | Henriette Drukker (1888-1944)                                                                                 |
|            | HIER WOONDE JACOB DRUKKER GEB. 1881 GEDEPORTEERD UIT WESTERBORK VERMOORD 8-4-1944 AUSCHWITZ                                                                                                   | Cliostraat 27 I Apollobuurt                                                  | Jacob Drukker (1881-1944)                                                                                     |
|            | HIER WOONDE JEANNETTE DRUKKER GEB. 1891 VERMOORD 11-2-1944 AUSCHWITZ | Uiterwaardenstraat 46 II Rivierenbuurt                                       | Jeannette Drukker (1891-1944)                                                                                 |
|            | HIER WOONDE LOUIS DRUKKER GEB. 1897 VERMOORD 30-6-1944 MIDDEN-EUROPA | Uiterwaardenstraat 46 II Rivierenbuurt                                       | Louis Drukker (1897-1944)                                                                                     |
|            | HIER WOONDE HENRICA DRUKKER- OSSEDRIJVER GEB. 1879 GEDEPORTEERD UIT WESTERBORK VERMOORD 8-4-1944 AUSCHWITZ                                                                                    | Cliostraat 27 I Apollobuurt                                                  | Henrica Drukker-Ossedrijver (1879-1944)                                                                       |
|            | HIER WOONDE ERNST EISEMANN GEB. 1893 GEÏNTERNEERD 3-9-1942 GEDEPORTEERD 25-5-1943 UIT WESTERBORK VERMOORD 28-5-1943 SOBIBOR                                                                   | Diepenbrockstraat 32                                                         | Ernst Eisemann (1893-1943)                                                                                    |
|            | HIER WOONDE ILSE EISEMANN-ZUCKERMANN GEB. 1903 GEÏNTERNEERD 3-9-1942 GEDEPORTEERD 25-5-1943 UIT WESTERBORK VERMOORD 28-5-1943 SOBIBOR                                                         | Diepenbrockstraat 32                                                         | Ilse Eisemann-Zuckermann (1903-1943)                                                                          |
|            | HIER WOONDE RENATE EISEMANN GEB. 1929 GEÏNTERNEERD 3-9-1942 GEDEPORTEERD 25-5-1943 UIT WESTERBORK VERMOORD 28-5-1943 SOBIBOR                                                                  | Diepenbrockstraat 32                                                         | Renate Eisemann (1929-1943)                                                                                   |
|            | HIER WOONDE HARALD EISEMANN GEB. 1932 GEÏNTERNEERD 3-9-1942 GEDEPORTEERD 25-5-1943 UIT WESTERBORK VERMOORD 28-5-1943 SOBIBOR                                                                  | Diepenbrockstraat 32                                                         | Harald Eisemann (1932-1943)                                                                                   |
|            | HIER WOONDE COSMAN ENGELANDER GEB. 1889 GEÏNTERNEERD AMERSFOORT OVERLEDEN 24-10-1942 | Vrijheidslaan 101 Rivierenbuurt                                              | Cosman Engelander (1889-1942)                                                                                 |
|            | HIER WOONDE JETJE ENGELANDER- MESSCHER GEB. 1888 GEDEPORTEERD 1943 UIT WESTERBORK VERMOORD 11-10-1944 AUSCHWITZ                                                                               | Vrijheidslaan 101 Rivierenbuurt                                              | Jetje Engelander-Messcher (1888-1944)                                                                         |
|            | HIER WOONDE EDMUND SELIGMANN ETTLINGHAUSEN GEB. 1881 VERMOORD 28-5-1943 SOBIBOR | Michelangelostraat 45 Apollobuurt                                            | Edmund Seligmann Ettlinghausen (1881-1943)                                                                    |
|            | HIER WOONDE SELMA ETTLINGHAUSEN- STERN GEB. 1883 VERMOORD 28-5-1943 SOBIBOR | Michelangelostraat 45 Apollobuurt                                            | Selma Ettlinghausen-Stern (1883-1943)                                                                         |
|            | HIER WOONDE ERNA EYLENBURG GEB. 1923 GEARRESTEERD 9-8-1942 GEDEPORTEERD UIT WESTERBORK VERMOORD 30-9-1942 AUSCHWITZ                                                                           | Rubensstraat 80 II Apollobuurt                                               | Erna Eylenburg (1923-1942)                                                                                    |
|            | HIER WOONDE ABRAHAM ELEAZAR FRANK GEB. 1911 VERMOORD 16-7-1943 SOBIBOR | Deurloostraat 94 I Rivierenbuurt                                             | Abraham Eleazar Frank (1911-1943)                                                                             |
|            | HIER WOONDE ANNE FRANK GEB. 1929 ONDERGEDOKEN 6.7.1942 GEARRESTEERD 4.8.1944 GEDEPORTEERD UIT WESTERBORK AUSCHWITZ VERMOORD MAART 1945 BERGEN-BELSEN                                          | Merwedeplein 37 Rivierenbuurt                                                | Anne Frank (1929-1945)                                                                                        |
|            | HIER WOONDE HARTOG FRANK GEB. 1886 GEDEPORTEERD 1942 UIT WESTERBORK VERMOORD 26-10-1942 AUSCHWITZ                                                                                             | Van Woustraat 236 Diamantbuurt                                               | Hartog Frank (1886-1942)                                                                                      |
|            | HIER WOONDE IZADORIS IZAÄK FRANK GEB. 1876 VERMOORD 19-11-1943 AUSCHWITZ | Waalstraat 45 Rivierenbuurt                                                  | Izadoris Izaäk Frank (1876-1943)                                                                              |
|            | HIER WOONDE JULES FRANK GEB. 1915 GEDEPORTEERD 1944 UIT WESTERBORK BERGEN-BELSEN 'VERLOREN TREIN' BEVRIJD BEZWEKEN 19-5-1945 TRÖBITZ                                                          | Rijnstraat 124 Rivierenbuurt                                                 | Jules Frank (1915-1945)                                                                                       |
|            | HIER WOONDE MARGOT FRANK GEB. 1926 ONDERGEDOKEN 6.7.1942 GEARRESTEERD 4.8.1944 GEDEPORTEERD UIT WESTERBORK AUSCHWITZ VERMOORD MAART 1945 BERGEN-BELSEN                                        | Merwedeplein 37 Rivierenbuurt                                                | Margot Frank (1926-1945)                                                                                      |
|            | HIER WOONDE OTTO FRANK GEB. 1889 ONDERGEDOKEN 6.7.1942 GEARRESTEERD 4.8.1944 GEDEPORTEERD UIT WESTERBORK AUSCHWITZ OVERLEEFD                                                                  | Merwedeplein 37 Rivierenbuurt                                                | Otto Frank (1889-1980)                                                                                        |
|            | HIER WOONDE VIRGINIE FRANK-HERTOG GEB. 1884 VERMOORD 19-11-1943 AUSCHWITZ | Waalstraat 45 Rivierenbuurt                                                  | Virginie Frank-Hertog (1884-1943)                                                                             |
|            | HIER WOONDE EDITH FRANK- HOLLÄNDER GEB. 1900 ONDERGEDOKEN 6.7.1942 GEARRESTEERD 4.8.1944 GEDEPORTEERD UIT WESTERBORK VERMOORD 6.1.1945 AUSCHWITZ                                              | Merwedeplein 37 Rivierenbuurt                                                | Edith Frank-Holländer (1900-1945)                                                                             |
|            | HIER WOONDE KOOSJE FRANK-WITTEBOON GEB. 1910 VERMOORD 16-7-1943 SOBIBOR | Deurloostraat 94 I Rivierenbuurt                                             | Koosje Frank-Witteboon (1910-1943)                                                                            |
|            | HIER WOONDE CATHARINA FRANKFORT GEB. 1866 GEÏNTERNEERD 15-9-1942 GEDEPORTEERD 18-9-1942 UIT WESTERBORK VERMOORD 21-9-1942 AUSCHWITZ                                                           | Stadionplein 29 I Stadionbuurt                                               | Catharina Frankfort (1866-1942)                                                                               |
|            | HIER WOONDE ANDRIES FRANSMAN GEB. 1889 GEDEPORTEERD 1943 UIT WESTERBORK VERMOORD 2-7-1943 SOBIBOR                                                                                             | Jekerstraat 79 III Rivierenbuurt                                             | Andries Fransman (1889-1943)                                                                                  |
|            | HIER WOONDE MARCEL JACQUES FRANSMAN GEB. 30-12-1940 GEDEPORTEERD 11-9-1942 UIT WESTERBORK VERMOORD 14-9-1942 AUSCHWITZ                                                                        | Waverstraat 80 Rivierenbuurt                                                 | Marcel Jacques Fransman (1940-1942)                                                                           |
|            | HIER WOONDE REGINA FRANSMAN- BRANDON GEB. 1892 GEDEPORTEERD 1943 UIT WESTERBORK VERMOORD 2-7-1943 SOBIBOR                                                                                     | Jekerstraat 79 III Rivierenbuurt                                             | Regina Fransman-Brandon (1892-1943)                                                                           |
|            | HIER WOONDE ANDREAS FRÖLICH GEB. 1921 GEARRESTEERD 11-6-1941 AMSTERDAM GEDEPORTEERD 26-6-1941 UIT SCHOORL VERMOORD 28-10-1941 MAUTHAUSEN                                                      | Prins Hendriklaan 36 huis Willemsparkbuurt                                   | Andreas Fröhlich (1921-1941)                                                                                  |
|            | HIER WOONDE GEORG FRÖLICH GEB. 1884 ONDERGEDOKEN 1943 ZWAAGDIJK BOVENKARSPEL BEVRIJD | Prins Hendriklaan 36 huis Willemsparkbuurt                                   | Georg Fröhlich (1884-)                                                                                        |
|            | HIER WOONDE EDITH FRÖLICH- NISSEN GEB. 1895 ONDERGEDOKEN 1943 ZWAAGDIJK BOVENKARSPEL BEVRIJD                                                                                                  | Prins Hendriklaan 36 huis Willemsparkbuurt                                   | Edith Fröhlich-Nissen (1895-)                                                                                 |
|            | HIER WOONDE SABINE FRÖLICH- SCHIPPER GEB. 1927 ONDERGEDOKEN 1942 BUDEL BOVENKARSPEL BEVRIJD                                                                                                   | Prins Hendriklaan 36 huis Willemsparkbuurt                                   | Sabine Fröhlich-Schipper (1927—2017)                                                                          |
|            | HIER WOONDE SIMON FÜRTH GEB. 1912 ONDERGEDOKEN VERRADEN VERMOORD 21-5-1943 SOBIBOR | Argonautenstraat 12 II Stadionbuurt                                          | Simon Fürth (1912-1943)                                                                                       |
|            | HIER WOONDE DAVID VAN GELDER GEB. 1888 GEDEPORTEERD 1944 UIT WESTERBORK VERMOORD 4-12-1944 BERGEN-BELSEN                                                                                      | Van Breestraat 19 Museumkwartier                                             | David van Gelder (1888-1944)                                                                                  |
|            | HIER WOONDE MARIA VAN GELDER-KIEK GEB. 1888 GEDEPORTEERD 1944 UIT WESTERBORK VERMOORD 16-2-1945 BERGEN-BELSEN                                                                                 | Van Breestraat 19 Museumkwartier                                             | Maria van Gelder-Kiek (1888-1945)                                                                             |
|            | HIER WOONDE KURT 'GERRON' GERSON GEB. 1897 GEVLUCHT 1933 UIT DUITSLAND GEÏNTERNEERD 29-9-1943 GEDEPORTEERD 1944 UIT WESTERBORK THERESIENSTADT VERMOORD 30-9-1944 AUSCHWITZ                    | Frans van Mierisstraat 78 bovenhuis Museumkwartier                           | Kurt Gerson (1897-1944)                                                                                       |
|            | HIER WOONDE MAX GERSON GEB. 1897 GEVLUCHT 1933 UIT DUITSLAND GEÏNTERNEERD 13-3-1943 GEDEPORTEERD 4-5-1943 UIT WESTERBORK VERMOORD 7-5-1943 SOBIBOR                                            | Frans van Mierisstraat 78 bovenhuis Museumkwartier                           | Max Gerson (1869-1943)                                                                                        |
|            | HIER WOONDE OLGA GERSON-MEYER GEB. 1896 GEVLUCHT 1933 UIT DUITSLAND GEÏNTERNEERD 29-9-1943 GEDEPORTEERD 1944 UIT WESTERBORK THERESIENSTADT VERMOORD 30-9-1944 AUSCHWITZ                       | Frans van Mierisstraat 78 bovenhuis Museumkwartier                           | Olga Gerson-Meyer (1896-1944)                                                                                 |
|            | HIER WOONDE TONI GERSON-RIESE GEB. 1874 GEVLUCHT 1933 UIT DUITSLAND GEÏNTERNEERD 13-3-1943 GEDEPORTEERD 4-5-1943 UIT WESTERBORK VERMOORD 7-5-1943 SOBIBOR                                     | Frans van Mierisstraat 78 bovenhuis Museumkwartier                           | Toni Gerson-Riese (1874-1943)                                                                                 |
|            | HIER WOONDE ISAAC GERRITSE GEB. 1888 ONTMOEDIGD ONDER DRUK BEZWEKEN 30-5-1943 AMSTERDAM | Lomanstraat 64 Willemsparkbuurt                                              | Isaac Gerritse (1888-1943)                                                                                    |
|            | HIER WOONDE RACHEL GERRITSE- HEIGMANS GEB. 1886 VERMOORD 21-5-1943 SOBIBOR | Lomanstraat 64 Willemsparkbuurt                                              | Rachel Gerritse-Heigmans (1886-1943)                                                                          |
|            | HIER WOONDE ABRAHAM GEZANG GEB. 1877 GEDEPORTEERD 1943 UIT WESTERBORK VERMOORD 9-4-1943 SOBIBOR                                                                                               | Watteaustraat 25h Apollobuurt                                                | Abraham Gezang (1877-1943)                                                                                    |
|            | HIER WOONDE JUDITH GEZANG- MATTEMAN GEB. 1878 GEDEPORTEERD 1943 UIT WESTERBORK VERMOORD 9-4-1943 SOBIBOR                                                                                      | Watteaustraat 25h Apollobuurt                                                | Judith Gezang-Matteman (1878-1943)                                                                            |
|            | HIER WOONDE FRANZISKA GLASER GEB. 1895 GEÏNTERNEERD 17-2-1943 VUGHT GEDEPORTEERD 1944 UIT THERESIENSTADT VERMOORD 1-10-1944 AUSCHWITZ                                                         | Laan der Hesperiden 8 Stadionbuurt                                           | Franziska Glaser (1895-1944)                                                                                  |
|            | HIER WOONDE FELICJA GLASER-SCHWEITZER GEB. 1867 GEÏNTERNEERD 17-2-1943 VUGHT GEDEPORTEERD 23-2-1943 UIT WESTERBORK VERMOORD 26-2-1943 AUSCHWITZ                                               | Laan der Hesperiden 8 Stadionbuurt                                           | Felicja Glaser-Schweitzer (1867-1943)                                                                         |
|            | HIER WOONDE CHAIM GLÜCKMANN GEB. 1897 GEDEPORTEERD UIT WESTERBORK VERMOORD 12-8-1942 AUSCHWITZ                                                                                                | Govert Flinckstraat 169 Oude Pijp                                            | Chaim Glückmann (1897-1942)                                                                                   |
|            | HIER WOONDE LEO GLÜCKMANN GEB. 1929 GEÏNTERNEERD 25-5-1943 GEDEPORTEERD UIT WESTERBORK VERMOORD 23-7-1943 SOBIBOR                                                                             | Govert Flinckstraat 169 Oude Pijp                                            | Leo Glückmann (1929-1943)                                                                                     |
|            | HIER WOONDE CHANA GLÜCKMANN-HAFTEL GEB. 1906 GEÏNTERNEERD 25-5-1943 GEDEPORTEERD UIT WESTERBORK VERMOORD 23-7-1943 SOBIBOR                                                                    | Govert Flinckstraat 169 Oude Pijp                                            | Chama Glückmann-Haftel (1906-1943)                                                                            |
|            | HIER WOONDE LEVIE GOBES GEB. 1908 GEDEPORTEERD 1943 UIT WESTERBORK VERMOORD 31-3-1944 POLEN                                                                                                   | Boterdiepstraat 43 I Rivierenbuurt                                           | Levie Gobes (1908-1944)                                                                                       |
|            | HIER WOONDE PAUL ALBERT GOBES GEB. 1914 VERMOORD 31-7-1944 MIDDEN-EUROPA | Uiterwaardenstraat 302 huis Rivierenbuurt                                    | Paul Albert Gobes (1914-1944)                                                                                 |
|            | HIER WOONDE META ELLY GOBES-KULKER GEB. 1911 VERMOORD 6-3-1944 AUSCHWITZ | Uiterwaardenstraat 302 huis Rivierenbuurt                                    | Meta Elly Gobes-Kulker (1911-1944)                                                                            |
|            | HIER WOONDE ELISABETH GOBES-DE VRIES GEB. 1912 GEDEPORTEERD 1943 UIT WESTERBORK VERMOORD 22-10-1943 AUSCHWITZ                                                                                 | Boterdiepstraat 43 I Rivierenbuurt                                           | Elisabeth Gobes-de Vries (1912-1943)                                                                          |
|            | HIER WOONDE GUSTAV WALTER GOLDSCHMIDT GEB. 1907 ONDERGEDOKEN 1943 AMSTERDAM BEVRIJD | Achillesstraat 86 I Stadionbuurt                                             | Gustav Walter Goldschmidt (1907-)                                                                             |
|            | HIER WOONDE FELICIA 'FELLA' GOLDSCHMIDT- ISACSON GEB. 1917 ONDERGEDOKEN 1943 AMSTERDAM BEVRIJD                                                                                                | Achillesstraat 86 I Stadionbuurt                                             | Felicia Goldschmidt-Isacson, ook Fella (1917-1998)                                                            |
|            | HIER WOONDE GRETEL EMMI GOTTLOB GEB. 1928 GEÏNTERNEERD 17-3-1943 VUGHT GEDEPORTEERD 8-6-1943 UIT WESTERBORK VERMOORD 11-6-1943 SOBIBOR                                                        | Stadionplein 23 III Stadionbuurt                                             | Gretel Emmi Gottlob (1914-1943)                                                                               |
|            | HIER WOONDE ROSA GOTTLOB-OPPENHEIM GEB. 1890 GEÏNTERNEERD 17-3-1943 VUGHT GEDEPORTEERD 25-5-1943 UIT WESTERBORK VERMOORD 28-5-1943 SOBIBOR                                                    | Stadionplein 23 III Stadionbuurt                                             | Rosa Gottlob-Oppenheim (1890-1943)                                                                            |
|            | HIER WOONDE ELJA GOUDEKETTING GEB. 1920 GEDEPORTEERD UIT WESTERBORK VERMOORD 19.8.1942 BIRKENAU-AUSCHWITZ                                                                                     | Tweede Jan Steenstraat 25 Oude Pijp                                          | Elja Goudeketting (1920-1942)                                                                                 |
|            | HIER WOONDE RAPHAEL GOUDEKETTING GEB. 1896 GEDEPORTEERD UIT WESTERBORK VERMOORD 5.2.1943 AUSCHWITZ                                                                                            | Tweede Jan Steenstraat 25 Oude Pijp                                          | Raphaël Goudeketting (1896-1943)                                                                              |
|            | HIER WOONDE LINA GOUDEKETTING- JONS GEB. 1896 GEDEPORTEERD UIT WESTERBORK VERMOORD 5.2.1943 AUSCHWITZ                                                                                         | Tweede Jan Steenstraat 25 Oude Pijp                                          | Lina Goudeketting-Jons (1896-1943)                                                                            |
|            | HIER WOONDE ARON DE GROOT GEB. 1907 GEDEPORTEERD 1944 UIT WESTERBORK VERMOORD 27-3-1945 MAUTHAUSEN                                                                                            | Biesboschstraat 9 Rivierenbuurt                                              | Aron de Groot (1907-1945), oudste zoon van David de Groot en Betje de Groot-Wagenaar                          |
|            | HIER WOONDE LEVIE DE GROOT GEB. 1905 GEDEPORTEERD 1943 UIT WESTERBORK VERMOORD 2-7-1943 SOBIBOR                                                                                               | Vrijheidslaan 97 Rivierenbuurt                                               | Levie de Groot (1905-1943)                                                                                    |
|            | HIER WOONDE MARIANNA DE GROOT GEB. 1907 GEDEPORTEERD 1943 UIT WESTERBORK VERMOORD 2-7-1943 SOBIBOR                                                                                            | Vrijheidslaan 97 Rivierenbuurt                                               | Marianna de Groot (1907-1943)                                                                                 |
|            | HIER WOONDE RACHEL DE GROOT GEB. 1916 GEDEPORTEERD 1942 UIT WESTERBORK VERMOORD 2-7-1942 AUSCHWITZ                                                                                            | Vrijheidslaan 97 Rivierenbuurt                                               | Rachel de Groot (1916-1942)                                                                                   |
|            | HIER WOONDE HARRIËTTE DE GROOT- ROOZENDAAL GEB. 1914 GEDEPORTEERD 1943 UIT WESTERBORK VERMOORD 14-5-1943 SOBIBOR                                                                              | Vrijheidslaan 97 Rivierenbuurt                                               | Harriëtte de Groot-Roozendaal (1914-1943)                                                                     |
|            | HIER WOONDE ABIGSËL DE HAAN- BUITENKANT GEB. 1874 VERMOORD 28-5-1943 SOBIBOR | Lekstraat 94 huis Rivierenbuurt                                              | Abigaël de Haan-Buitenkant (1874-1943)                                                                        |
|            | HIER WOONDE MARIANNA HAKKER- ENGELANDER GEB. 1916 GEDEPORTEERD 1943 UIT WESTERBORK VERMOORD 31-1-1944 AUSCHWITZ                                                                               | Vrijheidslaan 101 Rivierenbuurt                                              | Marianna Hakker-Engelander (1916-1944)                                                                        |
|            | HIER WOONDE ELISABETH HAKKERT GEB. 1910 VERMOORD 9-7-1943 SOBIBOR | Sloestraat 9 huis Rivierenbuurt                                              | Elisabeth Hakkert (1910-1943)                                                                                 |
|            | HIER WOONDE PHILIP SALOMON HAKKERT GEB. 1912 VERMOORD 9-7-1943 SOBIBOR | Sloestraat 9 huis Rivierenbuurt                                              | Philip Salomon Hakkert (1912-1943)                                                                            |
|            | HIER WOONDE ELISABETH HAKKERT GEB. 1885 VERMOORD 16-4-1943 SOBIBOR | Sloestraat 9 huis Rivierenbuurt                                              | Ella Hakkert-Kussel (1885-1943)                                                                               |
|            | HIER WOONDE ADOLPH CORNELIS HAMBURGER GEB. 1898 GEÏNTERNEERD 20-6-1943 GEDEPORTEERD 1944 UIT WESTERBORK VERMOORD 9-2-1945 DACHAU                                                              | Grevelingenstraat 18 II Rivierenbuurt                                        | Adolph Cornelis Hamburger (1898-1945)                                                                         |
|            | HIER WOONDE HESTER HAMBURGER GEB. 1922 GEDEPORTEERD 1942 UIT WESTERBORK VERMOORD 30-9-1942 AUSCHWITZ                                                                                          | Rubensstraat 54 Apollobuurt                                                  | Hester Hamburger (1922-1942)                                                                                  |
|            | HIER WOONDE JUANITA ADOLPHINE HAMBURGER GEB. 1900 ONDERGEDOKEN 20-6-1943 DEN HAAG BEVRIJD | Grevelingenstraat 18 II Rivierenbuurt                                        | Juanita Adolphine Hamburger (1935-)                                                                           |
|            | HIER WOONDE LENY HAMBURGER GEB. 1923 GEDEPORTEERD 1942 UIT WESTERBORK VERMOORD 30-9-1942 AUSCHWITZ                                                                                            | Rubensstraat 54 Apollobuurt                                                  | Leny Hamburger (1923-1942)                                                                                    |
|            | HIER WOONDE NICO HAMBURGER GEB. 1888 GEDEPORTEERD 1942 UIT WESTERBORK VERMOORD 30-9-1942 AUSCHWITZ                                                                                            | Rubensstraat 54 Apollobuurt                                                  | Hester Hamburger, ook Nathan (1888-1942)                                                                      |
|            | HIER WOONDE CELINE HAMBURGER- CALISCH GEB. 1903 GEDEPORTEERD 1942 UIT WESTERBORK VERMOORD 30-9-1942 AUSCHWITZ                                                                                 | Rubensstraat 54 Apollobuurt                                                  | Celine Hamburger-Calisch (1903-1942)                                                                          |
|            | HIER WOONDE JUDITH HAMBURGER- BENJAMINS GEB. 1900 GEÏNTERNEERD 20-6-1943 GEDEPORTEERD 1944 UIT WESTERBORK MAUTHAUSEN BEVRIJD OVERLEDEN 3-6-1945 RAVENSBURG                                    | Grevelingenstraat 18 II Rivierenbuurt                                        | Judith Hamburger-Benjamins (1900-1945)                                                                        |
|            | HIER WOONDE EDWARD HAMEL GEB. 1902 GEARRESTEERD 27-10-1942 GEÏNTERNEERD 30-10-1942 GEDEPORTEERD 1943 UIT WESTERBORK VERMOORD 30-4-1943 AUSCHWITZ                                              | Rijnstraat 145 Rivierenbuurt                                                 | Eddy Hamel (1902-1943)                                                                                        |
|            | HIER WOONDE PAUL HAMEL GEB. 19-04-1938 GEÏNTERNEERD 30-10-1942 GEDEPORTEERD 1943 UIT WESTERBORK VERMOORD 1-2-1943 AUSCHWITZ                                                                   | Rijnstraat 145 Rivierenbuurt                                                 | Paul Hamel (1938-1943)                                                                                        |
|            | HIER WOONDE ROBERT HAMEL GEB. 19-04-1938 GEÏNTERNEERD 30-10-1942 GEDEPORTEERD 1943 UIT WESTERBORK VERMOORD 1-2-1943 AUSCHWITZ                                                                 | Rijnstraat 145 Rivierenbuurt                                                 | Robert Hamel (1938-1943)                                                                                      |
|            | HIER WOONDE JOHANNA HAMEL-WIJNBERG GEB. 1905 GEÏNTERNEERD 30-10-1942 GEDEPORTEERD 1943 UIT WESTERBORK VERMOORD 1-2-1943 AUSCHWITZ                                                             | Rijnstraat 145 Rivierenbuurt                                                 | Johanna Hamel-Wijnberg (1905-1943)                                                                            |
|            | HIER WOONDE ANNA MARIANNE HAMMELBURG GEB. 1924 VERMOORD 31.1.1944 AUSCHWITZ | Willemsparkweg 213 Museumkwartier                                            | Anna Marianne Hammelburg (1924-1943)                                                                          |
|            | HIER WOONDE LEVIE HAMMELBURG GEB. 1889 VERMOORD 15.11.1943 AUSCHWITZ | Willemsparkweg 213 Museumkwartier                                            | Levie Hammelburg (1889-1943)                                                                                  |
|            | HIER WOONDE SELINA HAMMELBURG- PRESSER GEB. 1897 VERMOORD 15.11.1943 AUSCHWITZ | Willemsparkweg 213 Museumkwartier                                            | Selina Hammelburg-Presser (1897-1943)                                                                         |
|            | HIER WOONDE JACOB HARINGMAN GEB. 1915 GEARRESTEERD 16-7-1942 GEDEPORTEERD UIT WESTERBORK VERMOORD 30-9-1942 AUSCHWITZ                                                                         | Hunzestraat 65 II Rivierenbuurt                                              | Jacob Haringman (1915-1942)                                                                                   |
|            | HIER WOONDE ELIZABETH HARINGMAN-COHEN GEB. 1913 GEARRESTEERD 6-4-1944 HILVERSUM GEDEPORTEERD 1944 UIT WESTERBORK VERMOORD 19-1-1945 AUSCHWITZ                                                 | Hunzestraat 65 II Rivierenbuurt                                              | Elizabeth Haringman-Cohen (1913-1945)                                                                         |
|            | HIER WOONDE JOSEPH HARTLOOPER GEB. 1889 GEÏNTERNEERD 8-10-1942 GEDEPORTEERD UIT WESTERBORK VERMOORD 13-11-1942 AUSCHWITZ                                                                      | Waalstraat 77 Rivierenbuurt                                                  | Joseph Hartlooper (1889-1942)                                                                                 |
|            | HIER WOONDE ELS VAN HASSELT GEB. 1935 GEARRESTEERD 20-11-1943 GEDEPORTEERD UIT WESTERBORK VERMOORD 11-2-1944 AUSCHWITZ                                                                        | Hobbemakade 111 Museumkwartier                                               | Els van Hasselt (1935-1944)                                                                                   |
|            | HIER WOONDE KLARA HINDERIKA VAN HASSELT GEB. 1937 GEARRESTEERD 20-11-1943 GEDEPORTEERD UIT WESTERBORK VERMOORD 11-2-1944 AUSCHWITZ                                                            | Hobbemakade 111 Museumkwartier                                               | Karla Hinderika van Hasselt (1937-1944)                                                                       |
|            | HIER WOONDE RUDOLF HEIDEMANN GEB. 1912 GEDEPORTEERD 18-5-1943 UIT WESTERBORK VERMOORD 21-5-1943 SOBIBOR                                                                                       | Eemsstraat 36 I Rivierenbuurt                                                | Rudolf Heidemann (1912-1943)                                                                                  |
|            | HIER WOONDE HENDRIKA HEIDEMANN-DE WILDE GEB. 1917 GEDEPORTEERD 18-5-1943 UIT WESTERBORK VERMOORD 21-5-1943 SOBIBOR                                                                            | Eemsstraat 36 I Rivierenbuurt                                                | Hendrika Heidemann-de Wilde (1917-1943)                                                                       |
|            | HIER WOONDE FRANZISKA HEILBRON-FRÖHLICH GEB. 1877 VLUCHT 1939 UIT HAMBURG GEARRESTEERD 20-6-1943 GEDEPORTEERD UIT WESTERBORK VERMOORD 16-7-1943 SOBIBOR                                       | Merwedeplein 19 Rivierenbuurt                                                | Franziska Heilbron-Fröhlich (1877-1943)                                                                       |
|            | HIER WOONDE ANDREAS HERTZBERGER GEB. 1874 GEDEPORTEERD 1943 UIT WESTERBORK VERMOORD 8-5-1944 BERGEN-BELSEN                                                                                    | Apollolaan 90 Apollobuurt                                                    | Andreas Hertzberger (1874-1944)                                                                               |
|            | HIER WOONDE SELMA HERTZBERGER-ROOS GEB. 1878 GEDEPORTEERD 1943 UIT WESTERBORK VERMOORD 25-4-1945 TRANSPORT BERGEN-BELSEN / TRÖBITZ                                                            | Apollolaan 90 Apollobuurt                                                    | Selma Hertzberger-Roos (1878-1945)                                                                            |
|            | HIER WOONDE HERBERT HERZSTEIN GEB. 1923 GEARRESTEERD 11-6-1941 VERMOORD 18-9-1941 MAUTHAUSEN                                                                                                  | Berkelstraat 4 Rivierenbuurt                                                 | Herbert Herzstein (1923-1941)                                                                                 |
|            | HIER WOONDE MEIJER HES GEB. 1897 GEÏNTERNEERD 3-10-1942 GEDEPORTEERD UIT WESTERBORK OVERLEDEN 25-12-1942 BEUTHEN                                                                              | Tweede Jan Steenstraat 63 huis Oude Pijp                                     | Meijer Hes (1897-1942)                                                                                        |
|            | HIER WOONDE ANNA HES-TAK GEB. 1893 GEÏNTERNEERD 20-3-1943 GEDEPORTEERD UIT WESTERBORK VERMOORD 9-4-1943 SOBIBOR                                                                               | Tweede Jan Steenstraat 63 huis Oude Pijp                                     | Anna Hes-Tak (1893-1943)                                                                                      |
|            | HIER WOONDE SAMUEL HILDESHEIM GEB. 1867 VERMOORD 28-1-1944 AUSCHWITZ | Waalstraat 3 II Rivierenbuurt                                                | Samuel Hildesheim (1867-1944)                                                                                 |
|            | HIER WOONDE ROSALIE HILDESHEIM-HECHT GEB. 1861 VERMOORD 28-1-1944 AUSCHWITZ | Waalstraat 3 II Rivierenbuurt                                                | Rosalie Hildesheim-Hecht (1861-1944)                                                                          |
|            | HIER WOONDE ETTY 'ESTHER' HILLESUM GEB. 1914 GEÏNTERNEERD 6-6-1943 GEDEPORTEERD 7-9-1943 WESTERBORK VERMOORD 30-11-1943 AUSCHWITZ                                                             | Gabriël Metsustraat 6 Museumkwartier                                         | Etty Hillesum (1914-1943)                                                                                     |
|            | HIER WOONDE FREDERIKA MARIA HIRSCHEL GEB. 1923 GEDEPORTEERD 1943 UIT WESTERBORK VERMOORD 13-1-1943 AUSCHWITZ                                                                                  | Jan Luijkenstraat 37 huis Museumkwartier                                     | Frederika Maria Hirschel (1923-1943)                                                                          |
|            | HIER WOONDE LEON HIRSCHEL GEB. 1894 GEDEPORTEERD 1943 UIT WESTERBORK VERMOORD 21-1-1943 AUSCHWITZ                                                                                             | Jan Luijkenstraat 37 huis Museumkwartier                                     | Leon Hirschel (1894-1943)                                                                                     |
|            | HIER WOONDE JOHANNA HIRSCHEL-FRANK GEB. 1893 GEDEPORTEERD 1943 UIT WESTERBORK VERMOORD 21-1-1943 AUSCHWITZ                                                                                    | Jan Luijkenstraat 37 huis Museumkwartier                                     | Johanna Hirschel-Frank (1893-1943)                                                                            |
|            | HIER WOONDE SARA HIRSCHEL-LEVINSON GEB. 1860 GEDEPORTEERD 1943 UIT WESTERBORK VERMOORD 13-3-1943 SOBIBOR                                                                                      | Jan Luijkenstraat 37 huis Museumkwartier                                     | Sara Hirschel-Levinson (1860-1943)                                                                            |
|            | HIER WOONDE CLARA HIRSCH-REINHAUS GEB. 1882 GEDEPORTEERD UIT WESTERBORK VERMOORD 11-2-1944 AUSCHWITZ                                                                                          | Beethovenstraat 67 Apollobuurt                                               | Clara Hirsch-Reinhaus (1882-1943)                                                                             |
|            | HIER WOONDE HARTOG 'HAN' HOLLANDER GEB. 1886 GEDEPORTEERD 1942 UIT WESTERBORK VERMOORD 9-7-1943 SOBIBOR                                                                                       | Amstelkade 118 Rivierenbuurt                                                 | Han Hollander (1886-1943)                                                                                     |
|            | HIER WOONDE LEENTJE HOLLANDER-SMEER GEB. 1886 GEDEPORTEERD 1942 UIT WESTERBORK VERMOORD 9-7-1943 SOBIBOR                                                                                      | Amstelkade 118 Rivierenbuurt                                                 | Leentje Hollander-Smeer (1886-1943)                                                                           |
|            | HIER WOONDE EDGAR LEOPOLD HORN GEB. 1908 GEDEPORTEERD UIT WESTERBORK VERMOORD 6-4-1943 SOBIBOR                                                                                                | Parnassusweg 10-ll Stadionbuurt                                              | Edgar Leopold Horn (1908-1943)                                                                                |
|            | HIER WOONDE CATHARINA HORN-LEVIE GEB. 1917 GEDEPORTEERD UIT WESTERBORK VERMOORD 28-5-1943 SOBIBOR                                                                                             | Parnassusweg 10-ll Stadionbuurt                                              | Catharina Horn-Levie (1917-1943)                                                                              |
|            | HIER WOONDE GEORG HORNSTEIN GEB. 1900 GEARRESTEERD 6-3-1942 VERMOORD 3-9-1942 BUCHENWALD | Waalstraat 65 Rivierenbuurt                                                  | Georg Hornstein (1900-1942)                                                                                   |
|            | HIER WOONDE SAMUEL HORWITZ GEB. 1907 VERZETSSTRIJDER GEARRESTEERD 28-12-1943 HUIS VAN BEWARING II GEÏNTERNEERD 23-3-1944 GEDEPORTEERD 1944 UIT WESTERBORK VERMOORD 22-1-1945 KSIAENICE        | Vechtstraat 102 Rivierenbuurt                                                | Samuel Horwitz (1907-1945)                                                                                    |
|            | HIER WOONDE ALEXANDER HOUTKRUIJER GEB. 1908 GEARRESTEERD 13-8-1943 HOLLANDSE SCHOUWBURG GEDEPORTEERD 1943 UIT WESTERBORK VERMOORD 31-3-1944 WARSCHAU                                          | Molenbeekstraat 13 Rivierenbuurt                                             | Alexander Houtkruijer (1908-1944)                                                                             |
|            | HIER WOONDE MARIANA HOUTKRUIJER-LEVIE GEB. 1908 GEARRESTEERD 13-8-1943 HOLLANDSE SCHOUWBURG GEDEPORTEERD 1943 UIT WESTERBORK VERMOORD 3-9-1943 AUSCHWITZ                                      | Molenbeekstraat 13 Rivierenbuurt                                             | Mariana Houtkruijer-Levie (1908-1943)                                                                         |
|            | HIER WOONDE MIRJAM HOUTKRUIJER-WALLINSKI GEB. 1917 GEÏNTERNEERD 20-1-1944 GEDEPORTEERD 25-1-1944 UIT WESTERBORK VERMOORD 28-1-1944 AUSCHWITZ                                                  | IJselstraat 2 II Rivierenbuurt                                               | Mirjam Houtkruijer-Wallinski (1917-1944)                                                                      |
|            | HIER WOONDE RUDOLF JACOB GEB. 1912 VLUCHT 1936 UIT BERLIJN GEARRESTEERD 11-6-1941 GEDEPORTEERD UIT SCHOORL VERMOORD 16-9-1941 MAUTHAUSEN                                                      | Merwedeplein 47 II Rivierenbuurt                                             | Rudolf Jacob (1912-1941)                                                                                      |
|            | HIER WOONDE PAUL ARMAND JAKUBOWSKI GEB. 1904 VLUCHT 1939 USA | Beethovenstraat 55 Apollobuurt                                               | Paul Armand Pollack-Jakubowski (1904-1983)                                                                    |
|            | HIER WOONDE ISIDORUS JOCHEMS GEB. 1874 ONDERGEDOKEN 1942 EINDHOVEN GEDEPORTEERD 1944 UIT WESTERVORK VERMOORD 11-2-1944 AUSCHWITZ                                                              | Michelangelostraat 105 huis Apollobuurt                                      | Isidorus Jochems (1874-1944)                                                                                  |
|            | HIER WOONDE JENNY JOCHEMS GEB. 1915 ONDERGEDOKEN 1942 EINDHOVEN GEDEPORTEERD 1944 UIT WESTERVORK VERMOORD 11-2-1944 AUSCHWITZ                                                                 | Michelangelostraat 105 huis Apollobuurt                                      | Jenny Jochems (1915-1944)                                                                                     |
|            | HIER WOONDE HENRIETTE JOCHEMS-PELS GEB. 1891 ONDERGEDOKEN 1942 EINDHOVEN GEDEPORTEERD 1944 UIT WESTERVORK VERMOORD 11-2-1944 AUSCHWITZ                                                        | Michelangelostraat 105 huis Apollobuurt                                      | Henriette Jochems-Pels (1891-1944)                                                                            |
|            | HIER WOONDE & WERKTE GODFRIED DE JONG GEB. 1891 GEÏNTERNEERD 26-5-1943 GEDEPORTEERD UIT WESTERVORK VERMOORD 4-6-1943 SOBIBOR                                                                  | Amsteldijk 96 Buitenveldert-Oost                                             | Godfried de Jong (1891-1943)                                                                                  |
|            | HIER WOONDE JEANETTE DE JONG GEB. 1930 GEÏNTERNEERD 26-5-1943 GEDEPORTEERD UIT WESTERVORK VERMOORD 4-6-1943 SOBIBOR                                                                           | Amsteldijk 96 Buitenveldert-Oost                                             | Jeanette de Jong (1930-1943)                                                                                  |
|            | HIER WOONDE MARCUS DE JONG GEB. 1894 VERMOORD 2.7.1943 SOBIBOR | Amstelkade 61 Rivierenbuurt                                                  | Marcus de Jong (1894-1943)                                                                                    |
|            | HIER WOONDE MAURITS DE JONG GEB. 1894 VERMOORD 2-7-1943 SOBIBOR | Amstelkade 61 Rivierenbuurt                                                  | Maurits de Jong (1894-1943)                                                                                   |
|            | HIER WOONDE RACHEL DE JONG-POLAK GEB. 1899 VERMOORD 2-7-1943 SOBIBOR | Amstelkade 61 Rivierenbuurt                                                  | Rachel de Jong-Polak (1899-1943)                                                                              |
|            | HIER WOONDE SALOMON DE JONG GEB. 1903 GEDEPORTEERD UIT WESTERBORK VERMOORD 4-2-1945 DODENMARS MIDDEL-EUROPA                                                                                   | Borssenburgplein 4 III Rivierenbuurt                                         | Salomon de Jong (1903-1945)                                                                                   |
|            | HIER WOONDE & WERKTE BETSIJ DE JONG-ALENG GEB. 1930 GEÏNTERNEERD 26-5-1943 GEDEPORTEERD UIT WESTERVORK VERMOORD 4-6-1943 SOBIBOR                                                              | Amsteldijk 96 Buitenveldert-Oost                                             | Betsij de Jong-Aleng (1888-1943)                                                                              |
|            | HIER WOONDE ELISA FREDERIKA DE JONG-VAN BIEMA GEB. 1901 GEDEPORTEERD 1944 UIT WESTERBORK VERMOORD 27-1-1945 AUSCHWITZ                                                                         | Lomanstraat 36 boven Willemsparkbuurt                                        | Elisa Frederika de Jong-van Biema (1901-1945)                                                                 |
|            | HIER WOONDE SONIA DE JONG- MANDELBAUM GEB. 1906 GEDEPORTEERD UIT WESTERBORK VERMOORD 31-1-1944 AUSCHWITZ                                                                                      | Borssenburgplein 4 III Rivierenbuurt                                         | Sonia de Jong-Mandelbaum (1906-1944)                                                                          |
|            | HIER WOONDE IRMA DE JONG-TWOROGER GEB. 1896 GEDEPORTEERD 20-4-1943 UIT WESTERVORK VERMOORD 23-4-1943 SOBIBOR                                                                                  | Borssenburgstraat 6 Rivierenbuurt                                            | Irma de Jong-Tworoger (1896-1943)                                                                             |
|            | HIER WOONDE PAULA DE JONG- ZAJAC GEB. 1899 VERMOORD 2.7.1943 SOBIBOR | Amstelkade 61 Rivierenbuurt                                                  | Paula de Jong-Zajac (1899-1943)                                                                               |
|            | HIER WOONDE CLARA DE JONGH GEB. 1899 GEÏNTERNEERD 26-8-1943 GEDEPORTEERD 31-8-1943 UIT WESTERBORK VERMOORD 3-9-1943 AUSCHWITZ                                                                 | Stadionplein 43 I Stadionbuurt                                               | Clara de Jongh (1899-1943)                                                                                    |
|            | HIER WOONDE EMIL ELIAS KAHN GEB. 1905 GEDEPORTEERD 1943 UIT WESTERBORK VERMOORD 17-8-1943 AUSCHWITZ                                                                                           | Amstelkade 64 Rivierenbuurt                                                  | Emil Elias Kahn (1905-1943)                                                                                   |
|            | JULES EDMUND KAHN GEB. 10-3-1943 WESTERBORK OVERLEDEN 23-3-1943 | Amstelkade 64 Rivierenbuurt                                                  | Jules Edmund Kahn (1943-1943)                                                                                 |
|            | HIER WOONDE JEANNETTE KAHN- COHEN DE LARA GEB. 1902 GEDEPORTEERD 1943 UIT WESTERBORK AUSCHWITZ BEVRIJD                                                                                        | Amstelkade 64 Rivierenbuurt                                                  | Jeannette Kahn-Cohen de Lara (1902-1986)                                                                      |
|            | HIER WOONDE MAX KALKER GEB. 1905 GEDEPORTEERD UIT DRANCY VERMOORD 18-7-1943 AUSCHWITZ | Wouwermanstraat 37 huis Museumkwartier                                       | Max Kalker (1905-1943)                                                                                        |
|            | HIER WOONDE MARTHA FREDERIKA KALKER-KONIJN GEB. 1905 GEDEPORTEERD UIT DRANCY VERMOORD 18-7-1943 AUSCHWITZ                                                                                     | Wouwermanstraat 37 huis Museumkwartier                                       | Martha Frederika Kalker-Konijn (1909-1943)                                                                    |
|            | HIER WOONDE SALI ERNESTINE KALTER-NADEL GEB. 1885 GEDEPORTEERD 1942 UIT WESTERBORK VERMOORD 2-11-1942 AUSCHWITZ                                                                               | Churchilllaan 184 Rivierenbuurt                                              | Sali Ernestine Kalter-Nadel (1885-1942)                                                                       |
|            | HIER WOONDE ABRAHAM VAN DER KAR GEB. 1876 VERMOORD 28-1-1944 AUSCHWITZ | Minervalaan 73 III Apollobuurt                                               | Abraham van der Kar (1876-1944)                                                                               |
|            | HIER WOONDE ILSE MATHILDE KARLSBERG-HEILBRON GEB. 1900 VLUCHT 1935 UIT HAMBURG GEARRESTEERD 24-9-1940 GEĪNTERNEERD FUHLSBÜTTEL GEDEPORTEERD 1942 THERESIENSTADT VERMOORD 21-10-1944 AUSCHWITZ | Merwedeplein 23 Rivierenbuurt                                                | Ilse Mathilde Karlsberg-Heilbron (1900-1944)                                                                  |
|            | HIER WOONDE JACOB RUDOLPH KARP GEB. 1877 GEARRESTEERD 1943 VERMOORD 26-2-1943 VUGHT | Zoomstraat 33 Rivierenbuurt                                                  | Jacob Rudolph Karp (1877-1943)                                                                                |
|            | HIER WOONDE MAX KARP GEB. 1906 VERMOORD 31-1-1944 AUSCHWITZ | Zoomstraat 33 Rivierenbuurt                                                  | Max Karp (1906-1944)                                                                                          |
|            | HIER WOONTE SALOMON KAUFFMANN GEB. 1867 GEDEPORTEERD UIT WESTERBORK VERMOORD 13-11-1942 AUSCHWITZ                                                                                             | Rooseveltlaan 209 Rivierenbuurt                                              | Salomon Kauffmann (1867-1942)                                                                                 |
|            | HIER WOONTE WERNER JOACHIM KAUFFMANN GEB. 1899 GEDEPORTEERD UIT WESTERBORK VERMOORD 10-9-1943 AUSCHWITZ                                                                                       | Rooseveltlaan 209 Rivierenbuurt                                              | Werner Joachim Kauffmann (1899-1943)                                                                          |
|            | HIER WOONTE HILDEGARD KAUFFMANN- WALDMANN GEB. 1902 GEDEPORTEERD UIT WESTERBORK VERMOORD AUSCHWITZ                                                                                            | Rooseveltlaan 209 Rivierenbuurt                                              | Hildegard Kauffmann-Waldmann (1902-1943)                                                                      |
|            | HIER WOONDE ELSBETH ELKAN WALDMANN GEB. 1896 GEDEPORTEERD UIT WESTERBORK VERMOORD AUSCHWITZ                                                                                                   | Rooseveltlaan 209 Rivierenbuurt                                              | Elsbeth Waldmann-Elkan (1869-1943)                                                                            |
|            | HIER WOONDE ERNST BERNHARD MAX FELIX KAUFMANN GEB. 1926 GEARRESTEERD 24-9-1942 VERMOORD 28-9-1942 AUSCHWITZ-BIRKENAU                                                                          | Oranje Nassaulaan 1 huis Willemsparkbuurt                                    | Ernst Bernhard Max Felix Kaufmann (1926-1942)                                                                 |
|            | HIER WOONDE EVELYNE BERTHA BETTY KAUFMANN GEB. 1924 GEARRESTEERD 24-9-1942 VERMOORD 28-9-1942 AUSCHWITZ-BIRKENAU                                                                              | Oranje Nassaulaan 1 huis Willemsparkbuurt                                    | Evelyne Bertha Betty Kaufmann (1924-1942)                                                                     |
|            | HIER WOONDE HUGO FELIX KAUFMANN GEB. 1883 GEARRESTEERD ZOMER 1942 VERMOORD 9.10.1942 AUSCHWITZ-BIRKENAU                                                                                       | Oranje Nassaulaan 1 huis Willemsparkbuurt                                    | Hugo Felix Kaufmann (1883-1942)                                                                               |
|            | HIER WOONDE MARION HENRIETTE FELICITAS KAUFMANN GEB. 1930 GEARRESTEERD 24-9-1942 VERMOORD 28-9-1942 AUSCHWITZ-BIRKENAU                                                                        | Oranje Nassaulaan 1 huis Willemsparkbuurt                                    | Marion Henriëtte Felicitas Kaufmann (1930-1942)                                                               |
|            | HIER WOONDE WALTER KAUFMANN GEB. 1913 VERMOORD 31-7-1944 MIDDEN-EUROPA | Amsteldijk 20 Oude Pijp                                                      | Walter Kaufmann (1913-1944)                                                                                   |
|            | HIER WOONDE PAULA KAUFMANN-DANIELS GEB. 1879 GEDEPORTEERD 1943 UIT WESTERBORK VERMOORD 2-7-1943 SOBIBOR                                                                                       | Amsteldijk 20 Oude Pijp                                                      | Paula Kaufmann-Daniels (1879-1943)                                                                            |
|            | HIER WOONDE JELLA SARA KAUFMANN-ETTLINGER GEB. 1900 GEARRESTEERD 24-9-1942 VERMOORD 28-9-1942 AUSCHWITZ-BIRKENAU                                                                              | Oranje Nassaulaan 1 huis Willemsparkbuurt                                    | Jella Sara Kaufmann-Ettlinger (1900-1942)                                                                     |
|            | HIER WOONDE ELS VIRGINIE KEEZER GEB. 1904 GEÏNTERNEERD 23-3-1943 GEDEPORTEERD UIT WESTERBORK VERMOORD 2-4-1943 SOBIBOR                                                                        | Jacob Obrechtstraat 65 Museumkwartier                                        | Els Virginie Keezer (1904-1943)                                                                               |
|            | HIER WOONDE JACOB JOSEF KLAFTER GEB. 1896 GEARRESTEERD 9-10-1942 GEDEPORTEERD UIT WESTERBORK VERMOORD 7-5-1943 SOBIBOR                                                                        | Jan Luijkenstraat 56 Museumkwartier                                          | Jacob Josef Klafter (1896-1943)                                                                               |
|            | HIER WOONDE PHILIPPUS KLEIN GEB. 1899 GEÏNTERNEERD 14-8-1943 GEDEPORTEERD 1943 UIT WESTERBORK VERMOORD 1-2-1944 MONOWITZ                                                                      | Roerstraat 67 Rivierenbuurt                                                  | Philippus Klein (1899-1944)                                                                                   |
|            | HIER WOONDE PHILIPPUS KLEIN GEB. 1908 VLUCHT IN DE DOOD 30-5-1943 AMSTERDAM | Roerstraat 67 Rivierenbuurt                                                  | Esther Klein-Cohen (1908-1943)                                                                                |
|            | HIER WOONDE CORNELIA KNORRINGA- BOEKDRUKKER GEB. 1899 GEDEPORTEERD UIT WESTERBORK VERMOORD 1-11-1944 BERGEN-BELSEN                                                                            | Churchill-Laan 264 Rivierenbuurt                                             | Cornelia Knorringa-Boekdrukker (1899-1944)                                                                    |
|            | HIER WOONDE BERNARD KOK GEB. 1922 GEARRESTEERD 11-6-1941 AMSTERDAM GEDEPORTEERD UIT SCHOORL VERMOORD 25-8-1941 MAUTHAUSEN                                                                     | Rijnsburgstraat 38 II Hoofddorppleinbuurt                                    | Bernard Kok (1922-1941)                                                                                       |
|            | HIER WOONDE ISAAC VAN KOLLEM GEB. 1876 GEDEPORTEERD 1943 UIT WESTERBORK VERMOORD 9-4-1943 SOBIBOR                                                                                             | Vechtstraat 65 Rivierenbuurt                                                 | Isaac van Kollem (1876-1943)                                                                                  |
|            | HIER WOONDE REBECCA VAN KOLLEM- GELEERD GEB. 1877 GEDEPORTEERD 1943 UIT WESTERBORK VERMOORD 9-4-1943 SOBIBOR                                                                                  | Vechtstraat 65 Rivierenbuurt                                                 | Rebecca van Kollem-Geleerd (1877-1943)                                                                        |
|            | HIER WOONDE SOESMAN KONIJN GEB. 1875 GEDEPORTEERD UIT WESTERBORK VERMOORD 28.2.1945 BERGEN-BELSEN                                                                                             | De Lairessestraat 88 huis Museumkwartier                                     | Soesman Konijn (1875-1945)                                                                                    |
|            | HIER WOONDE JULIE KONIJN-PRINS GEB. 1883 GEDEPORTEERD UIT WESTERBORK VERMOORD 23.2.1945 BERGEN-BELSEN                                                                                         | De Lairessestraat 88 huis Museumkwartier                                     | Julie Konijn-Prins (1883-1945)                                                                                |
|            | HIER WOONDE BELIA KOPERBERG GEB. 1885 GEDEPORTEERD UIT WESTERBORK VERMOORD 28-5-1943 SOBIBOR                                                                                                  | Rijnstraat 40 II Rivierenbuurt                                               | Belia Koperberg (1885-1943)                                                                                   |
|            | HIER WOONDE SALI KOPPELMAN GEB. 1894 VERMOORD 1945 BERGEN-BELSEN | Granaatstraat 43 Diamantbuurt                                                | Sali Koppelman (1894-1945)                                                                                    |
|            | HIER WOONDE HELENE 'RIKCHEN' KUGEELMAN GEB. 1888 VLUCHT 1938 UIT DORTMUND VERMOORD 24-9-1943 AUSCHWITZ                                                                                        | Rooseveltlaan 217 Rivierenbuurt                                              | Helene Kugelmann (1888-1943)                                                                                  |
|            | HIER WOONDE EVA KÜPFER PIMENTEL GEB. 1871 GEDEPORTEERD 1943 UIT WESTERBORK VERMOORD 7-5-1943 SOBIBOR                                                                                          | Van Breestraat 68 huis Museumkwartier                                        | Eva Küpfer-Pimentel (1871-1943)                                                                               |
|            | HIER WOONDE ABRAHAM 'BRAM' VAN DER LAAN GEB. 1890 GEÏNTERNEERD 29-9-1943 GEDEPORTEERD 1944 UIT WESTERBORK BEZWEKEN 4-5-1945 TRÖBITZ                                                           | Rubensstraat 54 Apollobuurt                                                  | Abraham van der Laan, ook Bram (1890-1945)                                                                    |
|            | HIER WOONDE HANS VAN DER LAAN GEB. 1922 GEÏNTERNEERD 20-6-1943 GEDEPORTEERD 1943 UIT WESTERBORK BEZWEKEN 10-5-1945 TRÖBITZ                                                                    | Rubensstraat 54 Apollobuurt                                                  | Hans van der Laan (1922-1945)                                                                                 |
|            | HIER WOONDE ROSA VAN DER LAAN- VAN DER LAAN GEB. 1895 GEÏNTERNEERD 20-6-1943 GEDEPORTEERD 1943 UIT WESTERBORK BEZWEKEN 16-4-1945 HAGENOW                                                      | Rubensstraat 54 Apollobuurt                                                  | Rosa van der Laan-van der Laan (1895-1945)                                                                    |
|            | HIER WOONDE MARION LACHOTZKI- JOCHEMS GEB. 1920 ONDERGEDOKEN 1942 MOLKWERUM BEVRIJD | Michelangelostraat 105 huis Apollobuurt                                      | Marion Lachotzki-Jochems (1920-1995)                                                                          |
|            | HIER WOONDE ISIDOR DE LANGE GEB. 1892 GEARRESTEERD 23-1-1943 GEDEPORTEERD 1943 UIT WESTERBORK VERMOORD 21-5-1943 SOBIBOR                                                                      | Jan van Eijckstraat 5 Apollobuurt                                            | Isidor de Lange (1892-1943)                                                                                   |
|            | HIER WOONDE MARIANNA DE LANGE-LEEFSMA GEB. 1892 GEARRESTEERD 23-1-1943 GEDEPORTEERD 1943 UIT WESTERBORK VERMOORD 21-5-1943 SOBIBOR                                                            | Jan van Eijckstraat 5 Apollobuurt                                            | Marianna de Lange-Leefsma (1892-1943)                                                                         |
|            | HIER WOONDE ESTELLA RACHEL LEEFMANS GEB. 1888 GEARRESTEERD 29-9-1943 GEDEPORTEERD 1944 UIT WESTERBORK VERMOORD 27-3-1944 BERGEN-BELSEN                                                        | Frans van Mierisstraat 77 hs Museumkwartier                                  | Estella Rachel Leefmans (1888-1944)                                                                           |
|            | HIER WOONDE HELÈNE ELISE LEEFMANS-BALLIN GEB. 1859 GEARRESTEERD 29-9-1943 GEDEPORTEERD 1944 UIT WESTERBORK VERMOORD 8-5-1944 BERGEN-BELSEN                                                    | Frans van Mierisstraat 77 hs Museumkwartier                                  | Helène Elise Leefmans-Ballin (1859-1944)                                                                      |
|            | HIER WOONDE ALEXANDER LEERAAR GEB. 1888 VERMOORD 21-1-1945 BLECHHAMMER | Boterdiepstraat 8 huis Rivierenbuurt                                         | Alexander Leeraar (1888-1945)                                                                                 |
|            | HIER WOONDE EMILE LEERAAR GEB. 1905 VERMOORD 17-2-1944 | Jekerstraat 9 I Rivierenbuurt                                                | Emile Leeraar (1905-1944)                                                                                     |
|            | HIER WOONDE JUDA LEERAAR GEB. 1919 VERMOORD 30-4-1943 AUSCHWITZ | Boterdiepstraat 8 huis Rivierenbuurt                                         | Juda Leeraar (1919-1943)                                                                                      |
|            | HIER WOONDE MARIANNE SUZANNE LEERAAR GEB. 1938 VERMOORD 11-2-1944 AUSCHWITZ | Jekerstraat 9 I Rivierenbuurt                                                | Marianne Suzanne Leeraar (1938-1944)                                                                          |
|            | HIER WOONDE HARTOG DE LEEUW GEB. 1918 GEÏNTERNEERD 18-7-1942 GEDEPORTEERD 1942 UIT WESTERBORK VERMOORD 30-9-1942 AUSCHWITZ                                                                    | Lekstraat 75 I Rivierenbuurt                                                 | Hartog Salomon de Leeuw (1918-1942)                                                                           |
|            | HIER WOONDE MAURITS DE LEEUW GEB. 1922 GEÏNTERNEERD 3-5-1942 GEDEPORTEERD 1942 UIT WESTERBORK VERMOORD 31-3-1944 MIDDEN-EUROPA                                                                | Lekstraat 75 I Rivierenbuurt                                                 | Maurits Salomon de Leeuw (1922-1944)                                                                          |
|            | HIER WOONDE SALOMON DE LEEUW GEB. 1892 GEÏNTERNEERD 9-5-1943 GEDEPORTEERD UIT WESTERBORK VERMOORD 30-11-1943 DOROHUCZA                                                                        | Lekstraat 75 I Rivierenbuurt                                                 | Salomon Hartog de Leeuw (1892-1944)                                                                           |
|            | HIER WOONDE HELENA DE LEEUW-MENCO GEB. 1892 GEÏNTERNEERD 3-7-1943 GEDEPORTEERD UIT WESTERBORK VERMOORD 9-7-1943 SOBIBOR                                                                       | Lekstraat 75 I Rivierenbuurt                                                 | Helena de Leeuw-Menco (1892-1943)                                                                             |
|            | HIER WOONDE BETJE VAN LEEUWEN GEB. 1892 GEÏNTERNEERD 28-1-1944 GEDEPORTEERD UIT WESTERBORK VERMOORD 11-2-1944 AUSCHWITZ                                                                       | Van Woustraat 111 De Pijp                                                    | Betje van Leeuwen (1892-1944)                                                                                 |
|            | HIER WOONDE ENGELTJE VAN LEEUWEN-RIJNE GEB. 1862 GEÏNTERNEERD 26-11-1944 GEDEPORTEERD UIT WESTERBORK VERMOORD 7-12-1944 AUSCHWITZ                                                             | Van Woustraat 111 De Pijp                                                    | Engeltje van Leeuwen-Rijne (1862-1944)                                                                        |
|            | HIER WOONDE CARLA DE LEON GEB. 1889 GEDEPORTEERD 1942 UIT WESTERBORK VERMOORD 23-10-1942 AUSCHWITZ                                                                                            | Van Woustraat 236 Diamantbuurt                                               | Clara de Leon (1889-1942)                                                                                     |
|            | HIER WOONDE GUSTAV LION LEVIE GEB. 1905 GEARRESTEERD 9-5-1944 GEDEPORTEERD UIT WESTERBORK AUSCHWITZ VERMOORD 20-2-1945 BUCHENWALD                                                             | Johannes Vermeerstraat 38 Museumkwartier                                     | Gustaaf Lion Joseph Levie (1905-1945)                                                                         |
|            | HIER WOONDE BETTY LEWENSTEIN GEB. 1880 ONDERGEDOKEN BEVRIJD | Richard Holstraat 2 bovenhuis Museumkwartier                                 | Betty Lewenstein (1880- ) Zij was de zus van Emanuel Lewenstein (1870-1930) en Rosa Lewenstein (1872-1944).   |
|            | HIER WOONDE JULIE LEWENSTEIN GEB. 1877 GEDEPORTEERD 1944 UIT WESTERBORK VERMOORD 31-5-1944 AUSCHWITZ                                                                                          | Bachstraat 21 III Apollobuurt                                                | Julie Lewenstein (1877-1944)                                                                                  |
|            | HIER WOONDE ROSA LEWENSTEIN GEB. 1872 GEDEPORTEERD 1944 UIT WESTERBORK VERMOORD 31-5-1944 AUSCHWITZ                                                                                           | Bronckhorststraat 19 III Museumkwartier                                      | Rosa Lewenstein (1872-1944)                                                                                   |
|            | HIER WOONDE WILHELMINE LEWENSTEIN GEB. 1912 GEVLUCHT MOZAMBIQUE OVERLEEFD | Bachplein 13 hs Apollobuurt                                                  | Wilhelmine Lewenstein (1912-2007)                                                                             |
|            | HIER WOONDE EDITH ALICE LEWIN GEB. 1913 GEDEPORTEERD UIT WESTERBORK VERMOORD 24-9-1943 AUSCHWITZ                                                                                              | Churchill-Laan 264 Rivierenbuurt                                             | Edith Alice Lewin (1913-1943)                                                                                 |
|            | HIER WOONDE ADOLF LEOPOLD LICHTENFELD GEB. 1905 VERMOORD 25-10-1942 MAUTHAUSEN | Vechtstraat 59 Rivierenbuurt                                                 | Adolf Leopold Lichtenfeld (1905-1942)                                                                         |
|            | HIER WOONDE HERTHA LICHTENFELD- EICHENGRÜN GEB. 1912 VERMOORD 4-6-1943 SOBIBOR | Vechtstraat 59 Rivierenbuurt                                                 | Hertha Lichtenfeld-Eichengrün (1912-1943)                                                                     |
|            | HIER WOONDE ABRAHAM LIGTENSTEIN GEB. 1888 GEDEPORTEERD UIT WESTERBORK VERMOORD 11-3-1945 BERGEN-BELSEN                                                                                        | Michelangelostraat 12 huis Apollobuurt                                       | Abraham Ligtenstein (1888-1945)                                                                               |
|            | HIER WOONDE MAX LIGTENSTEIN GEB. 1927 GEDEPORTEERD UIT WESTERBORK VERMOORD 16-2-1945 BERGEN-BELSEN                                                                                            | Michelangelostraat 12 huis Apollobuurt                                       | Max Ligtenstein (1927-1945)                                                                                   |
|            | HIER WOONDE MARIANNE LIGTENSTEIN- SOHLBERG GEB. 1894 GEDEPORTEERD UIT WESTERBORK VERMOORD 26-11-1944 BERGEN-BELSEN                                                                            | Michelangelostraat 12 huis Apollobuurt                                       | Marianne Ligtenstein-Sohlberg (1894-1944)                                                                     |
|            | HIER WOONDE ELLIEN 'PUPPI' LISSAUR GEB. 1930 GEDEPORTEERD 1944 UIT WESTERBORK BERGEN-BELSEN RAVENSBRÜCK BEZWEKEN 4-6-1945 MALMÖ                                                               | Herculesstraat 25a I Stadionbuurt                                            | Engelina Margaretha Carry Lissaur (1930-1945)                                                                 |
|            | HIER WOONDE BERTHA LÖB GEB. 1862 GEDEPORTEERD UIT WESTERBORK VERMOORD 26.3.1943 SOBIBOR | Koninginneweg 5 Museumkwartier                                               | Bertha Löb (1862-1943)                                                                                        |
|            | HIER WOONDE ROSA LÖB GEB. 1857 GEDEPORTEERD UIT WESTERBORK VERMOORD 26.3.1943 SOBIBOR | Koninginneweg 5 Museumkwartier                                               | Rosa Löb (1857-1943)                                                                                          |
|            | HIER WOONDE LINA LÖWER-POLLACK GEB. 1921 GEDEPORTEERD 1943 UIT WESTERBORK VERMOORD 19-11-1943 AUSCHWITZ                                                                                       | Beethovenstraat 55 Apollobuurt                                               | Lina Löwer-Pollack (1879-1943)                                                                                |
|            | HIER WOONDE ALIDA LOPES DIAS GEB. 1929 GEARRESTEERD 11-5-1943 GEDEPORTEERD UIT VUGHT VERMOORD 11-6-1943 SOBIBOR                                                                               | Govert Flinckstraat 265 I Oude Pijp                                          | Alida Lopes Dias (1929-1943)                                                                                  |
|            | HIER WOONDE LEENDERT LOPES DIAS GEB. 1896 GEARRESTEERD 11-5-1943 GEDEPORTEERD UIT WESTERBORK VERMOORD 9-12-1942 BEUTHEN                                                                       | Govert Flinckstraat 265 I Oude Pijp                                          | Leendert Lopes Dias (1896-1942)                                                                               |
|            | HIER WOONDE ESTHER LOPES DIAS-VAN BEEZEM GEB. 1896 GEARRESTEERD 11-5-1943 GEDEPORTEERD UIT VUGHT VERMOORD 11-6-1943 SOBIBOR                                                                   | Govert Flinckstraat 265 I Oude Pijp                                          | Esther Lopes Dias-van Beezem (1896-1943)                                                                      |
|            | HIER WOONDE LEJA LUSTBADER- PRESSER GEB. 1885 GEDEPORTEERD UIT WESTERBORK VERMOORD 9-4-1943 SOBIBOR                                                                                           | Kribbestraat 17 Rivierenbuurt                                                | Leja Lustbader-Presser (1885-1943)                                                                            |
|            | HIER WOONDE BETJE LUTERAAN GEB. 1877 VERMOORD 11.12.1942 AUSCHWITZ | Carillonstraat 12 II Diamantbuurt                                            | Betje Luteraan (1877-1942)                                                                                    |
|            | HIER WOONDE BELLA REBECCA MAANDAG GEB. 1933 GEARRESTEERD 1943 VERMOORD 19-11-1943 AUSCHWITZ                                                                                                   | Borssenburgstraat 10 II Rivierenbuurt                                        | Bella Rebecca Maandag (1933-1943)                                                                             |
|            | HIER WOONDE BENJAMIN MAANDAG GEB. 1901 GEARRESTEERD 1943 VERMOORD 21-1-1945 AUSCHWITZ | Borssenburgstraat 10 II Rivierenbuurt                                        | Benjamin Maandag (1901-1945)                                                                                  |
|            | HIER WOONDE LEO JOSEPH MAANDAG GEB. 1937 GEARRESTEERD 1943 VERMOORD 19-11-1943 AUSCHWITZ | Borssenburgstraat 10 II Rivierenbuurt                                        | Leo Joseph Maandag (1937-1943)                                                                                |
|            | HIER WOONDE BELLA REBECCA MAANDAG GEB. 1903 GEARRESTEERD 1943 VERMOORD 19-11-1943 AUSCHWITZ                                                                                                   | Borssenburgstraat 10 II Rivierenbuurt                                        | Chaje Maandag-Goldstein (1903-1943)                                                                           |
|            | HIER WOONDE JULIUS MAINZER GEB. 1875 GEÏNTERNEERD 29-9-1943 WESTERBORK GEDEPORTEERD 28-10-1944 UIT THERESIENSTADT VERMOORD 30-10-1944 AUSCHWITZ                                               | Stadionplein 23 III Stadionbuurt                                             | Julius Mainzer (1875-1944)                                                                                    |
|            | HIER WOONDE ANNA MAINZER-LEDERER GEB. 1894 GEÏNTERNEERD 29-9-1943 WESTERBORK GEDEPORTEERD 28-10-1944 UIT THERESIENSTADT VERMOORD 30-10-1944 AUSCHWITZ                                         | Stadionplein 23 III Stadionbuurt                                             | Anna Mainzer-Lederer (1894-1944)                                                                              |
|            | HIER WOONDE PAULA MARX-BRÜNELL GEB. 1896 GEDEPORTEERD UIT WESTERBORK VERMOORD 11-6-1943 SOBIBOR                                                                                               | Roerstraat 31 Rivierenbuurt                                                  | Paula Marx-Brünell (1896-1943)                                                                                |
|            | HIER WOONDE ELISABETH MATTEMAN GEB. 1917 GEARRESTEERD GEDEPORTEERD 1943 UIT WESTERBORK VERMOORD 21-5-1943 SOBIBOR                                                                             | Saffierstraat 97/1 Diamantbuurt                                              | Elisabeth Matteman (1917-1943)                                                                                |
|            | HIER WOONDE JOSEPH MATTEMAN GEB. 1881 GEARRESTEERD GEDEPORTEERD 1943 UIT WESTERBORK VERMOORD 2-7-1943 SOBIBOR                                                                                 | Saffierstraat 97/1 Diamantbuurt                                              | Joseph Matteman (1881-1943)                                                                                   |
|            | HIER WOONDE LEENTJE MATTEMAN-POLAK GEB. 1887 GEARRESTEERD GEDEPORTEERD 1943 UIT WESTERBORK VERMOORD 2-7-1943 SOBIBOR                                                                          | Saffierstraat 97/1 Diamantbuurt                                              | Leentje Matteman-Polak (1887-1943)                                                                            |
|            | HIER WOONDE SAMSON MAY GEB. 1868 GEDEPORTEERD 1943 UIT WESTERBORK VERMOORD 13-3-1943 SOBIBOR                                                                                                  | Beethovenstraat 122 III Apollobuurt                                          | Samson May (1868-1943)                                                                                        |
|            | HIER WOONDE FRIEDA MAY-HAHN GEB. 1873 GEDEPORTEERD 1943 UIT WESTERBORK VERMOORD 13-3-1943 SOBIBOR                                                                                             | Beethovenstraat 122 III Apollobuurt                                          | Frieda May-Hahn (1873-1943)                                                                                   |
|            | HIER WOONDE EGON MAYBERG GEB. 1894 GEÏNTERNEERD 25-5-1943 WESTERBORK GEDEPORTEERD 1944 UIT THERESIENSTADT VERMOORD 28-2-1945 MIDDEN-EUROPA                                                    | Stadionplein 67 Stadionbuurt                                                 | Egon Mayberg (1894-1945)                                                                                      |
|            | HIER WOONDE FALK ROLF MAYBERG GEB. 1930 GEÏNTERNEERD 25-5-1943 WESTERBORK GEDEPORTEERD 1-10-1944 UIT THERESIENSTADT VERMOORD 3-10-1944 AUSCHWITZ                                              | Stadionplein 67 Stadionbuurt                                                 | Falk Rolf Mayberg (1930-1944)                                                                                 |
|            | HIER WOONDE ALBERTINE MAYBERG-ANSCHEL GEB. 1869 GEÏNTERNEERD 25-5-1943 GEDEPORTEERD 6-7-1943 UIT WESTERBORK VERMOORD 9-7-1943 SOBIBOR                                                         | Stadionplein 67 Stadionbuurt                                                 | Albertine Mayberg-Anschel (1869-1943)                                                                         |
|            | HIER WOONDE HILDEGARD MAYBERG-MEYER GEB. 1908 GEÏNTERNEERD 25-5-1943 WESTERBORK GEDEPORTEERD 1-10-1944 UIT THERESIENSTADT VERMOORD 3-10-1944 AUSCHWITZ                                        | Stadionplein 67 Stadionbuurt                                                 | Hildegard Mayberg-Meyer (1908-1944)                                                                           |
|            | HIER WOONDE MARCUS MEENTS GEB. 1916 GEARRESTEERD 11-6-1941 AMSTERDAM VERMOORD 19-11-1941 MAUTHAUSEN                                                                                           | Vechtstraat 137 Rivierenbuurt                                                | Marcus Meents (1916-1941)                                                                                     |
|            | HIER WOONDE PHILIP LEONARD MEERLOO GEB. 1908 GEARRESTEERD 1942 VERMOORD 28-11-1942 AMERSFOORT                                                                                                 | Albrecht Dürerstraat 37 huis Rivierenbuurt                                   | Philip Leonard Meerloo (1908-1942)                                                                            |
|            | HIER WOONDE EMANUEL MENIST GEB. 1900 GEDEPORTEERD UIT WESTERBORK VERMOORD 11-6-1943 SOBIBOR                                                                                                   | Waverstraat 62 I Rivierenbuurt                                               | Emanuel Menist (1900-1943)                                                                                    |
|            | HIER WOONDE IDO MENIST GEB. 1938 GEDEPORTEERD UIT WESTERBORK VERMOORD 11-6-1943 SOBIBOR | Waverstraat 62 I Rivierenbuurt                                               | Ido Menist (1938-1943)                                                                                        |
|            | HIER WOONDE ISAAC MENIST GEB. 1870 GEDEPORTEERD UIT WESTERBORK VERMOORD 2-7-1943 SOBIBOR | Lekstraat 6 I Rivierenbuurt                                                  | Isaäc Menist (1870-1943)                                                                                      |
|            | HIER WOONDE LEENDERT MENIST GEB. 1894 GEDEPORTEERD UIT WESTERBORK VERMOORD 9-7-1943 SOBIBOR                                                                                                   | Uiterwaardenstraat 146 Rivierenbuurt                                         | Leendert Menist (1894-1943)                                                                                   |
|            | HIER WOONDE MEIJER MENIST GEB. 1915 GEDEPORTEERD UIT WESTERBORK VERMOORD 31-12-1942 SOBIBOR                                                                                                   | Lekstraat 6 I Rivierenbuurt                                                  | Meijer Menist (1915-1942)                                                                                     |
|            | HIER WOONDE PHILIP MENIST GEB. 1911 GEDEPORTEERD UIT WESTERBORK VERMOORD 9-7-1943 SOBIBOR | Lekstraat 6 I Rivierenbuurt                                                  | Philip Menist (1911-1943)                                                                                     |
|            | HIER WOONDE SUZE MENIST GEB. 1913 GEDEPORTEERD UIT WESTERBORK VERMOORD 17-9-1943 AUSCHWITZ | Lekstraat 6 I Rivierenbuurt                                                  | Suze Menist (1913-1943)                                                                                       |
|            | HIER WOONDE RACHEL MENIST- LUDEL GEB. 1875 GEDEPORTEERD UIT WESTERBORK VERMOORD 2-7-1943 SOBIBOR                                                                                              | Lekstraat 6 I Rivierenbuurt                                                  | Rachel Menist-Ludel (1875-1943)                                                                               |
|            | HIER WOONDE MIETJE MENIST- ROODENBURG GEB. 1909 GEDEPORTEERD UIT WESTERBORK VERMOORD 11-6-1943 SOBIBOR                                                                                        | Waverstraat 62 I Rivierenbuurt                                               | Mietje Menist-Roodenburg (1909-1943)                                                                          |
|            | HIER WOONDE DUIFJE MENIST- SWELHEIM GEB. 1907 GEDEPORTEERD UIT WESTERBORK VERMOORD 9-7-1943 SOBIBOR                                                                                           | Uiterwaardenstraat 146 Rivierenbuurt                                         | Duifje Menist-Swelheim (1907-1943)                                                                            |
|            | HIER WOONDE ISAÄC METZELAAR GEB. 1874 GEARRESTEERD 6-7-1942 GEDEPORTEERD VERMOORD 19-8-1942 AUSCHWITZ                                                                                         | Vrijheidslaan 82 Rivierenbuurt                                               | Isaäc Metzelaar (1874-1942)                                                                                   |
|            | HIER WOONDE ISAK SIMON MOGENDORFF GEB. 1918 GEDEPORTEERD 1941 VERMOORD 10-9-1941 MAUTHAUSEN                                                                                                   | Biesboschstraat 40 III Rivierenbuurt                                         | Isak Simon Mogendorff (1918-1941)                                                                             |
|            | HIER WOONDE JACQUES ISAAC MOGENDORFF GEB. 1889 GEDEPORTEERD 1942 VERMOORD 4-8-1942 AUSCHWITZ                                                                                                  | Van Eeghenstraat 48-l Museumkwartier                                         | Jacques Isaac Mogendorff (1889-1942)                                                                          |
|            | HIER WOONDE DIENTJE MOGENDORFF-KAN GEB. 1886 GEDEPORTEERD 1943 VERMOORD 7-5-1943 SOBIBIOR | Biesboschstraat 40 III Rivierenbuurt                                         | Dientje Mogendorff-Kan (1886-1943)                                                                            |
|            | HIER WOONDE MICHEL MOK GEB. 1898 GEDEPORTEERD 1942 VERMOORD FEB. 1943 NEUKIRCH | Eerste Sweelinckstraat 21 Oude Pijp                                          | Michel Mok (1898-1943)                                                                                        |
|            | HIER WOONDE EISIG MOLDAUER GEB. 1869 VERMOORD 7-5-1943 SOBIBIOR | Amstelkade 184 I Rivierenbuurt                                               | Eisig Moldauer (1869-1943)                                                                                    |
|            | HIER WOONDE NORBERT (NACHIJM) MOLDAUER GEB. 1897 GEDEPORTEERD UIT MECHELEN VERMOORD 18-2-1943 AUSCHWITZ                                                                                       | Amstelkade 184 I Rivierenbuurt                                               | Norbert Moldauer ook Nachijm (1897-1943)                                                                      |
|            | HIER WOONDE SARA (SERAPHINE) MOLDAUER-ADLER GEB. 1905 GEDEPORTEERD UIT MECHELEN VERMOORD 22-10-1942 AUSCHWITZ                                                                                 | Amstelkade 184 I Rivierenbuurt                                               | Sara Moldauer-Adler ook Seraphine (1905-1942)                                                                 |
|            | HIER WOONDE MARJA MOLDAUER- WEINFELD GEB. 1877 VERMOORD 7-5-1943 SOBIBIOR | Amstelkade 184 I Rivierenbuurt                                               | Marja Moldauer-Weinfeld (1877-1943)                                                                           |
|            | HIER WOONDE CLARA MONASCH GEB. 1910 GEDEPORTEERD 1943 UIT WESTERBORK VERMOORD 22-10-1943 AUSCHWITZ                                                                                            | Van Breestraat 180a Museumkwartier                                           | Clara Monasch (1910-1943)                                                                                     |
|            | HIER WOONDE JACQUES ABRAHAM MONASCH GEB. 1917 GEDEPORTEERD 1943 UIT WESTERBORK VERMOORD 22-10-1943 AUSCHWITZ                                                                                  | Van Breestraat 180a Museumkwartier                                           | Jacques Abraham Monasch (1917-1943)                                                                           |
|            | HIER WOONDE SUSANNA MONASCH-POLAK GEB. 1879 GEDEPORTEERD 1943 UIT WESTERBORK VERMOORD 22-10-1943 AUSCHWITZ                                                                                    | Van Breestraat 180a Museumkwartier                                           | Susanna Monasch-Polak (1879-1943)                                                                             |
|            | HIER WOONDE ELLY MOSCOVITER GEB. 1937 GEDEPORTEERD 13-7-1943 UIT WESTERBORK VERMOORD 16-7-1943 SOBIBOR                                                                                        | Waverstraat 95 III Rivierenbuurt                                             | Elly Moscoviter (1937-1943)                                                                                   |
|            | HIER WOONDE STELLA MOSCOVITER-CUNE GEB. 1907 GEARRESTEERD 1942 GEÏNTERNEERD 26-8-1943 GEDEPORTEERD UIT WESTERBORK VERMOORD 3-9-1943 AUSCHWITZ                                                 | Slingerbeekstraat 15 Rivierenbuurt                                           | Stella Moscoviter-Cune (1907-1943)                                                                            |
|            | HIER WOONDE SIEGFRIED MOSES GEB. 1900 GEARRESTEERD 25-2-1943 VERMOORD 23-12-1943 AUSCHWITZ | Geleenstraat 57 I Rivierenbuurt                                              | Siegfried Moses (1900-1943)                                                                                   |
|            | HIER WOONDE GERDA MOSES-ROSE GEB. 1909 GEARRESTEERD 25-2-1943 VERMOORD 30-4-1944 AUSCHWITZ | Geleenstraat 57 I Rivierenbuurt                                              | Gerda Moses-Rose (1909-1944)                                                                                  |
|            | HIER WOONDE HANS MOSSEL GEB. 1905 GEDEPORTEERD 1944 UIT WESTERBORK VERMOORD 4-8-1944 AUSCHWITZ                                                                                                | Geleenstraat 14 Rivierenbuurt                                                | Hans Mossel (1905-1944)                                                                                       |
|            | HIER WOONDE JONAS MULLER GEB. 1894 GEDEPORTEERD 1943 UIT WESTERBORK VERMOORD 4-6-1943 SOBIBOR                                                                                                 | Govert Flinckstraat 246 II Oude Pijp                                         | Jonas Muller (1894-1943)                                                                                      |
|            | HIER WOONDE LOUIS MULLER GEB. 1905 GEDEPORTEERD UIT WESTERBORK VERMOORD 30-4-1943 AUSCHWITZ                                                                                                   | Molenbeekstraat 34 II Rivierenbuurt                                          | Louis Muller (1905-1943)                                                                                      |
|            | HIER WOONDE RIKA MULLER GEB. 1921 GEDEPORTEERD 1943 UIT WESTERBORK VERMOORD 16-7-1943 SOBIBOR                                                                                                 | Govert Flinckstraat 246 II Oude Pijp                                         | Rika Muller (1921-1943)                                                                                       |
|            | HIER WOONDE HENDRIKA MULLER- ENGELSMAN GEB. 1891 GEDEPORTEERD 1942 UIT WESTERBORK VERMOORD 30-9-1942 AUSCHWITZ                                                                                | Govert Flinckstraat 246 II Oude Pijp                                         | Hendrika Muller-Engelsman (1891-1942)                                                                         |
|            | HIER WOONDE JACOB MUSAPH GEB. 1882 VERMOORD 14-9-1942 AUSCHWITZ | Concertgebouwplein 27HS (voorheen J.W. Brouwersplein 27 huis) Museumkwartier | Jacob Musaph (1882-1942)                                                                                      |
|            | HIER WOONDE MEIJER NETTER GEB. 1902 GEDEPORTEERD 1943 UIT WESTERBORK BEZWEKEN 5-5-1945 DUITSLAND                                                                                              | Waalstraat 76 Rivierenbuurt                                                  | Meijer Neeter (1902-1945)                                                                                     |
|            | HIER WOONDE ROSALINA NETTER-AUERHAAN GEB. 1908 GEDEPORTEERD 1943 UIT WESTERBORK VERMOORD 12-2-1944 AUSCHWITZ                                                                                  | Waalstraat 76 Rivierenbuurt                                                  | Rosalina Rebecca Neeter-Auerhaan (1908-1944)                                                                  |
|            | HIER WOONDE ELINOR OETTINGER GEB. 1929 VERMOORD 18-10-1944 AUSCHWITZ | Michelangelostraat 45 Apollobuurt                                            | Elinor Oettinger (1929-1944)                                                                                  |
|            | HIER WOONDE HERBERT NOA OETTINGER GEB. 1896 VERMOORD 28-9-1944 AUSCHWITZ | Michelangelostraat 45 Apollobuurt                                            | Herbert Noa Oettinger (1896-1944)                                                                             |
|            | HIER WOONDE RALF JOZEF OETTINGER GEB. 1933 VERMOORD 18-10-1944 AUSCHWITZ | Michelangelostraat 45 Apollobuurt                                            | Ralf Jozef Oettinger (1933-1944)                                                                              |
|            | HIER WOONDE BETTI OETTINGER -ETTINGHAUSEN GEB. 1907 VERMOORD 18-10-1944 AUSCHWITZ | Michelangelostraat 45 Apollobuurt                                            | Betti Oettinger-Ettinghausen (1907-1944)                                                                      |
|            | HIER WOONDE HARTOG BLITZ GEB. 1899 GEDEPORTEERD 1942 UIT WESTERBORK AUSCHWITZ VERMOORD 10-9-1943 BYTOM                                                                                        | Lutmastraat 213 III Diamantbuurt                                             | Hartog van Os (1899-1943)                                                                                     |
|            | HIER WOONDE JOSEPH VAN OS GEB. 1883 GEARRESTEERD 7-5-1943 GEDEPORTEERD 6-7-1943 UIT WESTERBORK VERMOORD 9-7-1943 SOBIBOR                                                                      | Patroclosstraat 7 I Stadionbuurt                                             | Joseph van Os (1883-1943)                                                                                     |
|            | HIER WOONDE ROBERT VAN OS GEB. 1920 GEARRESTEERD 20-6-1943 GEDEPORTEERD 6-7-1943 UIT WESTERBORK VERMOORD 9-7-1943 SOBIBOR                                                                     | Patroclosstraat 7 I Stadionbuurt                                             | Robert van Os (1920-1943)                                                                                     |
|            | HIER WOONDE SELINA VAN OS-DELAFUENTE GEB. 1896 GEARRESTEERD 7-5-1943 GEDEPORTEERD 6-7-1943 UIT WESTERBORK VERMOORD 9-7-1943 SOBIBOR                                                           | Patroclosstraat 7 I Stadionbuurt                                             | Selina van Os-Delafuente (1896-1943)                                                                          |
|            | HIER WOONDE ANNA OUTS GEB. 1884 GEÏNTERNEERD 21-11-1942 GEDEPORTEERD 1943 UIT WESTERBORK VERMOORD 7-12-1942 AUSCHWITZ                                                                         | Rijnstraat 161 I Rivierenbuurt                                               | Anna Outs (1884-1942)                                                                                         |
|            | HIER WOONDE ELISABETH OUTS GEB. 1888 GEÏNTERNEERD 21-11-1942 GEDEPORTEERD 1943 UIT WESTERBORK VERMOORD 7-12-1942 AUSCHWITZ                                                                    | Rijnstraat 161 I Rivierenbuurt                                               | Elisabeth Outs (1888-1942)                                                                                    |
|            | HIER WOONDE ESTHER HENRI OUTS GEB. 1881 GEÏNTERNEERD 21-11-1942 GEDEPORTEERD 1943 UIT WESTERBORK VERMOORD 7-12-1942 AUSCHWITZ                                                                 | Rijnstraat 161 I Rivierenbuurt                                               | Esther Henri Outs (1881-1942)                                                                                 |
|            | HIER WOONDE JUDITH OUTS GEB. 1884 GEÏNTERNEERD 21-11-1942 GEDEPORTEERD 1943 UIT WESTERBORK VERMOORD 7-12-1942 AUSCHWITZ                                                                       | Rijnstraat 161 I Rivierenbuurt                                               | Judith Outs (1884-1942)                                                                                       |
|            | HIER WOONDE LEVIE OUTS GEB. 1877 GEÏNTERNEERD 16-9-1942 GEDEPORTEERD UIT WESTERBORK VERMOORD 21-9-1942 AUSCHWITZ                                                                              | Hoendiepstraat 48 Rivierenbuurt                                              | Levie Outs (1877-1942)                                                                                        |
|            | HIER WOONDE MARCUS PARSER GEB. 1894 GEÏNTERNEERD 9-10-1943 GEDEPORTEERD 1944 UIT WESTERBORK VERMOORD 1-4-1945 BERGEN-BELSEN                                                                   | Amsteldijk 98 I Diamantbuurt                                                 | Marcus Parser (1894-1945)                                                                                     |
|            | HIER WOONDE ROSINA PARSER GEB. 1927 GEÏNTERNEERD 9-10-1943 WESTERBORK GEDEPORTEERD 1944 BERGEN-BELSEN BEVRIJD TRÖBITZ                                                                         | Amsteldijk 98 I Diamantbuurt                                                 | Rosina Parser (1927-)                                                                                         |
|            | HIER WOONDE SONJA PARSER GEB. 1923 GEÏNTERNEERD 9-10-1943 WESTERBORK GEDEPORTEERD 1944 BERGEN-BELSEN BEZWEKEN 11-5-1945 TRÖBITZ                                                               | Amsteldijk 98 I Diamantbuurt                                                 | Sonja Parser (1923-1945)                                                                                      |
|            | HIER WOONDE REBECCA PARSER-POLAK GEB. 1894 GEÏNTERNEERD 9-10-1943 WESTERBORK GEDEPORTEERD 1944 BERGEN-BELSEN BEZWEKEN 10-5-1945 TRÖBITZ                                                       | Amsteldijk 98 I Diamantbuurt                                                 | Rebecca Parser-Polak (1894-1945)                                                                              |
|            | HIER WOONDE DUIDJE (DORAH) PEEPER-CUNE GEB. 1906 GEDEPORTEERD 1944 UIT WESTERBORK VERMOORD 28-1-1945 BERGEN-BELSEN                                                                            | Waalstraat 85 Rivierenbuurt                                                  | Duifje Peeper-Cune ook Dorah (1906 -1945)                                                                     |
|            | HIER WOONDE MINA PELS-FURTHER GEB.1866 GEDEPORTEERD 1943 UIT WESTERVORK VERMOORD 30-4-1944 SOBIBOR                                                                                            | Michelangelostraat 105 huis Apollobuurt                                      | Mina Pels-Fürther (1866-1944)                                                                                 |
|            | HIER WOONDE ELKAN PEPER GEB. 1906 GEARRESTEERD 1943 GEDEPORTEERD 1944 UIT WESTERBORK VERMOORD 16-2-1945 BERGEN-BELSEN                                                                         | Rijnstraat 187 huis Rivierenbuurt                                            | Elkan Peper (1906-1945)                                                                                       |
|            | HIER WOONDE COENRAAD PILLER GEB. 1877 GEDEPORTEERD UIT WESTERBORK VERMOORD 3-9-1943 AUSCHWITZ                                                                                                 | Kinderdijkstraat 88 II Rivierenbuurt                                         | Coenraad Piller (1877-1943)                                                                                   |
|            | HIER WOONDE REBECCA PILLER-HES GEB. 1891 GEDEPORTEERD UIT WESTERBORK VERMOORD 3-9-1943 AUSCHWITZ                                                                                              | Kinderdijkstraat 88 II Rivierenbuurt                                         | Rebecca Piller-Hes (1877-1943)                                                                                |
|            | HIER WOONDE PHILIPPINE DE PLOEG GEB. 1885 HOLLANDSE SCHOUWBURG GEDEPORTEERD UIT WESTERBORK THERESIENSTADT VERMOORD 11-10-1944 AUSCHWITZ                                                       | Lekstraat 50 I Rivierenbuurt                                                 | Philippine de Ploeg (1885-1944)                                                                               |
|            | HIER WOONDE ERIC POLAK GEB. 1935 GEÏNTERNEERD 23-7-1942 GEDEPORTEERD UIT WESTERBORK VERMOORD 29-7-1942 AUSCHWITZ                                                                              | Hygiëaplein 19 III Stadionbuurt                                              | Eric Polak (1935-1942)                                                                                        |
|            | HIER WOONDE JACQUES POLAK GEB. 1933 GEDEPORTEERD SOBIBOR VERMOORD 2.7.1943 | Boterdiepstraat 35 Rivierenbuurt                                             | Jacques Polak (1933-1943)                                                                                     |
|            | HIER WOONDE LEO POLAK GEB. 20-12-1941 GEÏNTERNEERD 23-7-1942 GEDEPORTEERD UIT WESTERBORK VERMOORD 29-7-1942 AUSCHWITZ                                                                         | Hygiëaplein 19 III Stadionbuurt                                              | Leo Polak (1941-1942)                                                                                         |
|            | HIER WOONDE LEVIE POLAK GEB. 1915 GEARRESTEERD 19-7-1942 GEDEPORTEERD UIT WESTERBORK VERMOORD 30-9-1942 AUSCHWITZ                                                                             | Eerste van der Helststraat 82 Oude Pijp                                      | Levie Polak (1915-1942)                                                                                       |
|            | HIER WOONDE SALOMON POLAK GEB. 1910 GEÏNTERNEERD 23-7-1942 GEDEPORTEERD UIT WESTERBORK VERMOORD 30-9-1942 AUSCHWITZ                                                                           | Hygiëaplein 19 III Stadionbuurt                                              | Salomon Polak (1910-1942)                                                                                     |
|            | HIER WOONDE JUDITH POLAK- BRANDON GEB. 1916 GEARRESTEERD 19-7-1942 GEDEPORTEERD UIT WESTERBORK VERMOORD 30-9-1942 AUSCHWITZ                                                                   | Eerste van der Helststraat 82 Oude Pijp                                      | Judith Polak-Brandon (1916-1942)                                                                              |
|            | HIER WOONDE SONJA POLAK-DIAMANT GEB. 1907 GEÏNTERNEERD 23-7-1942 GEDEPORTEERD UIT WESTERBORK VERMOORD 29-7-1942 AUSCHWITZ                                                                     | Hygiëaplein 19 III Stadionbuurt                                              | Sonja Polak-Diamant (1907-1942)                                                                               |
|            | HIER WOONDE LEOPOLD POLLACK GEB. 1875 GEDEPORTEERD 1943 UIT WESTERBORK VERMOORD 19-11-1943 AUSCHWITZ                                                                                          | Beethovenstraat 55 Apollobuurt                                               | Leopold Pollack (1875-1943)                                                                                   |
|            | HIER WOONDE ROBERT LEONHARD POLLACK GEB. 1913 GEDEPORTEERD UIT WESTERBORK THERESIËNSTADT AUSCHWITZ VERMOORD 30-4-1945 BRÜNNLITZ                                                               | Beethovenstraat 55 Apollobuurt                                               | Robert Leonhard Pollack (1913-1945)                                                                           |
|            | HIER WOONDE WALTER POLLACK GEB. 1921 GEDEPORTEERD UIT WESTERBORK VERMOORD 31-3-1944 AUSCHWITZ                                                                                                 | Beethovenstraat 55 Apollobuurt                                               | Walter Pollack (1921-1944)                                                                                    |
|            | HIER WOONDE ZERLINE ELSE POLLACK- JAKUBOWSKI GEB. 1910 VLUCHT 1939 USA | Beethovenstraat 55 Apollobuurt                                               | Zerline Else Pollack-Jakubowski (1910-1981)                                                                   |
|            | HIER WOONDE MAURITS VAN PRAAG GEB. 1910 GEDEPORTEERD 1942 UIT WESTERBORK VERMOORD 31-3-1944 MIDDEN-EUROPA                                                                                     | Amsteldijk 48hs Rivierenbuurt                                                | Maurits van Praag (1910-1944)                                                                                 |
|            | HIER WOONDE GRETA VAN PRAAG- VN SISTEREN GEB. 1920 GEÏNTERNEERD 9-10-1943 GEDEPORTEERD 19-10-1943 UIT WESTERBORK VERMOORD 22-10-1943 AUSCHWITZ                                                | Lekstraat 176 II Rivierenbuurt                                               | Greta van Praag-van Sisteren (1920-1943)                                                                      |
|            | HIER WOONDE SALOMON PRESSER GEB. 1891 GEÏNTERNEERD 3-6-1944 GEDEPORTEERD 3-9-1944 UIT WESTERBORK VERMOORD 6-9-1944 AUSCHWITZ                                                                  | Pieter Aertszstraat 103 I De Pijp                                            | Salomon Presser (1891-1944)                                                                                   |
|            | HIER WOONDE HEINTJE PRESSER-PEPER GEB. 1892 GEÏNTERNEERD 3-6-1944 GEDEPORTEERD 3-9-1944 UIT WESTERBORK VERMOORD 6-9-1944 AUSCHWITZ                                                            | Pieter Aertszstraat 103 I De Pijp                                            | Heintje Presser-Peper (1892-1944)                                                                             |
|            | HIER WOONDE DUIFJE (JOP) QUERIDO GEB. 1929 ONDERGEDOKEN HEERHUGOWAARD OVERLEEFD | Willemsparkweg 13 Museumkwartier                                             | Duifje Querido, ook Jop (1929-2011)                                                                           |
|            | HIER WOONDE JACOB QUERIDO GEB. 1896 GEÏNTERNEERD SEPT. 1942 KAMP DE ZOMP GEDEPORTEERD 1942 UIT WESTERBORK VERMOORD 31-3-1943 MIDDEN-EUROPA                                                    | Willemsparkweg 13 Museumkwartier                                             | Jacob Querido (1896-1943)                                                                                     |
|            | HIER WOONDE REBECCA (BEP) QUERIDO GEB. 1925 ONDERGEDOKEN MAASSLUIS, VLAARDINGEN, DIRKSHORN OVERLEEFD                                                                                          | Willemsparkweg 13 Museumkwartier                                             | Rebecca Querido, ook Bep (1925-2001)                                                                          |
|            | HIER WOONDE KLARA QUERIDO-ROOD GEB. 1900 ONDERGEDOKEN TUITJENHORN OVERLEEFD | Willemsparkweg 13 Museumkwartier                                             | Klara Querido-Rood (1900-1967)                                                                                |
|            | HIER WOONDE EMANUEL DE RAAIJ GEB. 1914 GEDEPORTEERD UIT WESTERBORK VERMOORD 31-7-1944 AUSCHWITZ                                                                                               | Meerhuizenstraat 1 II Rivierenbuurt                                          | Emanuel de Raaij (1914—1944)                                                                                  |
|            | HIER WOONDE EMANUEL DE RAAIJ GEB. 1913 GEDEPORTEERD UIT WESTERBORK VERMOORD 31-7-1944 AUSCHWITZ                                                                                               | Meerhuizenstraat 1 II Rivierenbuurt                                          | Judith de Raaij-Blocq (1913—1944)                                                                             |
|            | HIER WOONDE MAX REINHAUS GEB. 1885 GEDEPORTEERD UIT WESTERBORK VERMOORD 11-2-1944 AUSCHWITZ                                                                                                   | Beethovenstraat 67 Apollobuurt                                               | Max Reinhaus (1885-1943)                                                                                      |
|            | HIER WOONDE CHARLOTTE REINHAUS-POLLACK GEB. 1912 GEDEPORTEERD 1943 UIT WESTERBORK THERESIENSTADT AUSCHWITZ MITTELBUA-DORA BEVRIJD                                                             | Beethovenstraat 55 Apollobuurt                                               | Charlotte Reinhaus-Pollack (1912-1984)                                                                        |
|            | HIER WOONDE EDITH REINHAUS-STEIN GEB. 1911 GEÏNTERNEERD WESTERBORK BEVRIJD | Beethovenstraat 67 Apollobuurt                                               | Edith Reinhaus-Stein (1911-1993)                                                                              |
|            | HIER WOONDE ABRAHAM REISS GEB. 1873 GEDEPORTEERD 1943 UIT WESTERBORK VERMOORD 24-9-1943 SOBIBOR                                                                                               | Jekerstraat 14 Rivierenbuurt                                                 | Abraham Reiss (1873—1943) was de grootvader van acteur en schilder Jeroen Krabbé.                             |
|            | HIER WOONDE ELISE REISS GEB. 1915 GEDEPORTEERD 1942 UIT WESTERBORK VERMOORD FEB. 1945 MIDDEN-EUROPA                                                                                           | Jekerstraat 14 Rivierenbuurt                                                 | Elise Reiss (1915—1945)                                                                                       |
|            | HIER WOONDE KAATJE REISS-BON GEB. 1877 VERMOORD 29-4-1942 AMSTERDAM | Jekerstraat 14 Rivierenbuurt                                                 | Kaatje Reiss-Bon (1877—1942) Een buurman zegt dat de inscriptie verkeerd is. Ze stierf thuis aan een beroerte |
|            | HIER WOONDE PAUL JACQUES RICARDO GEB. 1918 GEDEPORTEERD 1944 UIT WESTERBORK BUCHENWALD VERMOORD JAN. 1945 TRANSPORT AUSCHWITZ                                                                 | Krammerstraat 29 I Rivierenbuurt                                             | Paul Jacques Ricardo (1918—1945)                                                                              |
|            | HIER WOONDE HANS RICHTER GEB. 1915 GEARRESTEERD 11-6-1941 GEDEPORTEERD UIT SCHOORL VERMOORD 10-10-1941 MAUTHAUSEN                                                                             | Valeriusstraat 107 II Willemsparkbuurt                                       | Hans Richter (1915-1941)                                                                                      |
|            | HIER WOONDE VROUWTJE RODRIGUES GEB. 1890 VERMOORD 6-9-1944 AUSCHWITZ | Boterdiepstraat 8 huis Rivierenbuurt                                         | Vrouwtje Rodrigues (1890-1944)                                                                                |
|            | HIER WOONDE VICTOR ROMIJN GEB. 1887 GEÏNTERNEERD 25-9-1943 VUGHT GEDEPORTEERD 1943 UIT WESTERBORK VERMOORD 31-1-1944 AUSCHWITZ                                                                | Lomanstraat 14 Willemsparkbuurt                                              | Victor Romijn (1887-1944)                                                                                     |
|            | HIER WOONDE ABRAHAM ROSELAAR GEB. 1892 GEÏNTERNEERD 23-9-1943 WESTERBORK GEDEPORTEERD 19-5-1944 BERGEN-BELSEN VERMOORD DEC-1944 SACHSENHAUSEN                                                 | Rubensstraat 8 Apollobuurt                                                   | Abraham Roselaar (1892-1944)                                                                                  |
|            | HIER WOONDE GREET ROSELAAR GEB. 1919 VERZETSSTRIJDER ONTSNAPT 23-9-1943 AMSTERDAM INVERZET 15-10-1943 BRUSSEL BEVRIJD                                                                         | Rubensstraat 8 Apollobuurt                                                   | Greet Roselaar, ook Luisa Treves (1919-2015)                                                                  |
|            | HIER WOONDE LOUIS ROSELAAR GEB. 1918 GEVLUCHT 1939 NEW YORK AMERIKAANSE LEGER 1941 OVERLEEFD                                                                                                  | Rubensstraat 8 Apollobuurt                                                   | Louis Roselaar (1918-1993)                                                                                    |
|            | HIER WOONDE MARIANNE ROSELAAR- À COHEN TREVES GEB. 1895 GEÏNTERNEERD 23-9-1943 WESTERBORK GEDEPORTEERD 19-5-1944 BERGEN-BELSEN GEÏNTERNEERD 4-12-1944 BEENSDORF BEVRIJD                       | Rubensstraat 8 Apollobuurt                                                   | Marianne Roselaar-à Cohen Treves (1895-1995)                                                                  |
|            | HIER WOONDE ADOLF 'ADDIE' ROOZENDAAL GEB. 1921 GEDEPORTEERD UIT WESTERBORK VERMOORD 31-12-1943 AUSCHWITZ-JAWISCHOWITZ                                                                         | Händelstraat 17 Apollobuurt                                                  | Adolph Roozendaal, ook Addie (1921-1943)                                                                      |
|            | HIER WOONDE JAKOB GIJS RUBENS GEB. 1918 GEARRESTEERD 11-6-1941 AMSTERDAM VERMOORD 7-8-1941 MAUTHAUSEN                                                                                         | Van Breestraat 183 Museumkwartier                                            | Jakob Gijs Rubens (1918-1941)                                                                                 |
|            | HIER WOONDE MARCUS RUBENS GEB. 1881 GEÏNTERNEERD 12-4-1944 GEDEPORTEERD UIT WESTERBORK VERMOORD 22-5-1944 MAUTHAUSEN                                                                          | Van Breestraat 183 Museumkwartier                                            | Marcus Rubens (1881-1944)                                                                                     |
|            | HIER WOONDE SALOMON LOUIS RUBENS GEB. 1920 VLUCHT 1942 ZWITZERLAND GEÏNTERNEERD 2-9-1942 KAMP COSSONAY MONT PELERIN ONTSLAAN 1-7-1945                                                         | Rooseveltlaan 207 (voorheen Zuider Amstellaan 207) Rivierenbuurt             | Salomon Louis Rubens (1920-)                                                                                  |
|            | HIER WOONDE SAMUEL RUBENS GEB. 1887 VLUCHT FRANKRIJK GEARRESTEERD 10-9-1942 LYON GEÏNTERNEERD KAMP COSSONAY MONT PELERIN ONTSLAAN 1-7-1945                                                    | Rooseveltlaan 207 (voorheen Zuider Amstellaan 207) Rivierenbuurt             | Samuel Rubens (1887-)                                                                                         |
|            | HIER WOONDE HANNA SARA RUBENS-LEVISOHN GEB. 1922 VLUCHT 1942 ZWITZERLAND GEÏNTERNEERD KAMP COSSONAY MONT PELERIN ONTSLAAN 1-7-1945                                                            | Rooseveltlaan 207 (voorheen Zuider Amstellaan 207) Rivierenbuurt             | Hanna Sara Rubens-Levisohn (1922-)                                                                            |
|            | HIER WOONDE SIENTJE RUBENS-VAN MEER GEB. 1885 GEARRESTEERD 22-11-1942 GEDEPORTEERD 1943 UIT WESTERBORK VERMOORD 21-5-1943 SOBIBOR                                                             | Rooseveltlaan 207 (voorheen Zuider Amstellaan 207) Rivierenbuurt             | Sientje Ruben-van Meer (1885-1943)                                                                            |
|            | HIER WOONDE REBECCA RUBENS-WITSTEIN GEB. 1885 GEÏNTERNEERD 12-4-1944 GEDEPORTEERD UIT WESTERBORK VERMOORD 22-5-1944 MAUTHAUSEN                                                                | Van Breestraat 183 Museumkwartier                                            | Rebecca Rubens-Witstein (1885-1944)                                                                           |
|            | HIER WOONDE BETTJE SALOMONS GEB. 1901 VERMOORD 16-7-1943 SOBIBOR | Sarphatipark 73 huis Oude Pijp                                               | Bettje Salomons (1901-1943)                                                                                   |
|            | HIER WOONDE DANIËL SANTCROOS GEB. 1923 GEDEPORTEERD 1943 UIT WESTERBORK VERMOORD 30-11-1944 BERGEN-BELSEN                                                                                     | Olympiaplein 50 Stadionbuurt                                                 | Daniël Santcroos (1923-1944)                                                                                  |
|            | HIER WOONDE EDDY MARTIN SANTCROOS GEB. 1926 GEDEPORTEERD 1943 UIT WESTERBORK OVERLEDEN 9-5-1945 TRÖBITZ                                                                                       | Olympiaplein 50 Stadionbuurt                                                 | Eddy Martin Santcroos (1926-1944)                                                                             |
|            | HIER WOONDE ISAAC SANTCROOS GEB. 1894 GEDEPORTEERD 1943 UIT WESTERBORK VERMOORD 4-5-1945 TRÖBITZ                                                                                              | Olympiaplein 50 Stadionbuurt                                                 | Isaac Santcroos (1894-1945)                                                                                   |
|            | HIER WOONDE SARA SANTEN-VAN WEST GEB. 1863 VERMOORD 28-5-1943 SOBIBOR | Tolstraat 23 De Pijp                                                         | Sara Santen-van West (1863-1943)                                                                              |
|            | HIER WOONDE FRITZ SCHALSCHA GEB. 1896 GEÏNTERNEERD 17-2-1943 VUGHT GEDEPORTEERD 1944 UIT WESTERBORK VERMOORD 1-4-1944 BIRKENAU                                                                | Laan der Hesperiden 8 Stadionbuurt                                           | Fritz Schalscha (1896-1944)                                                                                   |
|            | HIER WOONDE SIBYLLE SCHALSCHA GEB. 1927 GEÏNTERNEERD 17-2-1943 GEDEPORTEERD 1944 UIT VUGHT PADBORG BEVRIJD                                                                                    | Laan der Hesperiden 8 Stadionbuurt                                           | Sibylle Schalscha (1927-1995)                                                                                 |
|            | HIER WOONDE HENNY SCHALSCHA-GLASER GEB. 1902 GEÏNTERNEERD 17-2-1943 GEDEPORTEERD 1944 UIT VUGHT PADBORG BEVRIJD                                                                               | Laan der Hesperiden 8 Stadionbuurt                                           | Henny Schalscha-Glaser (1902-1976)                                                                            |
|            | HIER WOONDE GRETA SCHELVIS GEB. 28-5-1941 GEDEPORTEERD 2-11-1944 UIT WESTERBORK VERMOORD 5-11-1942 AUSCHWITZ                                                                                  | Borssenburgstraat 12 Rivierenbuurt                                           | Greta Schelvis (1941-1942)                                                                                    |
|            | HIER WOONDE HARTOG SCHELVIS GEB. 1903 GEDEPORTEERD 2-11-1944 UIT WESTERBORK VERMOORD 31-3-1943 MIDDEN-EUROPA                                                                                  | Borssenburgstraat 12 Rivierenbuurt                                           | Hartog Schelvis (1903-1943)                                                                                   |
|            | HIER WOONDE ROSZI SCHELVIS-WEISZ GEB. 1906 GEDEPORTEERD 2-11-1944 UIT WESTERBORK VERMOORD 5-11-1942 AUSCHWITZ                                                                                 | Borssenburgstraat 12 Rivierenbuurt                                           | Roza Schelvis-Weis (1906-1942)                                                                                |
|            | HIER WOONDE JEANETTE REGINA SCHENK GEB. 1936 GEARRESTEERD 25-7-1944 GEDEPORTEERD UIT WESTERBORK VERMOORD 6-9-1944 AUSCHWITZ                                                                   | Waverstraat 66 Rivierenbuurt                                                 | Jeanette Regina Schenk (1936-1944)                                                                            |
|            | HIER WOONDE JÓLAN SCHENK GEB. 1940 GEARRESTEERD 25-7-1944 GEDEPORTEERD UIT WESTERBORK VERMOORD 6-9-1944 AUSCHWITZ                                                                             | Waverstraat 66 Rivierenbuurt                                                 | Jolán Schenk (1940-1944)                                                                                      |
|            | HIER WOONDE ANGÈLE SCHENK-CITROEN GEB. 1903 GEARRESTEERD 25-7-1944 GEDEPORTEERD UIT WESTERBORK VERMOORD 6-9-1944 AUSCHWITZ                                                                    | Waverstraat 66 Rivierenbuurt                                                 | Angèle Schenk-Citroen (1903-1944)                                                                             |
|            | HIER WOONDE STEFAN SCHLESINGER GEB. 1896 GEDEPORTEERD UIT WESTERBORK THERESIENSTADT VERMOORD 29-9-1944 AUSCHWITZ                                                                              | Victorieplein 45 III (voorheen: Daniël Willinkplein 45) Rivierenbuurt        | Stefan Schlesinger (1896-1944)                                                                                |
|            | HIER WOONDE ANNA SCHLESINGER- KERDIJK GEB. 1882 GEDEPORTEERD UIT WESTERBORK THERESIENSTADT VERMOORD 6-10-1944 AUSCHWITZ                                                                       | Victorieplein 45 III (voorheen: Daniël Willinkplein 45) Rivierenbuurt        | Anna Schlesinger-Kerdijk (1882-1944)                                                                          |
|            | HIER WOONDE JOHAN SCHRIJVER GEB. 1908 GEDEPORTEERD 6-7-1943 UIT WESTERBORK VERMOORD 9-7-1943 SOBIBOR                                                                                          | Maasstraat 14 Rivierenbuurt                                                  | Johan Schrijver (1908-1943)                                                                                   |
|            | HIER WOONDE LEONARD SCHRIJVER GEB. 1893 GEDEPORTEERD 28-3-1942 UIT AMERSFOORT VERMOORD 30-4-1942 BUCHENWALD                                                                                   | Van Woustraat 127 I De Pijp                                                  | Leonard Schrijver (1893-1942)                                                                                 |
|            | HIER WOONDE MARIANNE SCHRIJVER GEB. 1879 GEDEPORTEERD 27-3-1943 UIT WESTERBORK VERMOORD 9-4-1943 SOBIBOR                                                                                      | Heinzestraat 19 boven Museumkwartier                                         | Marianne Schrijver (1879-1943)                                                                                |
|            | HIER WOONDE CORRY KRIJN E. V. SCHRIJVER GEB. 1882 VERMOORD 27-7-1942 AUSCHWITZ | Koningslaan 34 huis Willemsparkbuurt                                         | Cornelia Schrijver-Krijn (1882-1942)                                                                          |
|            | HIER WOONDE CECILE SCHUBERT GEB. 1937 GEDEPORTEERD UIT WESTERBORK VERMOORD 6.10.1944 AUSCHWITZ                                                                                                | Waalstraat 53 I Rivierenbuurt                                                | Cecile Schubert (1937-1944)                                                                                   |
|            | HIER WOONDE ZIKMUND SCHUBERT GEB. 1897 GEDEPORTEERD UIT WESTERBORK VERMOORD 28.2.1945 MIDDEN-EUROPA                                                                                           | Waalstraat 53 I Rivierenbuurt                                                | Zikmund Schubert (1897-1945)                                                                                  |
|            | HIER WOONDE HILDE SCHUBERT- BLECHER GEB. 1899 GEDEPORTEERD UIT WESTERBORK VERMOORD 6.10.1944 AUSCHWITZ                                                                                        | Waalstraat 53 I Rivierenbuurt                                                | Hilde Schubert-Blecher (1899-1944)                                                                            |
|            | HIER WOONDE SAMUEL (MOMMIE) SCHWARZ GEB. 1876 GEDEPORTEERD 1942 UIT WESTERBORK VERMOORD 19-11-1942 AUSCHWITZ                                                                                  | Sarphatipark 42 Nieuwe Pijp                                                  | Mommie Schwarz (1876-1942)                                                                                    |
|            | HIER WOONDE ELSE SCHWARZ-BERG GEB. 1877 GEDEPORTEERD 1942 UIT WESTERBORK VERMOORD 19-11-1942 AUSCHWITZ                                                                                        | Sarphatipark 42 Nieuwe Pijp                                                  | Else Schwarz-Berg (1877-1942)                                                                                 |
|            | HIER WOONDE HERMANN CHAIM SELKA GEB. 1883 GEVLUCHT 1936 UIT BERLIJN GEDEPORTEERD 1942 UIT WESTERBORK VERMOORD 13-8-1942 AUSCHWITZ                                                             | Beethovenstraat 140 Apollobuurt                                              | Heinrich Chaim Selka (1883-1942)                                                                              |
|            | HIER WOONDE MENACHEM MENDEL SELKA GEB. 1911 GEVLUCHT 1937 UIT BERLIJN GEDEPORTEERD 1942 UIT AMERSFOORT VERMOORD 10-8-1942 BIRKENAU                                                            | Van Tuyll van Serooskerkenplein 39 I Stadionbuurt                            | Menachem Mendel Selka (1911-1942)                                                                             |
|            | HIER WOONDE SARA SELKA-LÖWENTHAL GEB. 1883 GEVLUCHT 1936 UIT BERLIJN GEVLUCHT IN DE DOOD 23-7-1942 AMSTERDAM                                                                                  | Beethovenstraat 140 Apollobuurt                                              | Sara Selka-Löwenthal (1883-1942)                                                                              |
|            | HIER WOONDE RALPH SIEBURTH GEB. 1923 VLUCHT 1939 UIT DUITSLAND OVERLEDEN 26-6-1941 MAUTHAUSEN                                                                                                 | Borssenburgstraat 35 Rivierenbuurt                                           | Ralph Sieburth (1923-1941)                                                                                    |
|            | HIER WOONDE DR. KORNELIS SIETSMA GEB. 1896 GEARRESTEERD 2.2.1942 GEDEPORTEERD 1942 UIT AMERSFOORT VERMOORD 7.8.1942 DACHAU                                                                    | Valeriusplein 5 Willemsparkbuurt                                             | Kornelis Sietsma (1896—1942)                                                                                  |
|            | HIER WOONDE DR. FRITZ SILTEN GEB. 1904 VLUCHT 1938 UIT BERLIN GEARRESTEERD 20-6-1943 GEDEPORTEERD 1944 UIT WESTERBORK THERESIENSTADT BEVRIJD                                                  | Churchill-Laan 142 II (voorheen: Noorder Amstellaan 142) Rivierenbuurt       | Fritz Silten (1904—1980)                                                                                      |
|            | HIER WOONDE RUTH GABRIELE SILTEN GEB. 1933 VLUCHT 1938 UIT BERLIN GEARRESTEERD 20-6-1943 GEDEPORTEERD 1944 UIT WESTERBORK THERESIENSTADT BEVRIJD                                              | Churchill-Laan 142 II (voorheen: Noorder Amstellaan 142) Rivierenbuurt       | Ruth Gabriele Silten (1933—2021)                                                                              |
|            | HIER WOONDE MARTHA SILTEN-FRIEDBERG GEB. 1878 VLUCHT 1939 UIT BERLIN GEARRESTEERD 20-6-1943 GEÏNTERNEERD WESTERBORK VLUCHT IN DE DOOD 7-7-1-1943                                              | Churchill-Laan 142 II (voorheen: Noorder Amstellaan 142) Rivierenbuurt       | Martha Silten-Friedberg (1878—1943)                                                                           |
|            | HIER WOONDE ILSE SILTEN-TEPPICH GEB. 1909 VLUCHT 1938 UIT BERLIN GEARRESTEERD 20-6-1943 GEDEPORTEERD 1944 UIT WESTERBORK THERESIENSTADT BEVRIJD                                               | Churchill-Laan 142 II (voorheen: Noorder Amstellaan 142) Rivierenbuurt       | Ilse Silten-Teppich (1909—1977)                                                                               |
|            | HIER WOONDE ELIAS SLAP GEB. 1876 GEDEPORTEERD 1943 UIT WESTERBORK VERMOORD 31.1.1945 SACHSENHAUSEN                                                                                            | Jacob Obrechtplein 7 Museumkwartier                                          | Elias Slap (1876-1945)                                                                                        |
|            | HIER WOONDE ESTHER SLAP-SAMMES GEB. 1871 VERMOORD 28.2.1945 BERGEN-BELSEN | Jacob Obrechtplein 7 Museumkwartier                                          | Esther Slap-Sammes (1871-1945)                                                                                |
|            | HIER WOONDE BENJAMIN SLIER GEB. 1890 GEARRESTEERD 13-7-1943 GEDEPORTEERD UIT WESTERBORK VERMOORD 16-7-1943 SOBIBOR                                                                            | Deurloostraat 112 Rivierenbuurt                                              | Benjamin Slier (1890-1943)                                                                                    |
|            | HIER WOONDE RACHEL SLIER-BOS GEB. 1892 GEARRESTEERD 13-7-1943 GEDEPORTEERD UIT WESTERBORK VERMOORD 16-7-1943 SOBIBOR                                                                          | Deurloostraat 112 Rivierenbuurt                                              | Rachel Slier-Bos (1892-1943)                                                                                  |
|            | HIER WOONDE JULIËTTE SLUIJS GEB. 1938 GEDEPORTEERD 1943 UIT WESTERBORK VERMOORD 16-4-1943 SOBIBOR                                                                                             | Waverstraat 79 Rivierenbuurt                                                 | Juliëtte Sluijs (1938-1943)                                                                                   |
|            | HIER WOONDE MARCUS SLUIJS GEB. 1905 GEDEPORTEERD 1943 UIT WESTERBORK VERMOORD 16-4-1943 SOBIBOR                                                                                               | Waverstraat 79 Rivierenbuurt                                                 | Marcus Sluijs (1905-1943)                                                                                     |
|            | HIER WOONDE SARA SLUIJS-ACOHEN GEB. 1906 GEDEPORTEERD 1943 UIT WESTERBORK VERMOORD 16-4-1943 SOBIBOR                                                                                          | Waverstraat 79 Rivierenbuurt                                                 | Sara Sluijs-Acohen (1906-1943)                                                                                |
|            | HIER WOONDE BETJE ELISABETH VAN DER SLUIS GEB. 1928 GEARRESTEERD 10-11-1942 VERMOORD 19-11-1942 AUSCHWITZ                                                                                     | Rooseveltlaan 90 II (voorheen Zuider Amstellaan 90 II) Rivierenbuurt         | Betje Elisabeth van der Sluis (1928-1942)                                                                     |
|            | HIER WOONDE EPHRAIM SIMON VAN DER SLUIS GEB. 1890 GEARRESTEERD 10-11-1942 VERMOORD 19-11-1942 AUSCHWITZ                                                                                       | Rooseveltlaan 90 II (voorheen Zuider Amstellaan 90 II) Rivierenbuurt         | Ephraim Simon van der Sluis (1890-1942)                                                                       |
|            | HIER WOONDE ROOSJE VAN DER SLUIS- VISCHSCHRAPER GEB. 1893 GEARRESTEERD 10-11-1942 VERMOORD 19-11-1942 AUSCHWITZ                                                                               | Rooseveltlaan 90 II (voorheen Zuider Amstellaan 90 II) Rivierenbuurt         | Roosje van der Sluis-Vischschraper (1893-1942)                                                                |
|            | HIER WOONDE LEO SMIT GEB. 1900 GEARRESTEERD 1943 HOLLANDSE SCHOUWBURG GEDEPORTEERD UIT WESTERBORK VERMOORD 30-4-1943 SOBIBOR                                                                  | Eendrachtstraat 15 Rivierenbuurt                                             | Leo Smit (1900-1943)                                                                                          |
|            | HIER WOONDE JOACHIM ELTE GEB. 1893 GEARRESTEERD 30-4-1944 GEDEPORTEERD UIT WESTERBORK VERMOORD 28-2-1945 BERGEN-BELSEN                                                                        | Nicolaas Maesstraat 3-HS Museumkwartier                                      | Joachim Elte (1893-1945)                                                                                      |
|            | HIER WOONDE ENGELINE SMIT-DE VRIES GEB. 1908 GEARRESTEERD 1943 HOLLANDSE SCHOUWBURG GEDEPORTEERD UIT WESTERBORK VERMOORD 30-4-1943 SOBIBOR                                                    | Eendrachtstraat 15 Rivierenbuurt                                             | Engeline Smit-de Vries (1908-1943)                                                                            |
|            | HIER WOONDE LUDWIG SOMMER GEB. 1899 GEÏNTERNEERD 8-8-1942 GEDEPORTEERD 1943 UIT VUGHT VERMOORD 4-3-1944 AUSCHWITZ                                                                             | Biesboschstraat 42 Rivierenbuurt                                             | Ludwig Sommer (1899-1944)                                                                                     |
|            | HIER WOONDE FANNY SOMMER-KARPF GEB. 1875 GEÏNTERNEERD 23-2-1943 GEDEPORTEERD UIT VUGHT VERMOORD 17-9-1943 AUSCHWITZ                                                                           | Biesboschstraat 42 Rivierenbuurt                                             | Fanny Sommer-Karpf (1875-1943)                                                                                |
|            | HIER WOONDE RACHEL SPAANS-SPIER GEB. 1914 GEÏNTERNEERD 21-7-1943 GEDEPORTEERD UIT VUGHT VERMOORD 18-11-1943 AUSCHWITZ                                                                         | Piet Gijzenbrugstraat 33 II                                                  | Rachel Spaans-Spier (1914-1943)                                                                               |
|            | HIER WOONDE ERNST STEIN GEB. 1900 GEÏNTERNEERD 1942 WESTERBORK ONTSNAPT 1944 ONDERGEDOKEN GELEEFD BEVRIJD                                                                                     | Beethovenstraat 67 Apollobuurt                                               | Ernst Stein (1900-1952)                                                                                       |
|            | HIER WOONDE BEA STERN GEB. 1931 GEDEPORTEERD UIT WESTERBORK VERMOORD 12-8-1942 AUSCHWITZ | Rubensstraat 57 Apollobuurt                                                  | Bea Stern (1931-1942)                                                                                         |
|            | HIER WOONDE JOPIE STERN GEB. 1927 GEDEPORTEERD UIT WESTERBORK VERMOORD 12-8-1942 AUSCHWITZ | Rubensstraat 57 Apollobuurt                                                  | Jopie Stern (1927-1942)                                                                                       |
|            | HIER WOONDE MANUEL STERN GEB. 1896 GEDEPORTEERD UIT WESTERBORK VERMOORD 30-0-1942 AUSCHWITZ                                                                                                   | Rubensstraat 57 Apollobuurt                                                  | Manuel Stern (1896-1942)                                                                                      |
|            | HIER WOONDE LEENTJE STERN-HAMBURGER GEB. 1875 GEDEPORTEERD UIT DRANCY VERMOORD 14-2-1943 AUSCHWITZ                                                                                            | Johannes Vermeerstraat 75 Museumkwartier                                     | Leentje Stern-Hamburger (1875-1943)                                                                           |
|            | HIER WOONDE DORUS EDUARD STIBBE GEB. 1934 OVERLEEFD | Waalstraat 47-I Rivierenbuurt                                                | Dorus Eduard Stibbe (1934-1970)                                                                               |
|            | HIER WOONDE MAURITS MEIJER STIBBE GEB. 1886 VERMOORD 31-1-1944 AUSCHWITZ | Waalstraat 47-I Rivierenbuurt                                                | Maurits Meijer Stibbe (1886-1944)                                                                             |
|            | HIER WOONDE SELMA STIBBE-FRANK GEB. 1904 VERMOORD 30-4-1945 BERGEN-BELSEN | Waalstraat 47-I Rivierenbuurt                                                | Selma Stibbe-Frank (1904-1945)                                                                                |
|            | ABRAHAM STORK GEB. 4-10-1942 WESTERBORK GEDEPORTEERD 9-2-1943 UIT WESTERBORK VERMOORD 12-2-1943 AUSCHWITZ                                                                                     | Vechtstraat 24 II Rivierenbuurt                                              | Abraham Stork (1942-1943)                                                                                     |
|            | HIER WOONDE JAKOB STORK GEB. 1910 GEARRESTEERD OKT-1942 GEDEPORTEERD 1943 UIT WESTERBORK VERMOORD 30-4-1943 AUSCHWITZ                                                                         | Vechtstraat 24 II Rivierenbuurt                                              | Jakob Stork (1910-1943)                                                                                       |
|            | HIER WOONDE RUZENA STORK-BERGER GEB. 1912 GEARRESTEERD OKT-1942 GEDEPORTEERD 9-2-1943 UIT WESTERBORK VERMOORD 12-2-1943 AUSCHWITZ                                                             | Vechtstraat 24 II Rivierenbuurt                                              | Ruzena Stork-Berger (1912-1943)                                                                               |
|            | HIER WOONDE ALIDA SWAAB GEB. 1916 GEÏNTERNEERD 6-4-1943 GEDEPORTEERD UIT WESTERBORK VERMOORD 16-4-1943 SOBIBOR                                                                                | Dintelstraat 80 II Rivierenbuurt                                             | Alida Swaab (1916-1943)                                                                                       |
|            | HIER WOONDE JUDA SWAAB GEB. 1904 GEÏNTERNEERD 9-9-1942 GEDEPORTEERD 1944 UIT WESTERBORK VERMOORD 28-2-1945 MIDDEN-EUROPA                                                                      | Johannes Vermeerstraat 73 Museumkwartier                                     | Juda Swaab (1904-1945)                                                                                        |
|            | HIER WOONDE RUBEN SALOMON SWAAB GEB. 1895 GEDEPORTEERD 1943 UIT WESTERBORK VERMOORD 1944 MIDDEN-EUROPA                                                                                        | Willaertstraat 3 I Stadionbuurt                                              | Ruben Salomon Swaab (1895-1944)                                                                               |
|            | HIER WOONDE HENDRIKA CATHERINA SWAAB-MARCHAND GEB. 1904 GEÏNTERNEERD 9-9-1942 GEDEPORTEERD 1944 UIT WESTERBORK VERMOORD 28-2-1945 MIDDEN-EUROPA                                               | Johannes Vermeerstraat 73 Museumkwartier                                     | Hendrika Catherina Swaab-Marchand (1904-1945)                                                                 |
|            | HIER WOONDE BETSI SWAAB- PLOEG GEB. 1892 GEDEPORTEERD 1943 UIT WESTERBORK VERMOORD 19-11-1943 AUSCHWITZ                                                                                       | Willaertstraat 3 I Stadionbuurt                                              | Betsie Swaab-Ploeg (1892-1943)                                                                                |
|            | HIER WOONDE MACHIEL TAK GEB. 1862 GEÏNTERNEERD 20-1-1943 GEDEPORTEERD UIT WESTERBORK VERMOORD 26-1-1943 AUSCHWITZ                                                                             | Rijnstraat 12 III Rivierenbuurt                                              | Machiel Tak (1862-1943)                                                                                       |
|            | HIER WOONDE RACHEL TAK-DE PLOEG GEB. 1883 GEÏNTERNEERD 20-1-1943 GEDEPORTEERD UIT WESTERBORK VERMOORD 26-1-1943 AUSCHWITZ                                                                     | Rijnstraat 12 III Rivierenbuurt                                              | Rachel Tak-de Ploeg (1883-1943)                                                                               |
|            | HIER WOONDE MIETJE VAN TIJN GEB. 1902 VERMOORD 16.7.1943 SOBIBOR | Amstelkade 61 Rivierenbuurt                                                  | Mietje van Tijn (1902-1943)                                                                                   |
|            | HIER WOONDE ISAÄC TROOSTWIJK GEB. 1880 VERMOORD 28-11-1942 WESTERBORK | Lomanstraat 46 boven Willemsparkbuurt                                        | Isaäc Troostwijk (1880-1942)                                                                                  |
|            | HIER WOONDE MARIA TROOSTWIJK- VAN DER HEIJDEN GEB. 1875 GEDEPORTEERD UIT WESTERBORK VERMOORD 1-2-1943 AUSCHWITZ                                                                               | Lomanstraat 46 boven Willemsparkbuurt                                        | Maria Anna Troostwijk-van der Heijden (1875-1943)                                                             |
|            | HIER WOONDE EZECHIËL VALENSA GEB. 1920 GEDEPORTEERD 1943 UIT WESTERBORK VERMOORD 31-3-1944 MIDDEN-EUROPA                                                                                      | Hygiëaplein 21 Stadionbuurt                                                  | Ezechiël Valensa (1920-1944)                                                                                  |
|            | HIER WOONDE HILFEGONDA VALENSA-KOGEL GEB. 1919 GEDEPORTEERD 1942 UIT WESTERBORK VERMOORD 2-12-1942 AUSCHWITZ                                                                                  | Hygiëaplein 21 Stadionbuurt                                                  | Hildegonda Valensa-Kogel (1919-1942)                                                                          |
|            | HIER WOONDE AALTJE VELLEMAN GEB. 1919 GEÏNTERNEERD 9-4-1943 GEDEPORTEERD UIT WESTERBORK VERMOORD 7-5-1943 SOBIBOR                                                                             | Merwedeplein 59 Rivierenbuurt                                                | Aaltje Velleman (1919-1943)                                                                                   |
|            | HIER WOONDE JACQUES VELLEMAN GEB. 1921 OP DE VLUCHT 1943 FRANKRIJK ONDERGEDOKEN PARIJS BEVRIJD                                                                                                | Merwedeplein 59 Rivierenbuurt                                                | Jacques Velleman (1921-1979)                                                                                  |
|            | HIER WOONDE MICHEL VELLEMAN 'PROF. BEN-ALI-LIBI' GEB. 1895 GEÏNTERNEERD 26-6-1943 GEDEPORTEERD UIT WESTERBORK VERMOORD 2-7-1943 SOBIBOR                                                       | Merwedeplein 59 Rivierenbuurt                                                | Michel Velleman (1895-1943)                                                                                   |
|            | HIER WOONDE SARA VELLEMAN GEB. 1898 GEARRESTEERD 12-7-1943 GEDEPORTEERD 1943 UIT WESTERBORK VERMOORD SOBIBOR                                                                                  | Rooseveltlaan 4 Rivierenbuurt                                                | Sara Velleman (1898-1943)                                                                                     |
|            | HIER WOONDE ANNA VELLEMAN-SPIJER GEB. 1896 GEÏNTERNEERD 26-6-1943 GEDEPORTEERD UIT WESTERBORK VERMOORD 2-7-1943 SOBIBOR                                                                       | Merwedeplein 59 Rivierenbuurt                                                | Anna Velleman-Spijer (1896-1943)                                                                              |
|            | HIER WOONTE MATHILDA VIOOL GEB. 1911 GEDEPORTEERD 1943 UIT WESTERBORK VERMOORD 16.7.1943 SOBIBOR                                                                                              | Gerard Doustraat 178 huis Oude Pijp                                          | Mathilda Viool (1911-1943)                                                                                    |
|            | HIER WOONTE MARIANNA VIOOL GEB. 1907 GEDEPORTEERD 1943 UIT WESTERBORK VERMOORD 16.7.1943 SOBIBOR                                                                                              | Gerard Doustraat 178 huis Oude Pijp                                          | Marianna Viool (1907-1943)                                                                                    |
|            | HIER WOONTE SAMSON VIOOL GEB. 1879 GEDEPORTEERD 1943 UIT WESTERBORK VERMOORD 4.6.1943 SOBIBOR                                                                                                 | Gerard Doustraat 178 huis Oude Pijp                                          | Samson Viool (1879-1943)                                                                                      |
|            | HIER WOONTE REBECCA VIOOL- BEUGELTAS GEB. 1882 GEDEPORTEERD 1943 UIT WESTERBORK VERMOORD 4.6.1943 SOBIBOR                                                                                     | Gerard Doustraat 178 huis Oude Pijp                                          | Rebecca Viool-Beugeltas (1882-1943)                                                                           |
|            | HIER WOONDE RICHARD VIS GEB. 1871 GEÏNTERNEERD 9-3-1943 GEDEPORTEERD UIT WESTERBORK VERMOORD 9-4-1943 SOBIBOR                                                                                 | Roerstraat 15 Rivierenbuurt                                                  | Richard Vis (1871-1943)                                                                                       |
|            | HIER WOONDE ERNA VIS-JACOBS GEB. 1883 GEÏNTERNEERD 9-3-1943 GEDEPORTEERD UIT WESTERBORK VERMOORD 9-4-1943 SOBIBOR                                                                             | Roerstraat 15 Rivierenbuurt                                                  | Erna Vis-Jacobs (1883-1943)                                                                                   |
|            | HIER WOONDE FLORA VLEESCHHOUWER GEB. 1918 GEDEPORTEERD UIT WESTERBORK VERMOORD 30-11-1943 AUSCHWITZ                                                                                           | Rooseveltlaan 45 Rivierenbuurt                                               | Flora Vleeschhouwer (1918-1943)                                                                               |
|            | HIER WOONDE LOUIS VLEESCHHOUWER GEB. 1885 GEDEPORTEERD 1943 UIT WESTERBORK VERMOORD 27-8-1943 AUSCHWITZ                                                                                       | Haarlemmermeerstraat 87 II Hoofddorppleinbuurt                               | Louis Vleeschhouwer (1885-1943)                                                                               |
|            | HIER WOONDE SIMON VLEESCHHOUWER GEB. 1891 GEDEPORTEERD UIT WESTERBORK VERMOORD 10-9-1943 AUSCHWITZ                                                                                            | Rooseveltlaan 45 Rivierenbuurt                                               | Simon Vleeschhouwer (1891-1943)                                                                               |
|            | HIER WOONDE SCHOONTJE VLEESCHHOUWER- DE HOND GEB. 1885 GEDEPORTEERD 1943 UIT WESTERBORK VERMOORD 27-8-1943 AUSCHWITZ                                                                          | Haarlemmermeerstraat 87 II Hoofddorppleinbuurt                               | Schoontje Vleeschhouwer-de Hond (1885-1943)                                                                   |
|            | HIER WOONDE SARA VLEESCHHOUWER- DE HOOP GEB. 1890 GEDEPORTEERD UIT WESTERBORK VERMOORD 10-9-1943 AUSCHWITZ                                                                                    | Rooseveltlaan 45 Rivierenbuurt                                               | Sara Vleeschhouwer-de Hoop (1890-1943)                                                                        |
|            | HIER WOONDE BETTY VOET GEB. 1925 GEDEPORTEERD 1943 UIT WESTERBORK VERMOORD 11-6-1943 SOBIBOR                                                                                                  | Smaragdstraat 67 Diamantbuurt                                                | Betty Voet (1925-1943)                                                                                        |
|            | HIER WOONDE LEVIE VOET GEB. 1895 GEDEPORTEERD 1943 UIT WESTERBORK VERMOORD 31-3-1944 AUSCHWITZ                                                                                                | Smaragdstraat 67 Diamantbuurt                                                | Levie Voet (1895-1944)                                                                                        |
|            | HIER WOONDE VROUWTJE VOET-POLK GEB. 1898 GEDEPORTEERD 1943 UIT WESTERBORK VERMOORD 11-6-1943 SOBIBOR                                                                                          | Smaragdstraat 67 Diamantbuurt                                                | Vrouwtje Voet-Polk (1898-1943)                                                                                |
|            | HIER WOONDE MANNIE VORST GEB. 1908 GEDEPORTEERD 1944 UIT WESTERBORK THERESIENSTADT AUSCHWITZ VERMOORD 15-1-1945 BAD WARMBRUNN                                                                 | Waldeck Pyrmontlaan 8 huis Willemsparkbuurt                                  | Mannie Vorst (1908-1945)                                                                                      |
|            | HIER WOONTE MEIJER VORST GEB. 1891 GEÏNTERNEERD 8-8-1942 GEDEPORTEERD UIT WESTERBORK VERMOORD 30-9-1942 AUSCHWITZ                                                                             | Diezestraat 10 Rivierenbuurt                                                 | Meijer Vorst (1891-1942)                                                                                      |
|            | HIER WOONTE NICOLE VORST GEB. 1936 GEÏNTERNEERD 8-8-1942 GEDEPORTEERD UIT WESTERBORK VERMOORD 12-8-1942 AUSCHWITZ                                                                             | Diezestraat 10 Rivierenbuurt                                                 | Nicole Vorst (1936-1942)                                                                                      |
|            | HIER WOONTE RUDOLPHE 'RUDI' VORST GEB. 1928 GEÏNTERNEERD 8-8-1942 GEDEPORTEERD UIT WESTERBORK VERMOORD 12-8-1942 AUSCHWITZ                                                                    | Diezestraat 10 Rivierenbuurt                                                 | Rudolphe Vorst (1928-1942)                                                                                    |
|            | HIER WOONTE HENRIËTTE 'HARRIE' VORST-FLES GEB. 1900 GEÏNTERNEERD 8-8-1942 GEDEPORTEERD UIT WESTERBORK VERMOORD 12-8-1942 AUSCHWITZ                                                            | Diezestraat 10 Rivierenbuurt                                                 | Henriëtte Vorst-Fles (1900-1942)                                                                              |
|            | HIER WOONTE HENRIETTE VREELAND GEB. 1899 GEDEPORTEERD 1943 UIT WESTERBORK VERMOORD 10-9-1943 AUSCHWITZ                                                                                        | Jan Lievensstraat 44 Diamantbuurt                                            | Henriette Vreeland (1899-1943)                                                                                |
|            | HIER WOONTE JANSJE VREELAND-PRONT GEB. 1866 GEDEPORTEERD 1943 UIT WESTERBORK VERMOORD 14-5-1943 SOBIBOR                                                                                       | Jan Lievensstraat 44 Diamantbuurt                                            | Jansje Vreeland-Pront (1866-1943)                                                                             |
|            | HIER WOONDE ABRAHAM DE VRIES GEB. 1860 GEÏNTERNEERD 14-8-1943 GEDEPORTEERD UIT WESTERBORK VERMOORD 27-8-1943 SOBIBOR                                                                          | Diezestraat 12 Rivierenbuurt                                                 | Abraham de Vries (1860-1943)                                                                                  |
|            | HIER WOONDE BERNARD SIMON DE VRIES GEB. 1873 GEARRESTEERD 1-11-1943 GEDEPORTEERD 1944 UIT WESTERBORK VERMOORD 21-1-1945 BERGEN-BELSEN                                                         | Sophialaan 47 huis Willemsparkbuurt                                          | Bernard Simon de Vries (1873-1945)                                                                            |
|            | HIER WOONDE BETJE 'BEPPIE' DE VRIES GEB. 1931 GEDEPORTEERD 13-7-1943 UIT WESTERBORK VERMOORD 16-7-1943 SOBIBOR                                                                                | Vechtstraat 23 Rivierenbuurt                                                 | Betje de Vries, ook Beppie (1931-1944)                                                                        |
|            | HIER WOONDE JULIE DE VRIES GEB. 1907 GEÏNTERNEERD 31-3-1943 GEDEPORTEERD UIT WESTERBORK VERMOORD 9-4-1943 SOBIBOR                                                                             | Diezestraat 12 Rivierenbuurt                                                 | Julie de Vries (1907-1943)                                                                                    |
|            | HIER WOONDE LEENTJE DE VRIES GEB. 1898 GEÏNTERNEERD 6-5-1943 GEDEPORTEERD UIT WESTERBORK VERMOORD 11-6-1943 SOBIBOR                                                                           | Diezestraat 12 Rivierenbuurt                                                 | Leentje de Vries (1898-1943)                                                                                  |
|            | HIER WOONDE MOZES DE VRIES GEB. 1896 GEDEPORTEERD 13-7-1943 UIT WESTERBORK VERMOORD 16-7-1943 SOBIBOR                                                                                         | Vechtstraat 23 Rivierenbuurt                                                 | Mozes de Vries (1896-1944)                                                                                    |
|            | HIER WOONDE SOPHIE 'FIFI' DE VRIES GEB. 1941 GEDEPORTEERD 13-7-1943 UIT WESTERBORK VERMOORD 16-7-1943 SOBIBOR                                                                                 | Vechtstraat 23 Rivierenbuurt                                                 | Sophie de Vries, ook Fifi (1941-1944)                                                                         |
|            | HIER WOONDE SAARTJE 'SERAH' DE VRIES- BLOEMENDAL GEB. 1905 GEDEPORTEERD 13-7-1943 UIT WESTERBORK VERMOORD 16-7-1943 SOBIBOR                                                                   | Vechtstraat 23 Rivierenbuurt                                                 | Saartje de Vries-Bloemendal, ook Serah (1905-1944)                                                            |
|            | HIER WOONDE ANTJE DE VRIES-ELZAS GEB. 1878 GEÏNTERNEERD 29-6-1943 WESTERBORK GEDEPORTEERD 1944 BERGEN-BELSEN BEZWEKEN 23-4-1945 TRÖBITZ                                                       | Sophialaan 47 huis Willemsparkbuurt                                          | Antje de Vries-Elzas (1878-1945)                                                                              |
|            | HIER WOONDE AÄRON WAAGENAAR GEB. 1937 VERMOORD 21-5-1943 SOBIBOR | Kromme Mijdrechtstraat 71 Rivierenbuurt                                      | Aäron Waagenaar (1937-1943)                                                                                   |
|            | HIER WOONDE MAX WALLINSKI GEB. 1878 GEÏNTERNEERD 5-3-1943 VUGHT GEDEPORTEERD 6-7-1943 UIT WESTERBORK VERMOORD 9-7-1943 SOBIBOR                                                                | IJselstraat 2 II Rivierenbuurt                                               | Max Wallinski (1878-1943)                                                                                     |
|            | HIER WOONDE SARA WALLINSKI GEB. 1933 GEÏNTERNEERD 20-1-1944 GEDEPORTEERD 25-1-1944 UIT WESTERBORK VERMOORD 28-1-1944 AUSCHWITZ                                                                | IJselstraat 2 II Rivierenbuurt                                               | Sara Wallinski (1933-1944)                                                                                    |
|            | HIER WOONDE RAATJE WALLINSKI- WATERMAN GEB. 1888 GEÏNTERNEERD 20-1-1944 GEDEPORTEERD 25-1-1944 UIT WESTERBORK VERMOORD 28-1-1944 AUSCHWITZ                                                    | IJselstraat 2 II Rivierenbuurt                                               | Raatje Wallinski-Waterman (1888-1944)                                                                         |
|            | HIER WOONTE ISAÄC WALVISCH GEB. 1888 GEARRESTEERD 26-8-1942 GEDEPORTEERD UIT WESTERBORK VERMOORD 14-9-1942 AUSCHWITZ                                                                          | Kromme Mijdrechtstraat 6 II Rivierenbuurt                                    | Isaäc Walvisch (1888-1942)                                                                                    |
|            | HIER WOONDE FRANK LUDWIG WEICHMANN GEB. 1930 GEARRESTEERD 28-11-1942 VLUCHT 28-11-1942 ONDERGEDOKEN BAARN OVERLEEFD                                                                           | Stadionweg 129 Apollobuurt                                                   | Frank Ludwig Weichmann (1930-2016) de:Frank Ludwig Weichman                                                   |
|            | HIER WOONDE IRMA WEICHMANN- GUTTENTAG GEB. 1874 GEARRESTEERD 28-11-1942 GEDEPORTEERD UIT WESTERBORK VERMOORD 26-2-1943 AUSCHWITZ                                                              | Stadionweg 129 Apollobuurt                                                   | Irma Weichmann-Guttentag (1874-1943)                                                                          |
|            | HIER WOONDE DR. EDGAR WEIL GEB. 1908 GEARRESTEERD 1933 MÜNCHEN GEVLUCHT 1935 UIT MÜNCHEN GEARRESTEERD 11-6-1941 AMSTERDAM GEDEPORTEERD 26-6-1941 UIT SCHOORL VERMOORD 17-9-1941 MAUTHAUSEN    | Beethovenstraat 48 III Apollobuurt                                           | Edgar Weil (1908-1941)                                                                                        |
|            | HIER WOONDE MARGARETE 'GRETE' WEIL-DISPEKER GEB. 1906 VERZETSSTRIJDER 'HOLLANDGRUPPE FREIES DEUTSCHLAND' GEVLUCHT 1935 UIT MÜNCHEN ONDERGEDOKEN 29-9-1943 AMSTERDAM BEVRIJD                   | Beethovenstraat 48 III Apollobuurt                                           | Margarete Weil-Dispeker (1908-1941)                                                                           |
|            | HIER WOONDE CARL WEINBERG GEB. 1897 GEDEPORTEERD 1944 UIT WESTERBORK THERESIENSTADT VERMOORD 30-9-1944 AUSCHWITZ                                                                              | Beethovenstraat 122 III Apollobuurt                                          | Carl Weinberg (1897-1944)                                                                                     |
|            | HIER WOONDE MARGRIT WEINBERG GEB. 1929 GEDEPORTEERD 1944 UIT WESTERBORK THERESIENSTADT VERMOORD 6-10-1944 AUSCHWITZ                                                                           | Beethovenstraat 122 III Apollobuurt                                          | Margrit Weinberg (1929-1944)                                                                                  |
|            | HIER WOONDE WALTHER WEINBERG GEB. 1931 GEDEPORTEERD 1944 UIT WESTERBORK THERESIENSTADT VERMOORD 6-10-1944 AUSCHWITZ                                                                           | Beethovenstraat 122 III Apollobuurt                                          | Walther Weinberg (1931-1944)                                                                                  |
|            | HIER WOONDE MATHILDE WEINBERG-MAY GEB. 1903 GEDEPORTEERD 1944 UIT WESTERBORK THERESIENSTADT VERMOORD 6-10-1944 AUSCHWITZ                                                                      | Beethovenstraat 122 III Apollobuurt                                          | Mathilde Weinberg-May (1903-1944)                                                                             |
|            | HIER WOONDE ADOLF WEISS GEB. 1871 GEÏNTERNEERD 21-6-1943 GEDEPORTEERD 6-7-1943 UIT WESTERBORK VERMOORD 9-7-1943 SOBIBOR                                                                       | Lekstraat 172 huis Rivierenbuurt                                             | Adolf Weiss (1871-1943)                                                                                       |
|            | HIER WOONDE ISABELLA WEISS- BLUMENTHAL GEB. 1880 GEÏNTERNEERD 20-6-1943 GEDEPORTEERD 6-7-1943 UIT WESTERBORK VERMOORD 9-7-1943 SOBIBOR                                                        | Lekstraat 172 huis Rivierenbuurt                                             | Isabella Weiss-Blumenthal (1880-1943)                                                                         |
|            | HIER WERKTE DR. FRIEDER WEISSMANN GEB. 1893 VLUCHT 1933 UIT BERLIJN VLUCHT 1939 USA | Concertgebouw Museumkwartier                                                 | Frieder Weissmann (1893-1984)                                                                                 |
|            | HIER WERKTE AUGUSTE WEISSMANN-LOEB GEB. 1871 GEDEPORTEERD UIT WESTERBORK VERMOORD 15-12-1942 AUSCHWITZ                                                                                        | Milletstraat 58 Apollobuurt                                                  | Auguste Weissmann-Loeb (1871-1942)                                                                            |
|            | HIER WOONDE FERENC WEISZ GEB. 1893 GEDEPORTEERD UIT WESTERBORK THERESIENSTADT VERMOORD 30-9-1944 AUSCHWITZ                                                                                    | Deurloostraat 74hs Rivierenbuurt                                             | Ferenc Weisz (1893-1944)                                                                                      |
|            | HIER WERKTE LEENDERT SAMUEL WENNEK GEB. 1902 GEDEPORTEERD 1943 UIT WESTERBORK VERMOORD 31-3-1944 AUSCHWITZ                                                                                    | Vechtstraat 125 Rivierenbuurt                                                | Leendert Samuel Wennek (1902-1944)                                                                            |
|            | HIER WERKTE LEVIE WENNEK GEB. 1904 GEDEPORTEERD 1943 UIT WESTERBORK VERMOORD AUG. 1944 MIDDEN-EUROPA                                                                                          | Vechtstraat 125 Rivierenbuurt                                                | Levie Wennek (1904-1944)                                                                                      |
|            | HIER WERKTE MARY WENNEK GEB. 1923 GEÏNTERNEERD 28-11-1942 GEDEPORTEERD 1943 UIT WESTERBORK VERMOORD 21-5-1943 SOBIBOR                                                                         | Vechtstraat 125 Rivierenbuurt                                                | Mary Wennek (1923-1943)                                                                                       |
|            | HIER WERKTE SAMUEL WENNEK GEB. 1879 GEÏNTERNEERD 28-11-1942 GEDEPORTEERD 1943 UIT WESTERBORK VERMOORD 21-5-1943 SOBIBOR                                                                       | Vechtstraat 125 Rivierenbuurt                                                | Samuel Wennek (1879-1943)                                                                                     |
|            | HIER WERKTE MATHILDA WENNEK- KATTENBURG GEB. 1912 GEDEPORTEERD 1943 UIT WESTERBORK VERMOORD APR. 1944 AUSCHWITZ                                                                               | Vechtstraat 125 Rivierenbuurt                                                | Mathilda Wennek-Kattenburg (1912-1944)                                                                        |
|            | HIER WERKTE RACHEL WENNEK- KLIJNKRAMER GEB. 1916 GEÏNTERNEERD 20-6-1943 GEDEPORTEERD UIT WESTERBORK VERMOORD 3-9-1943 AUSCHWITZ                                                               | Vechtstraat 125 Rivierenbuurt                                                | Rachel Wennek-Klijnkramer (1916-1943)                                                                         |
|            | HIER WERKTE MARIANNE WENNEK- SCHENKKAN GEB. 1881 GEÏNTERNEERD 28-11-1942 GEDEPORTEERD 1943 UIT WESTERBORK VERMOORD 21-5-1943 SOBIBOR                                                          | Vechtstraat 125 Rivierenbuurt                                                | Marianne Wennek-Schenkkan (1881-1943)                                                                         |
|            | HIER WOONDE JOZEF VAN WEZEL GEB. 1899 VERMOORD 11-6-1943 SOBIBOR | Pieter Lastmankade 160 Stadionbuurt                                          | Jozef van Wezel (1899-1943)                                                                                   |
|            | HIER WOONDE LION VAN WEZEL GEB. 1867 VERMOORD 11-6-1943 SOBIBOR | Pieter Lastmankade 160 Stadionbuurt                                          | Lion van Wezel (1867-1943)                                                                                    |
|            | HIER WOONDE ENGELTJE VAN WEZEL-SAMMES GEB. 1867 VERMOORD 11-6-1943 SOBIBOR | Pieter Lastmankade 160 Stadionbuurt                                          | Engeltje van Wezel-Sammes (1867-1943)                                                                         |
|            | HIER WOONDE EDDY WIENER GEB. 1916 VLUCHT IN DE DOOD 15-5-1940 AMSTERDAM | Cliostraat 29 I Apollobuurt                                                  | Eddy Wiener (1916-1940)                                                                                       |
|            | HIER WOONDE EDUARD WIENER GEB. 1884 VLUCHT IN DE DOOD 15-5-1940 AMSTERDAM | Cliostraat 29 I Apollobuurt                                                  | Eduard Wiener (1884-1940)                                                                                     |
|            | HIER WOONDE HENRIËTTE WIENER-VAN GIGCH GEB. 1887 VLUCHT IN DE DOOD 15-5-1940 AMSTERDAM | Cliostraat 29 I Apollobuurt                                                  | Henriëtte Wiener-van Gigch (1887-1940)                                                                        |
|            | HIER WOONDE DAVID WIJNBERG GEB. 1889 GEDEPORTEERD UIT DRANCY VERMOORD 14-2-1943 AUSCHWITZ | Palestrinastraat 6 Museumkwartier                                            | David Wijnberg (1889-1943)                                                                                    |
|            | HIER WOONDE HUGO WIJNBERG GEB. 1926 GEDEPORTEERD UIT DRANCY VERMOORD 14-2-1943 AUSCHWITZ | Palestrinastraat 6 Museumkwartier                                            | Hugo Wijnberg (1926-1943)                                                                                     |
|            | HIER WOONDE INA WIJNBERG GEB. 1928 GEDEPORTEERD UIT DRANCY VERMOORD 14-2-1943 AUSCHWITZ | Palestrinastraat 6 Museumkwartier                                            | Ina Wijnberg (1928-1943)                                                                                      |
|            | HIER WOONDE JO HERMAN WIJNBERG GEB. 1921 GEDEPORTEERD UIT DRANCY VERMOORD 14-2-1943 AUSCHWITZ                                                                                                 | Palestrinastraat 6 Museumkwartier                                            | Jo Herman Wijnberg (1921-1943)                                                                                |
|            | HIER WOONDE REBECCA WIJNBERG-STERN GEB. 1899 GEDEPORTEERD UIT DRANCY VERMOORD 14-2-1943 AUSCHWITZ                                                                                             | Palestrinastraat 6 Museumkwartier                                            | Rebecca Wijnberg-Stern (1899-1943)                                                                            |
|            | HIER WOONDE MARCEL WIJNGAARD GEB. 1911 GEÏNTERNEERD 20-6-1943 GEDEPORTEERD 29-6-1943 UIT WESTERBORK VERMOORD 2-7-1943 SOBIBOR                                                                 | Hunzestraat 101 Rivierenbuurt                                                | Marcel Wijngaard (1911-1943)                                                                                  |
|            | HIER WOONDE MARIE WIJNGAAD-KIJL GEB. 1914 GEÏNTERNEERD 20-6-1943 GEDEPORTEERD 29-6-1943 UIT WESTERBORK VERMOORD 2-7-1943 SOBIBOR                                                              | Hunzestraat 101 Rivierenbuurt                                                | Marie Wijngaad-Kijl (1914-1943)                                                                               |
|            | HIER WOONDE WILLEM WITJAS GEB. 1881 GEARRESTEERD 12-4-1944 GEDEPORTEERD UIT WESTERBORK VERMOORD 22-5-1944 AUSCHWITZ                                                                           | Saffierstraat 45 II Diamantbuurt                                             | Willem Witjas (1881-1944)                                                                                     |
|            | HIER WOONDE REBECCA WITJAS-GODSCHALK GEB. 1876 GEARRESTEERD 12-4-1944 GEDEPORTEERD UIT WESTERBORK VERMOORD 22-5-1944 AUSCHWITZ                                                                | Saffierstraat 45 II Diamantbuurt                                             | Rebecca Witjas-Godschalk (1876-1944)                                                                          |
|            | HIER WOONDE JOSUA WITMOND GEB. 1871 VERMOORD 28-9-1942 AUSCHWITZ | Cornelis Springerstraat 16-I Zuid Pijp                                       | Josua Witmond (1871-1942)                                                                                     |
|            | HIER WOONDE FRONICA WITMOND-HAKKERT GEB. 1873 VERMOORD 9-4-1943 SOBIBOR | Cornelis Springerstraat 16-I Zuid Pijp                                       | Fronica Witmond-Hakkert (1873-1943)                                                                           |
|            | HIER WOONDE HENRI VAN WITSEN GEB. 1895 GEARRESTEERD 12-5-1944 BRUSSELS GEDEPORTEERD 19-5-1944 UIT MECHELEN VERMOORD 22-5-1944 AUSCHWITZ                                                       | Harmoniehof 6 bovenhuis Museumkwartier                                       | Henri van Witsen (1895-1944)                                                                                  |
|            | HIER WOONDE STEFFI HILDE WITTELSHÖFFER GEB. 1929 VLUCHT 1939 UIT DUITSLAND GEÏNTERNEERD 9-9-1942 GEDEPORTEERD 1944 UIT WESTERBORK VERMOORD 28-2-1945 MIDDEN-EUROPA                            | Johannes Vermeerstraat 73 Museumkwartier                                     | Steffi Hilde Wittelshöfer (1929-1945)                                                                         |
|            | HIER WOONDE MAX MEIJER GEB. 1900 GEÏNTERNEERD 8-10-1942 ONDERGEDOKEN 1942 WAGENINGEN VLUCHT IN DE DOOD 14-2-1943                                                                              | Waalstraat 77 Rivierenbuurt                                                  | Max Meijer Wolder (1900-1943)                                                                                 |
|            | HIER WOONDE HENRI WOLF GEB. 1898 GEÏNTERNEERD 20-6-1943 GEDEPORTEERD 1944 UIT WESTERBORK VRIJLATING 25-1-1945 BERGEN-BELSEN OVERLEEFD                                                         | Dintelstraat 80 II Rivierenbuurt                                             | Henri Wolf (1898-)                                                                                            |
|            | HIER WOONDE JACOB WOLF GEB. 1929 GEÏNTERNEERD 20-6-1943 GEDEPORTEERD 1944 UIT WESTERBORK VRIJLATING 25-1-1945 BERGEN-BELSEN OVERLEEFD                                                         | Dintelstraat 80 II Rivierenbuurt                                             | Jacob Wolf (1929-)                                                                                            |
|            | HIER WOONDE MARIE SOPHIE WOLF GEB. 1933 GEÏNTERNEERD 20-6-1943 GEDEPORTEERD 1944 UIT WESTERBORK VRIJLATING 25-1-1945 BERGEN-BELSEN OVERLEEFD                                                  | Dintelstraat 80 II Rivierenbuurt                                             | Marie Sophie Wolf (1933-)                                                                                     |
|            | HIER WOONDE SARA WOLF-SWAAB GEB. 1902 GEÏNTERNEERD 20-6-1943 GEDEPORTEERD 1944 UIT WESTERBORK VRIJLATING 25-1-1945 BERGEN-BELSEN OVERLEDEN 27-2-1945 ALGERIJE                                 | Dintelstraat 80 II Rivierenbuurt                                             | Sara Wolf-Swaab (1902-1945)                                                                                   |
|            | HIER WOONDE RACHEL WOLF-ZECKENDORF GEB. 1871 GEÏNTERNEERD 6-4-1943 GEDEPORTEERD UIT WESTERBORK VERMOORD 2-7-1943 SOBIBOR                                                                      | Dintelstraat 80 II Rivierenbuurt                                             | Rachel Sophia Wolf-Zeckendorf (1871-1943)                                                                     |
|            | HIER WOONDE FRIEDA ZAJAC GEB. 1897 VERMOORD 9.7.1943 SOBIBOR | Amstelkade 61 Rivierenbuurt                                                  | Frieda Zajac (1897-1943)                                                                                      |
|            | HIER WOONDE LEONIA ZAJAC GEB. 1894 VERMOORD 9.7.1943 SOBIBOR | Amstelkade 61 Rivierenbuurt                                                  | Leonia Zajac (1894-1943)                                                                                      |
|            | HIER WOONDE SOPHIE ZAJAC GEB. 1887 VERMOORD 9.7.1943 SOBIBOR | Amstelkade 61 Rivierenbuurt                                                  | Sophie Zajac (1887-1943)                                                                                      |
|            | HIER WOONDE DAVID JACOB ZAK (DEDDIE) GEB. 1935 VERMOORD 11-6-1943 SOBIBOR | Uiterwaardenstraat 71 III Rivierenbuurt                                      | David Jacob Zak, ook Deddie (1935-1943)                                                                       |
|            | HIER WOONDE SIMON ZAK GEB. 1908 VERMOORD 11-6-1943 SOBIBOR | Uiterwaardenstraat 71 III Rivierenbuurt                                      | Simon Zak (1908-1943)                                                                                         |
|            | HIER WOONDE JUDITH ZAK- VLEESCHHOUWER GEB. 1906 VERMOORD 11-6-1943 SOBIBOR | Uiterwaardenstraat 71 III Rivierenbuurt                                      | Judith Zak-Vleeschhouwer (1906-1943)                                                                          |
|            | HIER WOONDE CLARA ZANDER GEB. 1895 GEDEPORTEERD 1943 UIT WESTERBORK VERMOORD 26-3-1943 SOBIBOR                                                                                                | Diezestraat 29 II Rivierenbuurt                                              | Clara Zander (1895-1943)                                                                                      |
|            | HIER WOONDE HEDWIG ZANDER GEB. 1931 GEDEPORTEERD 1943 UIT WESTERBORK VERMOORD 2-7-1943 SOBIBOR                                                                                                | Diezestraat 29 II Rivierenbuurt                                              | Hedwig Zander (1931-1943)                                                                                     |
|            | HIER WOONDE FRANS KOERT ZANDER GEB. 1938 GEDEPORTEERD 1943 UIT WESTERBORK VERMOORD 26-3-1943 SOBIBOR                                                                                          | Diezestraat 29 II Rivierenbuurt                                              | Frans Koert Zander (1938-1943)                                                                                |
|            | HIER WOONDE KARL LUDWIG ARTHUR ZANDER GEB. 1900 GEDEPORTEERD 1943 UIT WESTERBORK VERMOORD 2-7-1943 SOBIBOR                                                                                    | Diezestraat 29 II Rivierenbuurt                                              | Karl Ludwig Arthur Zander (1900-1943)                                                                         |
|            | HIER WOONDE KARL LUDWIG ARTHUR ZANDER GEB. 1900 GEDEPORTEERD 1943 UIT WESTERBORK VERMOORD 2-7-1943 SOBIBOR                                                                                    | Diezestraat 29 II Rivierenbuurt                                              | Robertine Suzanne Zander (1934-1943)                                                                          |
|            | HIER WOONDE ANNETTE ZANDER-MONASCH GEB. 1908 GEDEPORTEERD 1943 UIT WESTERBORK VERMOORD 2-7-1943 SOBIBOR                                                                                       | Diezestraat 29 II Rivierenbuurt                                              | Annette Zander-Monasch (1908-1943)                                                                            |
|            | HIER WOONDE GERTRUD ELISE ZANDER-SIMON GEB. 1871 GEARRESTEERD 23-2-1943 GEDEPORTEERD UIT WESTERBORK VERMOORD 20-3-1943 SOBIBOR                                                                | Diezestraat 29 II Rivierenbuurt                                              | Gertrud Elise Zander-Simon (1871-1943)                                                                        |
|            | HIER WOONDE JACQUES PETRUS JOHANNES ZILLESEN GEB. 1903 VERZETSSTRIJDER GEARRESTEERD 5-10-1944 GEFUSILLEERD 24-10-1944 AMSTERDAM                                                               | Amazonenstraat 56 II Stadionbuurt                                            | Jacques Petrus Johannes Zillesen (1903-1944)                                                                  |
|            | HIER WOONDE CHAIM HIRSCH ZIMET GEB. 1884 GEARRESTEERD 1943 VERMOORD 27-8-1943 AUSCHWITZ | Borssenburgstraat 8HS Rivierenbuurt                                          | Chaim Hirsch Zimet (1884-1943)                                                                                |
|            | HIER WOONDE ANNA ZIMET-DEINGENTHAL GEB. 1884 GEARRESTEERD 1943 VERMOORD 27-8-1943 AUSCHWITZ                                                                                                   | Borssenburgstraat 8HS Rivierenbuurt                                          | Anna Zimet-Dingenthal (1884-1943)                                                                             |
|            | HIER WOONDE ELIAS VAN ZORG GEB. 1933 GEÏNTERNEERD 24-2-1943 VUGHT GEDEPORTEERD UIT WESTERBORK VERMOORD 11-6-1943 SOBIBOR                                                                      | Kromme Mijdrechtstraat 49 Rivierenbuurt                                      | Elias van Zorg (1933-1943)                                                                                    |
|            | HIER WOONDE JONAS VAN ZORG GEB. 1919 GEÏNTERNEERD 25-7-1942 GEDEPORTEERD UIT WESTERBORK VERMOORD 30-9-1942 AUSCHWITZ                                                                          | Kromme Mijdrechtstraat 49 Rivierenbuurt                                      | Jonas van Zorg (1919-1942)                                                                                    |
|            | HIER WOONDE LENA VAN ZORG GEB. 1920 GEÏNTERNEERD 26-7-1942 GEDEPORTEERD UIT WESTERBORK VERMOORD 30-9-1942 AUSCHWITZ                                                                           | Kromme Mijdrechtstraat 49 Rivierenbuurt                                      | Lena van Zorg (1920-1942)                                                                                     |
|            | HIER WOONDE MAURICE VAN ZORG GEB. 1922 GEÏNTERNEERD 24-2-1943 VUGHT GEDEPORTEERD 1943 UIT WESTERBORK, FLOSSENBÜRG GEDEPORTEERD 22-1-1945 BUCHENWALD, AUSCHWITZ, CHAM BEVRIJD                  | Kromme Mijdrechtstraat 49 Rivierenbuurt                                      | Maurice van Zorg (1922-1988)                                                                                  |
|            | HIER WOONDE NAATJE VAN ZORG GEB. 1893 GEÏNTERNEERD 24-2-1943 VUGHT GEDEPORTEERD 1943 UIT WESTERBORK VERMOORD 11-6-1943 SOBIBOR                                                                | Kromme Mijdrechtstraat 49 Rivierenbuurt                                      | Naatje van Zorg-Reens (1893-1943)                                                                             |
|            | HIER WOONDE WOLF VAN ZORG GEB. 1885 GEÏNTERNEERD 24-2-1943 VUGHT GEDEPORTEERD UIT WESTERBORK VERMOORD 11-6-1943 SOBIBOR                                                                       | Kromme Mijdrechtstraat 49 Rivierenbuurt                                      | Wolf van Zorg (1895-1943)                                                                                     |

## Data van plaatsingen
volgt